# Magyar Arany Érdemkereszt
A Magyar Arany Érdemkereszt a Magyar Érdemkereszt legfelső fokozata. 2011-ig Magyar Köztársasági Arany Érdemkeresztnek nevezték. A független és demokratikus Magyarország érdekeinek elősegítése, valamint támogatása körül kimagasló érdemeket szerzett magyar és külföldi állampolgároknak adományozható, külön polgári és katonai tagozattal. A feladatköre alapján illetékes miniszter előterjesztésére a köztársasági elnök adományozza a Magyar Köztársaság kitüntetéseiről szóló 1991. évi XXXI. Törvény rendelkezései szerint.

## Leírása
A Magyar Érdemkereszt 2 mm széles kör alakú, egymásba fonódó babérkoszorúban elhelyezett 42 mm átmérőjű fényezett szélű kereszt, melynek rajza a Magyar Érdemrenddel azonos, de zománcozás nélküli, és a fokozat szerint arany, ezüst, illetve bronz bevonatú.

## Díjazottak

### 2025

#### 2025. augusztus 20.[1][2][3][4][5][6][7][8][9]
- Ágh Ernő Péter, Szombathely megyei jogú város önkormányzati képviselője, a Szent Kvirin Szalézi Egyházközség világi elnöke
- András István építészmérnök, Balatonfüred város főépítésze, a Budapest Főváros Városépítési Tervező Kft. vezető tervezője
- Appelshoffer János Harangozó Gyula-díjas táncművész, néptáncpedagógus, koreográfus, a Magyar Táncművészeti Egyetem főiskolai adjunktusa, a Fordulj Kispej Lovam néptáncegyüttes táncosa
- Auth Attila Ferenczy Noémi-díjas grafikusművész, a Magyar Képzőművészeti Egyetem tanszékvezető egyetemi docense
- Bakos Ferenc költő, író, műfordító
- Baksa Brigitta etnográfus, a váci Apor Vilmos Katolikus Főiskola főiskolai tanára
- Bálint Sándor Pál, a DALERD Délalföldi Erdészeti Zrt. gazdasági vezérigazgató-helyettese
- Bálo Zoltán, a Törley Pezsgőpincészet Kft. export értékesítési- és marketingvezetője
- Bana Sándor, a Balatoni Halgazdálkodási Nonprofit Zrt. gazdasági és kereskedelmi igazgatója
- Bánhegyi Gabriella állattenyésztő és agrármérnök, jogász, a Magyar Agrár- és Élettudományi Egyetem Szent István Campusa Agrár- és Élelmiszergazdasági Intézetének egyetemi docense
- Benyus Sándor, a Benyus Testvérek Kamaraegyüttes alapítója
- Benyus Sándorné, a Benyus Testvérek Kamaraegyüttes alapítója
- Biró Péter matematikus, közgazdász, a HUN-REN Közgazdaság- és Regionális Tudományi Kutatóközpont Közgazdaságtudományi Intézetének tudományos főmunkatársa, a Budapesti Corvinus Egyetem Operáció és Döntés Intézetének egyetemi docense
- Bisztrai György nordic walking oktató, a Kertvárosi Nordic Sportkedvelő és Életmód Egyesület alapítója és vezetője
- Bukovics János mesemondó, a Csűrdöngölő Kulturális Egyesület, a Világszárnya Magyar Népmesemondó Szövetség és a Meseszó Magyar Mesemondó és Szövegfolklór Egyesület tagja
- Csizmadia Tibor Gábor műszaki menedzser, a Pannon Egyetem Gazdaságtudományi Karának dékánhelyettese, Menedzsment Intézetének intézetigazgató egyetemi tanára
- Csomós Péter szakgyógyszerész, a Gál Ferenc Egyetem Egészség- és Szociális Tudományi Karának főiskolai tanára, a Békés Vármegyei Központi Kórház Központi Laboratóriumának osztályvezető főgyógyszerésze
- Csonka Ferenc könyvkötőmester, a Könyvkötők Országos Ipartestületének alapító tagja
- Elláné Bodonyi Katalin énekművész, karvezető, a Nemzeti Énekkar nyugalmazott karigazgató-helyettese, szólamvezetője
- Érdi Marianne tárgyrestaurátor-művész, a Magyar Nemzeti Múzeum Közgyűjteményi Központ Országos Széchényi Könyvtár főrestaurátora
- Feketű Béla, a Szegedi Szakképzési Centrum Móravárosi Szakképző Iskola igazgatója
- Ferenczi Anna zenepedagógus, a gödöllői Frédéric Chopin Zenei Alapfokú Művészeti Iskola egykori igazgatója, a Gödöllői Szimfonikus Zenekar Alapítvány volt projektvezetője
- Földesi Ferenc filológus, az Országos Széchényi Könyvtár Kézirattárának vezetője
- Glässer Norbert, a Páva utcai Holokauszt Dokumentációs és Emlékközpont munkatársa
- Győrfi István, a Pécsi Nemzeti Színház operaénekese
- Győri Gyula, a Pharmaflight Zrt. Igazgatóságának elnöke, tudományos igazgatója, a Debreceni Egyetem Műszaki Kara Repülőmérnöki Kihelyezett Tanszékének vezetője, címzetes egyetemi docens
- Halász Ágnes zeneelmélet-tanár, korrepetitor, a Pécsi Tudományegyetem Művészeti Karának címzetes egyetemi docense
- C. Harrach Erzsébet nyugalmazott építészmérnök
- Harsányi István, a Berettyóújfalui Szakképzési Centrum Bocskai István Szakképző Iskola nyugalmazott igazgatója
- Heltai Miklós Gábor, a Gödöllői Török Ignác Gimnázium nyugalmazott igazgatója
- Horváth Sándor Domonkos jogász, író, a győri Dr. Kovács Pál Könyvtár és Közösségi Tér igazgatója
- Kazinczy Eszter táncművész, balettmester, a Magyar Táncművészeti Egyetem címzetes egyetemi docense, mesteroktatója
- Kenyeres Sándorné népművelő-könyvtáros, a Jász-Nagykun-Szolnok Megyei Népművészeti Egyesület korábbi elnöke, szaktanácsadója
- Kevei Péter matematikus, a Szegedi Tudományegyetem Bolyai Intézetének tanszékvezető egyetemi docense
- Knauz Péter gépészmérnök, a Pannon Famulus Kft. stratégiai igazgatója, az Uniklub Kft. ügyvezetője
- Kocur László, irodalomtörténész, újságíró, a Szlovákiai Magyar Cserkészszövetség tagja
- Kollár Imre, a debreceni Kodály Filharmónia vezető karmestere
- Kovács Árpád Zsolt informatikus, a VERITAS Történetkutató Intézet és Levéltár Tájékoztatási- és Kutatószolgálati Csoportja munkatársa
- Kovács Gábor Dénes színháztörténész, szakíró, a Baross Imre Artista- és Előadó-művészeti Akadémia Szakgimnázium, Gimnázium, Technikum és Alapfokú Művészeti Iskola főigazgatója
- Kovács Tamás belgyógyász, üzemorvos, Csurgó város háziorvosa
- Kozsnyánszky János, a Magyarországi Ruszinok /Rutének/ Országos Szövetsége elnöke, az Országos Ruszin Önkormányzat Közgyűlése tagja, a Sárospataki Ruszin Nemzetiségi Önkormányzat elnöke
- Krasznár Jánosné logopédus, gyógypedagógus,az Afázia - Az Újrabeszélők Egyesületének elnöke
- Kubina Péter nagybőgőművész, a Nemzeti Filharmonikusok szólamvezetője, a Liszt Ferenc Zeneművészeti Egyetem egyetemi docense
- Laskay Edit zongoraművész, a debreceni Kodály Zoltán Zeneművészeti Szakgimnázium és Zeneiskola – Alapfokú Művészeti Iskola főigazgatója, a Debreceni Egyetem Zeneművészeti Karának mesteroktatója
- Lax Éva énekes, énektanár, nyelvtörténész, az Eötvös Loránd Tudományegyetem Bölcsészettudományi Karának nyugalmazott egyetemi docense, a Budapesti Ward Mária Általános Iskola, Gimnázium és Zeneművészeti Szakgimnázium művésztanára, az Affetti Musicali együttes alapító tagja
- Ledó Ferenc kertészmérnök, növényvédő szakmérnök, a Dél-alföldi Kertészek Szövetkezetének nyugalmazott elnöke, szaktanácsadója
- Lencsés Zsolt festőművész, az ARTTÉKA Művészet Határok Nélkül Egyesület alapító elnöke
- Limbacherné Lengyel Ágnes etnográfus, főmuzeológus, a Magyar Nemzeti Múzeum Palóc Múzeumának intézményvezetője
- Lipták Dániel népzenetanár, muzikológus, a HUN-REN Bölcsészettudományi Kutatóközpont Zenetudományi Intézetének tudományos munkatársa, a Liszt Ferenc Zeneművészeti Egyetem oktatója, a Békés Banda és a Rozsdamaró zenekar tagja
- Lukács László néptáncpedagógus, koreográfus, a Kecskemét Táncegyüttes művészeti vezetője, az Örökség Nemzeti Gyermek és Ifjúsági Népművészeti Egyesület alelnöke
- Makrai Zsuzsa zománcművész
- Mandel Helga, a FilMandel Project Kft. casting directora
- Markovics Józsefné, a Kalocsai Szent István Gimnázium tanára, az Országos Horvát Önkormányzat elnökhelyettese, a Bajai Horvát Önkormányzat elnöke
- Andrea Paolini Merlo táncművész, koreográfus, balettmester, fotóművész, a Táncpedagógusok Országos Szövetségének elnökségi tagja
- Micskei Zoltán Imre műszaki informatikus, a Budapesti Műszaki és Gazdaságtudományi Egyetem Villamosmérnöki és Informatikai Karának egyetemi docense, a Kritikus Rendszerek Kutatócsoport vezetője
- Molnár György István, a Molnárbeton Betongyártó és Kereskedelmi Kft. tulajdonosa
- Muszka György koreográfus, néptáncoktató
- Muszka Ilona Enikő néptáncoktató, hagyományőrző, a Harmónia Alapfokú Művészeti Iskola öttevényi néptánccsoportjának művészeti vezetője, a győrszentiváni Cserók Néptáncegyüttes és az Aranymálinkó Gyermektánccsoport koreográfusa
- Nagy Sándor István jogász, a Magyar Felnőttképző és Tanácsadó Kft. főigazgató-helyettese, a Milton Friedman Egyetem óraadó oktatója
- Nagy Zoltán könyvtáros, a Magyar Nemzeti Múzeum Közgyűjteményi Központ Országos Széchényi Könyvtár nyugalmazott főosztályvezető-helyettese, a Magyar Könyvtárosok Egyesülete Műszaki Könyvtárosok Szervezetének tiszteletbeli elnöke
- Németh József, a Nemzeti Filharmonikus Zenekar klarinétművésze, a Liszt Ferenc Zeneművészeti Egyetem oktatója
- Oravecz Edit néptáncoktató, az Ajkai Bányász Hagyományőrző Egyesület és az Apte Művészeti Egyesület – Néptáncosok Baráti Köre elnöke
- Osváth Viola gyermek klinikai- és mentálhigiénés szakpszichológus, a Szegedi Tudományegyetem Juhász Gyula Pedagógusképző Karának főiskolai docense, a Gyógyulás a Gyászból Alapítvány kuratóriumi elnöke, az Állami Gondoskodásban Élő és Veszélyeztetett Fiatalok Támogatásáért Alapítvány kuratóriumi titkára, mesterterapeutája
- Őriné Fodor Márta jogász, jogtörténész, a Pécsi Városszépítő és Városvédő Egyesület elnöke
- Paál Sándor, az Országgyűlés Hivatalának nyugalmazott kabinettitkára, a Pécsi Tudományegyetem címzetes egyetemi docense
- Pécsinger Éva, a Nagygeresdi Evangélikus Egyházközség lelkésze
- Purger Szilárd, a WHB Elektro Kft. ügyvezetője
- Rácz Imre István, a Nemzeti Agrárgazdasági Kamara és a Magyar Gazdakörök és Gazdaszövetkezetek Szövetsége Szabolcs-Szatmár-Bereg vármegyei elnöke
- Raffay-Danyi Ágnes Nóra közgazdász, a Pannon Egyetem Gazdaságtudományi Karának egyetemi docense, volt tanszékvezetője
- Renner Tamás gépészmérnök, a Renner Zrt. igazgatója
- Riederauer Richárd zeneszerző, a Magyar Nemzeti Férfikar karigazgatója
- Ruisz Zoltán építésvezető
- Ruzsa Éva, a Magyar Nemzeti Levéltár Tolna Vármegyei Levéltárának igazgatója
- Sajgó Gábor, a Tolcsva-Bor Kft. ügyvezető tulajdonosa
- Schlégelné Dr. Békefi Csilla gyógyszerész, a Magyar Gyógyszerészi Kamara Komárom-Esztergom Vármegyei Szervezetének elnöke, a komáromi Mentha Patika vezetője
- Schöck Gyula könyvművész, a Schöck ArtPrint Kft. alapítója, művészeti vezetője
- Sebestyénné Kovács Ildikó, a Sárvári Tankerületi Központ nyugalmazott szakmai vezetője, igazgatóhelyettese
- Soós István, a Gál Ferenc Egyetem Pedagógia Karának főiskolai docense
- Sütő Levente Lehel bútorfestő-asztalos és fafaragó népművész, a népművészet mestere
- Szakács Imre László festőművész
- Szakály-Stájer Éva közgazdász
- Székely György Gábor mesterpedagógus, a Békásmegyeri Veres Péter Gimnázium nyugalmazott igazgatója
- Szendrei Zsolt építészmérnök, az Építész Továbbképző Nonprofit Kft. ügyvezetője
- Szentesiné Kiss Katalin, a Kaposvári Szakképzési Centrum Rudnay Gyula Szakképző Iskola és Kollégium igazgatója
- Szolyák Péter muzeológus, a miskolci Herman Ottó Múzeum igazgatója
- Szőke László jogász, az Országos Fogyatékosságügyi Tanács titkára, a Szociális és Gyermekvédelmi Főigazgatóság Esélyteremtési Főosztály, Fogyatékosságügyi Osztálya vezetője
- Szűcsné Urbán Mária néptáncpedagógus, a jászberényi Viganó Alapfokú Művészeti Iskola igazgatója
- Takács Dénes gépészmérnök, a Budapesti Műszaki és Gazdaságtudományi Egyetem Gépészmérnöki Karának tanszékvezető-helyettese, egyetemi docense
- Takács Ernő jogász, ingatlanfejlesztő
- Tapodi Zsuzsanna Mónika irodalomtörténész, a Sapientia Erdélyi Magyar Tudományegyetem Csíkszeredai Karának egyetemi professzora
- Tóth Béla Józsefné szolnokicsipke-készítő, viseletvarró
- Tutervai Mátyás építészmérnök, a Magyar Építész Kamara alelnöke, a Győr-Moson-Sopron Vármegyei Építész Kamara elnöke
- Ujváry Tamás jogász, a Gödöllői Királyi Kastély igazgatója
- Váczy Kálmán Zoltán, az Eszterházy Károly Katolikus Egyetem általános rektorhelyettese
- Varga János „Boxos”, a Zalai Táncegyüttes és a Maros Művészegyüttes volt művészeti vezetője, koreográfusa
- Várhelyi Tamás informatikus, orvos, közgazdász, az Eszterházy Károly Katolikus Egyetem Gazdaságtudományi Intézetének főiskolai tanára, korábbi gazdasági főigazgatója és innovációs igazgatója
- Vasné Botár Ágnes, a Budapesti Gazdasági Szakképzési Centrum Keleti Károly Közgazdasági Technikum igazgatója
- Vida Irén, a Törökkoppányi Általános Iskola nyugalmazott tanára
- Zakariás Anikó karnagy, a pesterzsébeti Csili Művelődési Központ Kamarakórusának alapító vezetője

##### Katonai tagozat
- Galuska László rendőr ezredes, a Terrorelhárítási Központ Ügyeleti és Objektumvédelmi Igazgatósága igazgatója
- Horváth Judit tűzoltó alezredes, a Győr-Moson-Sopron Vármegyei Katasztrófavédelmi Igazgatóság Gazdasági Igazgatóhelyettesi Szervezete Költségvetési Osztálya vezetője
- Kovács Mihály Ferenc büntetés-végrehajtási ezredes, a Büntetés-végrehajtás Országos Parancsnoksága Fogvatartási Ügyek Szolgálata szolgálatvezetője
- Répási János Gyula rendőr alezredes, a Somogy Vármegyei Rendőr-főkapitányság Bűnügyi Igazgatósága Bűnügyi Osztályának kiemelt főnyomozója
- Solymosi Krisztina rendőr alezredes, a Rendőrségi Oktatási és Kiképző Központ Szervezetfejlesztési és Tréningszervezési Főosztálya vezetője
- Volter Zsolt rendőr alezredes, a Pest Vármegyei Rendőr-főkapitányság Ellenőrzési Szolgálata szolgálatvezetője

#### 2025. március 15.[10][11][12][13][14][15]
- Alison B. Adler, a washingtoni The Embassy Series nonprofit szervezet alelnöke,
- Ágostonné Kovács Ilona, a Csornai Margit Kórház osztályvezető főnővére,
- Bacsárdi László mérnökinformatikus, mérnöktanár, kvantuminformatikus, a Budapesti Műszaki és Gazdaságtudományi Egyetem Villamosmérnöki és Informatikai Karának egyetemi docense
- Badár Sándor, előadóművész, humorista,
- Bajnai Csaba, agrármérnök, az Ipoly Erdő Zrt. Kelet-Cserháti Erdészetének vezetője,
- Baktay Borbála, okleveles kertészmérnök, a Nemzeti Biodiverzitás- és Génmegőrzési Központ főigazgatója, a Magyar Agrár- és Élettudományi Egyetem címzetes egyetemi docense,
- Bálint Gabriella, a Hódmezővásárhelyi Szakképzési Centrum szaktanácsadója, a Hódmezővásárhelyi Többcélú Kistérségi Társulás Kapcsolat Központja és a Mindszent-Mártély-Székkutas Többcélú Kistérségi Társulás Kapcsolat Központja volt főigazgatója,
- Baricz Péter Márton, a Magyar Posta Zrt. Jogi és Koordinációs Főigazgatóságának jogi igazgatója,
- Benedek Zoltánné Vincze Eszter belgyógyász, Kapuvár volt háziorvosa, volt önkormányzati képviselő,
- Bertus Péter jogász, közgazdász, a MÁV Személyszállítási Zrt. jogi vezetője,
- Bokor Jutta operaénekes, a Rákoshegyi Bartók Zeneház Közalapítvány kuratóriumi elnöke,
- Bondor Erika hegedűművész, az Alba Regia Szimfonikus Zenekar koncertmester-helyettese, a Cigányvarázs Kárpát-medencei Cigányprímások és Zenekarok Fesztiváljának szólistája,
- Bőhm Péter, a Paksi Atomerőmű Létesítményi Tűzoltóság nyugalmazott parancsnoka, a Létesítményi Tűzoltóságok Országos Szövetsége alapító alelnöke, örökös tiszteletbeli tagja,
- Csémi Szilárd, a Szlovákiai Magyar Cserkészszövetség szervezeti alelnöke, irodavezetője,
- Csillag Pál balettművész, balettmester, fotóművész, a Magyar Táncművészeti Egyetem mesteroktatója,
- Csorba Sándor József nyugállományú határőr ezredes, az Országos Polgárőr Szövetség Határvédelmi Polgárőr Tagozatának elnöke, a Bács-Kiskun Vármegyei Polgárőr Szövetség elnökhelyettese,
- Dékány András ügyvéd, a Genfi Magyar Egyesület elnöke,
- Dohnál Tibor festő-, grafikus- és szobrászművész,
- Döme Ottó Emil agrármérnök, mérnöktanár, a kiskunhalasi II. Rákóczi Ferenc Katolikus Gimnázium és Technikum nyugalmazott tanára, az Erdélyi Csillagok Irodalmi Egyesület elnöke,
- Endrész György, a Rátkai Német Nemzetiségi Általános Iskola nyugalmazott pedagógusa, a Schwarzwald Hagyományőrző Egyesület alapítója,
- Erdei János, a szilágysomlyói Báthory István Magyar Tannyelvű Általános Iskola nyugalmazott tanára, a 16.  számú Báthory István Cserkészcsapat vezetője,
- Fehér Csaba, a Szentes Nagytemplomi Református Egyházközség lelkipásztora, tábori lelkész,
- Fenes Gábor, a Family-Friss Kft. tulajdonosa, ügyvezetője, a Mosonmagyaróvár és Vidéke Ipartestület vezetőségének tagja
- Fodor Edit Etelka gyermekgyógyász főorvos, házi gyermekorvos,
- Fónad István fa- és kürtfaragó népi iparművész,
- Fukszberger Imre, Csehimindszent község korábbi polgármestere, a Mindszenty Társaság alapító tagja,
- Fülöp László Zsolt, Szováta város polgármestere,
- Galántai Gyöngyi neurológus szakorvos, a Váci Jávorszky Ödön Kórház főorvosa,
- Gede Eszter, a Győri Szakképzési Centrum kancellárja,
- Gellért Gábor úszóedző, a Magyar Úszó Szövetség nyíltvízi szövetségi kapitánya, a Szegedi Úszó Egylet vezetőedzője,
- Gellért Imréné nyugalmazott tanító,
- Gerencsér Judit, a Magyar Nemzeti Múzeum Közgyűjteményi Központ Országos Széchényi Könyvtárának főigazgató-helyettese, a Magyar Könyvtárosok Egyesületének elnöke,
- Gergó Lajos, a Lumen Christi Gospel Kórus karnagya,
- Gőri Szilvia Tünde, a Hortobágyi Nemzeti Park Igazgatóság természetvédelmi és világörökségi koordinátora, szakmai tanácsadója, a Debreceni Egyetem Természettudományi és Technológiai Karának tanszékvezető címzetes egyetemi docense,
- Gyurkócza Aranka börtönlelkész, hitoktató, a Romániai Evangélikus-Lutheránus Egyház lelkésze,
- Hajdu Gábor Tibor jogász, a Pázmány Péter Katolikus Egyetem Bölcsészet- és Társadalomtudományi Kar Dékáni Hivatalának vezetője,
- Halla József, az MTVA vezető operatőre,
- Hevér Mihályné, a Vas Vármegyei Szakképzési Centrum Sárvári Turisztikai Technikum igazgatója,
- Hidas János József, Vértessomló és Várgesztes községek háziorvosa, a Magyar Általános Orvosok Tudományos Egyesülete örökös tagja, volt önkormányzati képviselő,
- Horváth Péter Pál kajak-kenu mesteredző, a Magyar Kajak-Kenu Szövetség Felügyelő Bizottságának tagja,
- Horváthné Nőth Edit, a Társadalmi Esélyteremtési Főigazgatóság Dél-Dunántúli Társadalmi Esélyteremtési Igazgatósága igazgatója,
- Huber László György, Kőszeg város volt polgármestere,
- Iván László, Szepsi város korábbi alpolgármestere, a Jövőért Alapítvány nyugalmazott ügyvezetője,
- Jankó István logopédus, gyógypedagógus, a Fővárosi Pedagógiai Szakszolgálat XI. kerületi Tagintézménye nyugalmazott igazgatóhelyettese, volt önkormányzati képviselő,
- Kabdebó Sándor, az Eszterházy Károly Katolikus Egyetem Művészeti Kara Zenei Intézetének és az Eötvös Loránd Tudományegyetem Bölcsészettudományi Kara Művészetközvetítő és Zenei Intézetének egyetemi docense, a Prelude Vegyeskar alapító karnagya,
- Kanizsai-Tóth Csaba, a FÁN Group Kft. cégvezetője,
- Karácsony Gyula sportlövő szakedző, a Magyar Paralimpiai Bizottság szövetségi kapitánya, az UTE Öttusa Szakosztályának lövőedzője,
- Kepe Kocon Lili művelődésszervező, a lendvai Magyar Nemzetiségi Művelődési Intézet volt igazgatója,
- Kerényi Ágnes Mária szemész szakorvos, a Budapesti Bajcsy-Zsilinszky Kórház és Rendelőintézet Szemészeti Osztályának főorvosa, a Semmelweis Egyetem címzetes egyetemi docense,
- Keszléri József, a Pilisi Parkerdő Zrt. Budakeszi Erdészetének vezetője,
- Kiss Anikó, a Közigazgatási és Területfejlesztési Minisztérium Területi Közigazgatásért Felelős Államtitkársága Területi Közigazgatás Működtetéséért Felelős Helyettes Államtitkárságának nyugalmazott főosztályvezetője,
- Kiss Henriett, a Magyarországi Zsidó Hitközségek Szövetsége Rumbach Sebestyén utcai zsinagógájának igazgatója,
- Kiss Imre, a Kovászna Megyei Tanfelügyelőség főtanfelügyelője, a Romániai Magyar Pedagógusok Szövetsége székelyföldi területi alelnöke, a sepsiszentgyörgyi Puskás Tivadar Szakközépiskola tanára,
- Kondor János festő- és grafikusművész,
- Kónya István lantművész, zenekutató, a Pécsi Tudományegyetem Művészeti Karának oktatója,
- Koszorúsné dr. Véghelyi Erzsébet jogász, Pécs Megyei Jogú Város Polgármesteri Hivatala nyugalmazott kisebbségi referense, a Pécs-Normandia Lions Club alapító tagja,
- Kovács Lajos, a Mezőkövesdi Rehabilitációs Központ orvosigazgató-helyettese,
- Kőrösi László, a Nemzeti Egészségbiztosítási Alapkezelő ellátási főigazgató-helyettese,
- Lakatos Zoltán Gyula nyugalmazott általános iskolai igazgató,
- Lantos Lajos, a Verseci Önkormányzat képviselő-testületének tagja, a verseci Petőfi Sándor Magyar Kultúregyesület elnöke, a Herczeg Ferenc Társaság alelnöke,
- Lengyel Erzsébet zenepedagógus, karnagy, a Jász-Nagykun-Szolnoki Ének-zenei Együttesek és Karnagyok Egyesületének elnöke, a Szolnoki Szolgáltatási Szakképzési Centrum Vásárhelyi Pál Két Tanítási Nyelvű Technikumának nyugalmazott igazgatója,
- Máger Ágnes festőművész,
- Marosvári Csaba magasépítő mérnök, a BITU-BAU Építőipari Vállalkozó Kft. tulajdonosa és ügyvezetője,
- Mátyás-János László, a Csíkcsekefalvi Közbirtokosság elnöke,
- Mészáros Zsolt Imre, az Essen Gyermekétkeztetési Kft. tulajdonosa,
- Mihály Gábor, a Hód Kft. ügyvezetője, a Nagymaros Védelméért Egyesület elnöke,
- Molnár Szilárd, a Romániai Magyar Cserkészszövetség ügyvezető elnöke, Marosszentgyörgy Polgármesteri Hivatala közbeszerzési ügyintézője,
- Móréh Károly, a Zürichi Magyar Egyesület vezetőségi tagja, a Nyugat-Európai Országos Magyar Szervezetek Szövetségének felügyelő bizottsági tagja,
- Nagy Anna, a Moldvai Csángómagyarok Szövetségének pénzügyi igazgatója,
- Nagy Béla, az edelényi Borsodi Általános Iskola nyugalmazott igazgatója, az Edelény-Borsodi Református Egyházközség címzetes főgondnoka,
- Nagy Gábor Ferenc, a Finnországi Magyarok Egyesületének elnöke, a Nyugat-Európai Országos Magyar Szervezetek Szövetségének elnökségi tagja,
- Nemes Emil volt válogatott ökölvívó, az egykori Kőszegi Ökölvívó Szakosztály vezetőedzője,
- Németh Emil, a Magyar Posta Zrt. Nyugat-magyarországi Területi Igazgatóság igazgatója,
- Német Tibor építőmérnök, a Thália Színház műszaki igazgatója,
- Németh Andrea Anna, a Zalaegerszegi Szakképzési Centrum Csány László Technikum igazgatója,
- Németh Gergely, a Nemzeti Agrárgazdasági Kamara és a Magyar Gazdakörök és Gazdaszövetkezetek Szövetségének Győr-Moson-Sopron vármegyei elnöke, Szany nagyközség korábbi polgármestere,
- Neumark Zoltán zongoraművész, korrepetitor, az Országos Rabbiképző Zsidó Egyetem Judaisztikai Tanszékének művésztanára, a Haverim klezmer zenekar vezetője,
- Oláh József, Budapest Főváros Kormányhivatala Jogi és Koordinációs Főosztályának nyugalmazott főosztályvezetője,
- Őze János József építész- és tervezőmérnök, a Nógrád Vármegyei Építész Kamara elnökségi tagja, Szécsény város volt főépítésze és alpolgármestere, a Palóc Néptáncegyüttes alapítója,
- Őzse László Tibor, agrármérnök, az Őzse Csoport alapítója,
- Pál Miklósné, a Békés Megyei Népművészeti Egyesület elnöke,
- Pallai Péter, a Pallai Project ügyvezetője,
- Papp Győző újságíró, sporttörténész, a Kisalföld napilap sportrovatának vezetője,
- Patakiné Kerner Edit, a Zenthe Ferenc Színház színművésze,
- Pelle Tibor, a rimaszombati Katolikus Kör alapító tagja, volt elnöke,
- Perger Katalin, a Néprajzi Múzeum Műtárgyvédelmi és Restaurátor Főosztályának nyugalmazott főrestaurátora,
- Perneki László, Csanádpalota város korábbi polgármestere,
- Péter Sándor nyugalmazott pedagógus, újságíró, kultúraszervező,
- Rieder András közoktatási vezető, mesterpedagógus, az ajkai Szent István Király Római Katolikus Általános Iskola és Óvoda főigazgatója,
- Römer-Tóth Esther cserkészcsapattiszt, a Külföldi Magyar Cserkészszövetség 66. számú Papp-Váry Elemérné leánycserkészcsapat parancsnoka,
- Salamon Sándor, Lácacséke, Semjén, Nagyrozvágy, Kisrozvágy, Dámóc községek háziorvosa, Révleányvár volt polgármestere, Lácacséke önkormányzati képviselője,
- Sándor Antal szobrászművész,
- Sárdi János kékfestő népi iparművész,
- Sárközi Lajos prímás, a RAJ Nemzeti Cigány Művészegyüttes Zenekarának koncertmestere,
- Schmidt Ferenc József, Gyód község korábbi polgármestere,
- Sipos László, a Vas Vármegyei Szakképzési Centrum Oladi Technikum igazgatója,
- Solymos Antal énekes, gitáros, dalszerző, az Express zenekar frontembere,
- Somssich Tamás Sándor, a Recski Szövetség Egyesület főtitkára
- Stefanich Éva, a KAVOSZ Zrt. vezérigazgató-helyettese,
- Svitlana Kabysh, Magyarország Kijevi Nagykövetségének üzletszervezési, külgazdasági és nagyköveti asszisztense,
- Szabó Károly hitoktató, a vajdasági Keresztény Értelmiségi Kör elnökségi tagja, korábbi elnöke,
- Székely Emese, a marosvásárhelyi Bolyai Farkas Elméleti Líceum tanára, a Marosvásárhelyi Református Kollégium volt igazgatója,
- Szelekovszkyné Csendes Mária, az 1945–1956 közötti magyar Politikai Elítéltek Közösségének főtitkára,
- Szentpéteri Marianna, a Győri Szakképzési Centrum Lukács Sándor Járműipari és Gépészeti Technikum és Kollégium igazgatója,
- Szigeti Miklós, a Vancouveri Első Magyar Református Egyház lelkésze, a Kanadai Magyar Kulturális Tanács vezetőségi tagja, a Kanadai Magyar Református Lelkészegyesület elnöke,
- Szilas Judit, a Pécsi Tudományegyetem Klinikai Központ Mohácsi Kórház Véradó Állomás nyugalmazott vezetője,
- Szokoliné Kocsis Mária, a sümegi Püspöki Palota létesítményvezetője,
- Szűcs Attila, az Országos Onkológiai Intézet főgyógyszerésze, a Magyar Gyógyszerésztudományi Társaság Kórházi Gyógyszerészeti Szervezete elnöke, a "Magyar Kórházi Gyógyszerészetért" Alapítvány kuratóriumi elnöke,
- Tóth József, az Épkar Zrt. vezérigazgató-helyettese,
- Tóth László biológus, vadgazdálkodási okleveles szakmérnök, a Magyar Agrár- és Élettudományi Egyetem Károly Róbert Campusának főiskolai tanára,
- Tóthárpád Ferenc költő, író, szerkesztő,
- Vágó Kálmán, a Ferro-Tool Zrt. vezérigazgatója,
- Vincze Andrea, a Duna Művészeti Társaság Nemzetközi Kulturális Alapítvány elnöke, a Folklórfesztiválok Magyarországi Szövetségének elnöke, a Duna Karnevál Nemzetközi Kulturális Fesztivál igazgatója,
- Vizáver Magdolna nyugalmazott pedagógus,
- Wessel István vállalkozó, gasztronómiai szakember,
- Zelei József, a Magyar Kerékpáros Béke Sport Club elnöke,
- Zékány Krisztina, az Ungvári Nemzeti Egyetem Ukrán–Magyar Oktatási-Tudományos Intézet Magyar Filológiai Tanszékének tanszékvezető docense,
- Zichy Mihály, a Magyar Nemzeti Múzeum Közgyűjteményi Központ Országos Széchényi Könyvtára Kézirattárának nyugalmazott tudományos kutatója,
- Zilaj Csaba, többszörös világ- és Európa-bajnok szervátültetett sportoló, a Csontvelő Átültetettek Országos Sport és Érdekvédelmi Egyesületének elnöke.

##### Katonai tagozat
- Beke Zoltán tűzoltó alezredes, a Győr-Moson-Sopron Vármegyei Katasztrófavédelmi Igazgatóság, Igazgató-helyettesi Szervezet, Vármegyei Főfelügyelőség polgári védelmi főfelügyelője,
- Borsa Csaba György rendőr ezredes, az Országos Idegenrendészeti Főigazgatóság, Nyugat-dunántúli Regionális Igazgatóság igazgatója,
- Cseri Dávid tartalékos százados, állattenyésztő mérnök, lovas szakíró, a szilvásváradi Állami Ménesgazdaság igazgatója,
- Dörök Farkas rendőr ezredes, a Terrorelhárítási Központ Személyvédelmi Igazgatóság igazgatója,
- Kocsis Ákos ezredes, a Magyar Honvédség Anyagellátó Raktárbázisának parancsnoka,
- Nagy József rendőr ezredes, a Nemzeti Védelmi Szolgálat, Rendvédelmi Szervek Védelmi Szolgálata Igazgatóság, Nyugat-magyarországi Főosztály főosztályvezetője,
- Puszta János, a Nemzeti Adó- és Vámhivatal Repülőtéri Igazgatóságának igazgatóhelyettese.
- Szilágyi Csaba ezredes, a Honvéd Vezérkar Vezérkari Irodájának osztályvezetője.

### 2024

#### 2024 folyamán
- Tibolya Péter válogatott öttusázó

#### 2024. augusztus 15-16.
Polgári tagozat
- Ásványi Ilona, a Pannonhalmi Főapátsági Könyvtár igazgatója, az Egyházi Könyvtárak Egyesülésének korábbi elnöke,
- Bana József történész, levéltáros, Győr Megyei Jogú Város Levéltárának nyugalmazott igazgatója,
- Bencsik Gábor író, újságíró, történész, a Magyar Krónika folyóirat és a Magyar Demokrata hetilap főmunkatársa,
- Benkő Benedek Sándor, az egykori tatabányai Puskin Művelődési Központ alapító igazgatója,
- Csikós Pajor Gizella okleveles matematikus, a zentai Bolyai Tehetséggondozó Gimnázium és Kollégium nyugalmazott igazgatója,
- Dr. Csontné Dr. Kiricsi Mónika vegyész, a Szegedi Tudományegyetem Természettudományi és Informatikai Kara Biológia Intézetének oktatási intézetvezető helyettese, egyetemi docens,
- Csótár András, a Zalaegerszegi Szakképzési Centrum Keszthelyi Asbóth Sándor Technikum, Szakképző Iskola és Kollégium igazgatója, Keszthely város önkormányzati képviselője,
- Demarcsek György néptáncpedagógus, a Martin György Néptáncszövetség alelnöke, a Szabolcs-Szatmár-Bereg Megyei Néptánc Egyesület elnöke, a Nyírség Táncegyüttes vezetője, a Vásárhelyi László Református Alapfokú Művészeti Iskola alapítója, igazgatóhelyettese,
- Elbe István Zoltán, az Országos Széchényi Könyvtár gyűjteményszervező könyvtárosa és Információszolgáltatási Igazgatóságának volt vezetője,
- Dr. Farkas Gábor Farkas tudományos kutató, az Országos Széchenyi Könyvtár osztályvezetője,
- Fenyvesi Béla zeneszerző, előadóművész, a Szélkiáltó Együttes alapító tagja,
- Dr. Gasparicsné Dr. Kovács Erzsébet, az Apor Vilmos Katolikus Főiskola főiskolai tanára,
- Gerstmayerné Tóth Franciska, a Magyar Nemzeti Múzeum Babits Mihály Emlékházának irodalmi muzeológusa,
- Gyöngy Péter, a Nemzeti Művelődési Intézet Makoldi Sándor Központjának vezetője,
- Dr. Hangodi Ágnes, az Országos Széchényi Könyvtár Könyvtári Intézetének igazgatóhelyettese,
- Herendiné Szekeres Gizella hegedűművész, hegedűtanár, a Nemzeti Filharmonikus Zenekar szólamvezetője,
- Irsai Farkas László, a szentesi Koszta József Múzeum igazgatója,
- Dr. Jancsó Attila vegyész, a Szegedi Tudományegyetem Természettudományi és Informatikai Kara Kémiai Intézetének egyetemi docense,
- Kemsei István József Attila-díjas író, költő, esszéíró, kritikus,
- Kocsán László hagyományőrző táncos, helytörténeti kutató, a Jászberényi Hagyományőrző Együttes alapítója, művészeti vezetője,
- Lakatos Miklós prímás, a Muzsikáló Magyarország bírálóbizottságának volt tagja,
- Lőrincz Sándor, író, újságíró, a Szociális és Gyermekvédelmi Főigazgatóság Somogy Vármegyei Kirendeltségének társadalmi kapcsolatokért felelős referense
- Makovecz Pál harsonaművész-tanár, karnagy, a Szent István Király Zeneművészeti Szakgimnázium és Alapfokú Művészeti Iskola igazgatója,
- Dr. Mátay Katalin gyermekorvos, a Magyarországi Családi Bölcsődék Közhasznú Egyesület volt elnöke,
- Megyimóreczné Schmidt Ildikó Gabriella zongoraművész-tanár, a Pécsi Tudományegyetem Művészeti Kara Zeneművészeti Intézetének mesteroktatója,
- Dr. Merő Béla, a Békéscsabai Jókai Színház rendezője,
- Mészáros Magdolna, a Békés Vármegyei Központi Kórház ápolási igazgatója, a Magyar Kórházszövetség elnökségi tagja, címzetes főiskolai docens,
- Miletics Katalin Janka érem- és szobrászművész,
- Nyitrai Marianna néprajzkutató, népdalénekes, a Liszt Ferenc Zeneművészeti Egyetem oktatója, a Zselic Alapfokú Művészeti Iskola volt tanára,
- Pécsváradi Antal Ernő, a szarvasi Vajda Péter Evangélikus Gimnázium tanára,
- Peleskei Béla református lelkipásztor, a Kárpátaljai Református Egyház Máramaros- Ugocsai Egyházmegye lelkészi főjegyzője,
- Dr. Rezessyné Dr. Szabó Judit Mária okleveles vegyészmérnök, biotechnológus szakmérnök, a Magyar Agrár- és Élettudományi Egyetem Élelmiszertudományi és Technológiai Intézetének egyetemi magántanára,
- Roth Ede gitárművész, a Széchenyi István Egyetem Művészeti Karának címzetes főiskolai docense,
- Simon Lajos művészeti menedzser, a salgótarjáni Zenthe Ferenc Színház alapító igazgatója,
- Siposné Gyuris Valéria, a Szegedi Szakképzési Centrum Vasvári Pál Gazdasági és Informatikai Technikum nyugalmazott igazgatója,
- Szalayné Kelemen Ildikó Judit, a Budapesti Műszaki Szakképzési Centrum Egressy Gábor Két Tanítási Nyelvű Technikum igazgatója,
- Szántó Andrea, a Magyar Állami Operaház magánénekese,
- Dr. Torgyán Atilla, az Etalon Film Kft. ügyvezető igazgatója,
- Dr. Tóth-Vajna Zsombor csembaló- és orgonaművész, karmester, a Harmonia Caelestis Barokk Zenekar művészeti vezetője,
- Vidákovics Szláven színművész, rendező, a Pécsi Nemzeti Színház művészeti vezetője, a Pécsi Horvát Színház igazgatója,
- Vörös Márta építészmérnök, közgazdász, a Kalocsa-Kecskeméti Főegyházmegye főépítésze.

#### 2024. március 14.[16][17]
- Csejtei Tamás, az Impresa Naturfilm művészeti vezetője, a nemzetközi szinten is jelentős vadász- és természetfilmes tevékenysége, a 2021-es "Egy a természettel" Vadászati és Természeti Világkiállításhoz kapcsolódó munkája elismeréseként,
- Géczi Gellért, Négyfalu alpolgármestere,[18]
- Gelencsér László, a budapesti Piarista Gimnázium tanára, a teremtett világ mélyebb megismerésére ösztönző, több évtizede elhivatottan végzett pedagógusi munkája elismeréseként,
- Hajba Balázs, a HB Natura Kft. ügyvezetője, nemzetközi szinten is jelentős vadász- és természetfilmes tevékenysége, a 2021-es "Egy a természettel" Vadászati és Természeti Világkiállításhoz kapcsolódó munkája elismeréseként,
- Papp Gyula billentyűs, zeneszerző, az Új Színház zenei vezetője, a magyar könnyűzenei életet évtizedeken át meghatározó jazz- és rockzenészi pályája elismeréseként,
- Prihoda Judit festő- és grafikusművész, a teremtett világ szépségét hűen ábrázoló festményei, egyedi látásmódot tükröző karikatúrái és gondolatébresztő művészi munkája elismeréseként,
- Dr. Ress Imre történész, levéltáros, a Magyar Kutatási Hálózat Bölcsészettudományi Kutatóközpontja Történettudományi Intézet nyugalmazott tudományos főmunkatársa, kimagasló történettudományi, levéltárszakmai és egyetemi oktatói munkája, valamint bécsi magyar levéltári delegátusként végzett tevékenysége elismeréseként,
- Romsics Imre etnográfus, a kalocsai Viski Károly Múzeum igazgatója, több évtizedes muzeológusi és múzeumigazgatói munkája, valamint tudományos és tudományszervezői tevékenysége elismeréseként,
- Tarjányi József István késes népi iparművész, a Dél-Magyarországi Alkotók Népművészeti Egyesület elnöke, a szegedi halas bicska készítésének hagyományát megőrző, kiemelkedő népi iparművészi munkája elismeréseként,
- Tőkés Mária Tünde, a Kodály Zoltán Magyar Kórusiskola tanára, a Felsőkrisztinavárosi Keresztelő Szent János Plébánia Scholájának kórusvezető karnagya, a Liszt Ferenc Zeneművészeti Egyetem Tanárképzési Tanszéke oktatója, a gregorián zenei kultúrát hitelesen művelő és továbbadó zenepedagógusi munkája, önzetlen közösségszervezői tevékenysége elismeréseként.
- Dr. Zelena András Batthyány-Strattmann László-díjas gyászterapeuta, a Budapesti Gazdasági Egyetem Társadalomtudományi Intézet tanszékvezető egyetemi docense, a Magyar Pszichiátriai Társaság rendes tagja.

- Aros János, Sárospatak város polgármestere;
- Bajner Imre Tamás, a Tapolcai Bárdos Lajos Általános Iskola igazgatója;
- Barna István, Csécse község polgármestere, a Csécse Településért Egyesület alapító tagja;
- dr. Benda Mónika, Budapest Főváros Főpolgármesteri Hivatalának fejlesztésért és üzemeltetésért felelős aljegyzője;
- Bodor Ernőné, Mátranovák község polgármestere;
- Csurgyók Lajosné Praks Anita, Aranyosgadány község polgármestere;
- Hoffner Tibor, a Pannon Kincsesház Kft. ügyvezetője, a Közép-dunántúli Szövetség az Ifjúságért szakmai vezetője, Taliándörögd község korábbi polgármestere;
- Iváncsics Zsolt, a 4 Run Happy Team Kft. volt cégvezetője;
- Koditek Pál Károly, a Cathedralis Tours Utazási és Kulturális Rendezvényszervező Iroda Kft. ügyvezetője, az Esztergom Barátainak Egyesülete elnöke, a Balassa Bálint Társaság elnökségi tagja, volt önkormányzati képviselő;
- Németh Tamás okleveles építészmérnök, a Kima Studio Építészeti és Mérnöki Iroda Kft. ügyvezetője, vezető tervező;
- Némethné Pintér Csilla, Szokolya község polgármestere;
- Obbágy Csaba, Ózd város önkormányzati képviselője, a Sajóvárkonyi Általános Iskola igazgatója, az ózdi Rombauer Alapítvány elnöke;
- Pálosi László, Balkány város polgármestere;
- Petneházyné Bugán Magdolna, az Első Nyírségi Fejlesztési Társaság elnöke;
- dr. Szántód Anita, a Csopaki Közös Önkormányzati Hivatal jegyzője;
- Szentei Tamás, Debrecen Megyei Jogú Város Polgármesteri Hivatala Kulturális Osztálya vezetője;
- dr. Székely Zsolt, ügyvéd, a Nyugat Kanadai Székely-Magyar Kulturális Egyesület elnöke;
- Vér József Ottó, Bicsérd község társadalmi megbízatású polgármestere.

### 2023

#### 2023. augusztus 19.[19]
Polgári tagozat
- Áchim Erzsébet orgona- és zongoraművész, az emmeni Bruder Klaus katolikus templom orgonistája
- Ambrus György építőmérnök, a NOVELMENT Kft. és az EXPO PARK Kft. ügyvezetője, a korábbi Budapest Fejlesztési Központ magasépítési és zöldfejlesztési főigazgatója
- Andorka Rudolf, az Ausztriai Magyar Evangélikus Gyülekezet felügyelő-helyettese, korábbi felügyelője
- Babonits Tamásné, a  Magyar Egészségügyi Szakdolgozói Kamara általános alelnöke, a  Budapesti Péterfy Sándor Utcai Kórház-Rendelőintézet nyugalmazott ápolási igazgatója, a korábbi Nyugat-magyarországi Egyetem címzetes docense
- Bajcsi Ákos agrármérnök, a  Timate SRL ügyvezetője és társtulajdonosa, a  kurtapataki Zonda Lovarda tulajdonosa
- Dr. Balázsi Katalin fizikus, az Eötvös Lóránd Kutatási Hálózat Energiatudományi Kutatóközpont Műszaki Fizikai és Anyagtudományi Intézete Vékonyréteg-fizika Laboratóriumának vezetője, a Nők a Tudományban Egyesület elnöke,
- Balogh Ernő előadóművész, Budapest XXI. kerület Csepel önkormányzati képviselője,
- Bánhegyi Andrea mesterpedagógus, a  Budapesti Ward Mária Általános Iskola, Gimnázium és Zeneművészeti Szakgimnázium oktatási igazgatóhelyettese
- Bárány Tibor, a Budapest Főnix Kendo és Iaido Klub elnöke, vezetőedzője
- dr. Báthori Gábor főmuzeológus, a  Magyar Nemzeti Múzeum Báthori István Múzeumának igazgatója, a  Nyírbátori Református Egyházközség főgondnoka
- Dr. Baráth Hajnal Ferenczy Noémi-díjas textilművész, műemlékvédelmi szakmérnök, a Budapesti Metropolitan Egyetem Divat és Textil Tanszékének egyetemi tanára,
- Dr. Bariska István főlevéltáros, az egykori Vas Megyei Levéltár Kőszegi Fióklevéltárának nyugalmazott vezetője,
- Dr. Beke Szilvia, a Gál Ferenc Egyetem Egészség és Szociális Tudományi Karának dékánhelyettese és Egészségturisztikai Tanszékének tanszékvezető főiskolai tanára,
- Benke Gábor, a B&G Építő és Üzemeltető Kft. ügyvezető igazgatója,
- Benkő Sándor fotóművész, fotóriporter,
- Dr. Bódis Judit Zsuzsanna agrármérnök, természetvédelmi szakmérnök, a Magyar Agrár- és Élettudományi Egyetem Vadgazdálkodási és Természetvédelmi Intézete Természetvédelmi Biológia Tanszékének egyetemi docense,
- Bognár Zoltán, Fertőd város polgármestere
- Botka Erzsébet, a Buenos Aires-i Club Hungária nyugalmazott gondnoka
- Bödecs Pál László, a  Kiskunhalasi Református Egyházközség nyugalmazott lelkésze, a  Kiskunhalasi Református Kollégium Szilády Áron Gimnázium és Kollégium volt főigazgatója
- Csatári László, a Jáger Prod Kft. és a Csatári Plast Kft. ügyvezető igazgatója
- Csengeri Mária, a Széchenyi István Egyetem Kautz Gyula Gazdaságtudományi Karának címzetes egyetemi docense, a Győri Szakképzési Centrum Sport és Kreatív Technikum igazgatója,
- dr. Csepregi István jogász, humánökológus, a  ZÖLDJOG Kft. ügyvezetője, a  Köztisztasági Egyesülés tanácsadója, korábbi igazgatója, címzetes egyetemi docens
- Csiba Ágota, a Kaposvári Szakképzési Centrum kancellárja,
- Dancsházy Zsuzsanna, a  Nemzeti Élelmiszerlánc-biztonsági Hivatal Növény-, Talaj- és Agrárkörnyezet-védelmi Igazgatóságának nyugalmazott növényegészségügyi mérnökszakértője
- Deutschné Sipos Irén, az  Alföld Idegenforgalmáért Alapítvány alapítója, kuratóriumi elnöke, a  Pool. M. Kft. ügyvezetője, a kecskeméti Hotel Uno igazgatója
- dr. Dévavári Zoltán történész, a VERITAS Történetkutató Intézet és Levéltár tudományos főmunkatársa, az  Újvidéki Egyetem Magyar Tannyelvű Tanítóképző Karának rendkívüli egyetemi tanára
- dr. Egresiné dr. Kiss Mária, a Győr-Moson-Sopron Vármegyei Kormányhivatal Csornai Járási Hivatalának nyugalmazott hivatalvezetője
- Egyedi Anikó, az Estée Lauder csoport dél-közép-európai regionális igazgatója
- dr. Emre Saral, a  Hacettepe Egyetem Atatürk Elvei és a  Forradalom Történelme Intézetének egyetemi docense
- Erdös Péter, a királyfiakarcsai Petőfi Baráti Társulás alapító elnöke, Királyfiakarcsa volt alpolgármestere
- Fábián Béla Zoltán Európa- és világbajnok szenior úszó, az Egri Senior Úszó Klub tagja,
- Fehér György Miklós zeneszerző, a váci Pikéthy Tibor Zeneművészeti Szakközépiskola nyugalmazott tanára és Cantabo Kamarakórusának volt vezetője,
- Fodor Gyula táncművész, a Magyar Állami Operaház és a Madách Színház nyugalmazott balettmestere, az egykori Táncművészeti Főiskola főiskolai docense,
- dr. Fekete Julianna kórbonc-, kórszövet- és háziorvostan, valamint belgyógyász szakorvos, Kaposvár megyei jogú város körzeti háziorvosa
- Fekete Károly, az aradi Kölcsey Egyesület alelnöke
- dr. Fekete Nuñez Helena Maria, São Paulo Város Járványügyi Felügyeletének egészségügyi menedzsere
- Fellinger Károly költő, helytörténész
- Fodor Gyula táncművész, a Magyar Állami Operaház és a Madách Színház nyugalmazott balettmestere, az egykori Táncművészeti Főiskola főiskolai docense
- dr. Fogas János aneszteziológus és intenzív terápiás orvos, a Somogy Vármegyei Kaposi Mór Oktató Kórház Intenzív Terápiás és Aneszteziológiai Osztályának osztályvezető főorvosa
- Fülöp Tibor festőművész
- Gaál József gépész üzemmérnök, szaküzemgazdász, Kecskemét megyei jogú város alpolgármestere, a Szimikron Kft. ügyvezetője, a  Bács-Kiskun Vármegyei Kereskedelmi és Iparkamara elnöke, a  Neumann János Egyetem címzetes docense
- Gál Lajosné, a Hajdú-Bihar Vármegyei Főügyészség Gazdasági Osztályának vezetője
- Garai Lajos okleveles művelődésszervező, újságíró, a Csurgó Városi Televízió főszerkesztője, stúdióvezetője,
- dr. Garami Zsolt Ferenc, a texasi Houston Methodist Hospital Vascular Ultrasound Laboratóriumának orvosigazgatója
- Gerevics János, a Magyar Ökumenikus Segélyszervezet ukrajnai kirendeltségének vezetője
- Giuseppe Rusconi író, vatikanista újságíró, a Rossoporpora blog alapítója
- Geröly Tibor, a Művészetbarátok Egyesületének elnöke, alapító tagja,
- Gurubiné Jónás Katalin, a Gazdagrét-Törökugrató Általános Iskola nyugalmazott pedagógusa
- dr. Gyenes Vilmos csecsemő- és gyermekkardiológus, neonatológus, a  Bács-Kiskun Vármegyei Oktatókórház és a  Magyar Református Egyház Bethesda Gyermekkórházának főorvosa, a  Fornetti a  Szívbeteg Gyermekekért Alapítvány kuratóriumi elnöke
- Hájas Katalin Szilvia, a Magyar Táncművészeti Egyetem Társastánc és Divattánc Tanszékének tanszékvezetője, mesteroktató,
- Halász Márta, Lévárt község polgármestere, a  Magyar Közösség Pártja nagyrőcei járási elnökségi tagja, Lévárti Szervezetének elnöke, a Csemadok területi választmányi tagja, Lévárti Alapszervezetének elnöke
- Hankó Ildikó újságíró, antropológus, a Magyar Demokrata hetilap főmunkatársa,
- Heller Zsolt néprajzkutató, a  Debreceni Zsidó Hitközség alelnöke, a  Debreceni Zsidó Kulturális és Tudományos Kutatóintézet alapító igazgatója, a Debreceni Egyetem oktatója
- Hirschi Ágnes újságíró, a Berner Zeitung egykori riportere
- Dr. Hausmann Kóródy Alice zenetörténész, zenepedagógus, a Partiumi Keresztény Egyetem Bölcsészettudományi és Művészeti Karának volt dékánja,
- Dr. Herpay Ágnes Mária fagott- és kamaraművész tanár, a Pécsi Tudományegyetem Művészeti Kar Zeneművészeti Intézete Fafúvós Hangszerek Tanszékének egyetemi docense, a pécsi Pannon Filharmonikusok fagott szólamvezetője,
- Dr. Holczinger Tibor mérnök-informatikus, a Pannon Egyetem Körforgásos Gazdaság Egyetemi Központjának főigazgató-helyettese, a Műszaki Informatikai Kar Alkalmazott Informatikai Tanszékének egyetemi docense,
- Hornyák Gábor, a Mogyoródi Sándor-huszárok Történelmi Lovas Hagyományőrzők Egyesületének elnökségi tagja,
- Horváth Károly bányagépész és bányavillamossági mérnök, az  Ajkai Bányászati Múzeum vezetője, a  Bódéért Hagyományőrző Egyesület elnöke
- Horváthné Boros Márta nyugalmazott nyelvtanár, tolmács, a Washingtoni Magyar–Amerikai Szövetség társalapítója
- dr. Horváth-Sziklai Attila gyógyszerész, a Magyar Gyógyszerészi Kamara Országos Hivatalának vezetője
- Hubikné Klein Margit vezető DSGM-szakgyógytornász, a Dévény Anna Alapítvány oktatásszervezője
- Illés Sándor Mihály, a monostorapáti Nepomuki Szent János Plébánia plébánosa
- Jakkel Mihály fafaragó művész, a Gyöngyösi Városszépítő és Védő Egyesület tiszteletbeli elnöke,
- Janez Kodila, a  Kodila d.o.o. ügyvezető tulajdonosa, a  Kodila – „Meet Meat” étterem alapítója, a  Muravidéki Ínyencségeket Népszerűsítő és Védő Egyesület elnöke
- Juhász László épületgépész mérnök, a  FLOGISTON Gázmérőgyártó, Javító, Hitelesítő és Kereskedelmi Kft. nyugalmazott ügyvezetője
- Kállay Gábor operaénekes, furulyaművész, zeneszerző, zenepedagógus, az Excanto és a Camerata Hungarica régizene-együttesek vezetője,
- Kamiya Takashi, az Odoribe Néptánccsoport alapítója és vezetője
- Katona Anikó, a Magyar Állami Operaház nyugalmazott karigazgatója, korrepetítora,
- Kerekes József állattenyésztési üzemmérnök, gazdasági szakmérnök, az  egykori Békés Megyei Mezőgazdasági Szakigazgatási Hivatal osztályvezetője
- Kereszty Zsolt gépészmérnök, építészmérnök, az AstroTech Kft. ügyvezető igazgatója, a Magyar Meteoritikai Társaság elnöke
- Kiss Róza, a  Szociális és Gyermekvédelmi Főigazgatóság Jász-Nagykun-Szolnok Vármegyei Kirendeltségének igazgatója, a püspökladányi Napfényes Támogató Szociális Egyesület alapító elnöke
- Dr. Klembala Géza csembalista, karvezető, zenepedagógus, a Pázmány Péter Katolikus Egyetem Bölcsészet- és Társadalomtudományi Karának egyetemi docense, a Budapesti Ward Mária Általános Iskola, Gimnázium és Zeneművészeti Szakgimnázium mesterpedagógusa,
- Kocsis István, a Magyar Posta Zrt. hálózati igazgatója
- Köhlerné Koch Ilona, a Bonyhádi Német Önkormányzat elnöke, a Tolna Vármegyei Német Nemzetiségi Önkormányzat és a Magyarországi Németek Országos Önkormányzata Közgyűlésének tagja, a Kränzlein Néptánc Egyesület elnöke
- Kucsák Gábor könyvkötőmester, a  Kucsák Könyvkötészet és Nyomda tulajdonosa, ügyvezetője, a  Magyar Kolping Szövetség Váci Kolping Családjának elnöke, a Vác Városért Alapítvány kuratóriumi elnöke
- László András, a  Romániai Magyar Cserkészszövetség volt külügyi vezetője, Etikai Bizottságának tagja, kolozsvári körzetének és Apáczai Csere János cserkészcsapatának vezetője
- László Zsolt költő, író, a székesfehérvári Vörösmarty Társaság volt alelnöke,
- Lázókné Horváth Veronika Zsuzsanna, a Terrorelhárítási Központ HR Igazgatóságának igazgatója
- Lenkai Nóra, az Eötvös Loránd Tudományegyetem Savaria Egyetemi Központjának rektori biztosa, a Berzsenyi Dániel Pedagógusképző Központjának hivatalvezetője,
- Liber Róbert Ferenc népzenész, nagybőgős, a Honvéd Együttes és a Magyar Nemzeti Táncegyüttes zenekarának előadóművésze,
- dr. Lovászy Csaba ügyvéd, a  Nemzeti Agrárgazdasági Kamara mellett működő Állandó Választottbíróság elnökségi tagja, Országos Kamarai Választási Bizottságának volt elnöke
- Lukácsy Katalin színművész, előadóművész, dalszerző, író,
- Macalik Arnold építész, műemlékvédelmi és urbanisztikai szakember, az Amaryllis Társaság elnöke
- Makkai Enikő, a sepsiszentgyörgyi Diakónia Kapernaum Alapítvány vezetője
- Makuk János, a Beregszászi Járási Máltai Szeretetszolgálat elnöke
- Magyar Zsófia, a Déryné Művészeti Közhasznú Nonprofit Kft. gazdasági igazgatója,
- Manzné dr. Jäger Mónika, a bajai Eötvös József Főiskola Nemzetiségi és Idegen Nyelvi Intézetének főiskolai tanára,
- Márkus Gábor, a  Magyarországi Református Egyház hajléktalan missziójának vezetője, a  Tiszta Forrás Alapítvány kuratóriumi elnöke, a Verőcei Református Egyházközség nyugalmazott lelkipásztora
- Martin Ndyanabo főtisztelendő plébános
- Máté Szilvia szakközgazdász, a BD-Expo Kft. ügyvezetője
- Mátrai Zoltán, az Agrotrend cégcsoport tulajdonosa
- Meló Ferenc, a balassagyarmati Szent Imre Katolikus Általános Iskola és Gimnázium nyugalmazott igazgatója
- Mersei Jenő gyógypedagógus, a  Zala Vármegyei Gyermekvédelmi Központ I. számú Lakásotthon-hálózat nyugalmazott fejlesztőpedagógusa
- Mezei Zsuzsanna, a Vajdasági Levéltár nyugalmazott munkatársa, a Tordai Újság főszerkesztője, a Tordaiak Klubjának elnöke
- dr. Mikó Zoltán, a Nemzeti Agrárgazdasági Kamara mellett működő Választottbíróság elnöke, a Nemzeti Közszolgálati Egyetem címzetes egyetemi docense, a  Pázmány Péter Katolikus Egyetem Közigazgatási Jogi Tanszékének megbízott oktatója
- Molnár Tibor főlevéltáros, a  zentai Történelmi Levéltár és a  Vajdasági Magyar Művelődési Intézet Igazgatóbizottságának tagja, a Magyar Nemzeti Tanács Kulturális Bizottságának tagja
- Mikuli János rendező, a Pécsi Tudományegyetem Janus Egyetemi Színházának volt igazgatója, tanácsadója,
- dr. Morvay Gyula, a Baranya Vármegyei Kormányhivatal Bólyi Járási Hivatalának hivatalvezetője
- Nagy Géza, a Szabolcs-Szatmár-Bereg Vármegyei Oktatókórház ápolási igazgatója
- Nagy István, az Esztergár Lajos Család- és Gyermekjóléti Szolgálat és Központ igazgatója
- Nagy Kálmán Árpád, a  Szociális és Gyermekvédelmi Főigazgatóság Hajdú-Bihar Vármegyei Kirendeltségének igazgatója, Debreceni Javítóintézetének volt vezetője
- Nemes Zoltán erdőmérnök, a Zalaerdő Erdészeti Zrt. nyugalmazott erdőgazdálkodási osztályvezetője
- Németh János festőművész, grafikus, a kőszegi Jurisich Miklós Gimnázium és Kollégium nyugalmazott tanára, a Kőszegi Polgári Kaszinó tiszteletbeli elnöke, a Kőszegi Művészeti Egyesület alapítója, alelnöke,
- Némethné Csubák Éva nyugalmazott pedagógus, a  Keresztény Értelmiségiek Szövetsége baktalórántházi csoportjának elnöke
- Nermin Mollaoğlu, a Kalem Kiadó és Ügynökség vezetője
- Neszler Imre Attila, a Tapolcai Értékmegőrző Egyesület elnöke
- Nyakasné dr. Tátrai Judit, a Széchenyi István Egyetem Audi Hungaria Járműmérnöki Kara Logisztikai és Szállítmányozási Tanszékének nyugalmazott főiskolai docense,
- dr. Nyiraty Gábor György belgyógyász, diabetológus, a Bajai Szent Rókus Kórház II. számú Belgyógyászati Osztályának osztályvezető főorvosa
- Nyitrai Tamás prímás, a Magyar Állami Népi Együttes zenei vezetője,
- Oláh Gáborné, az  Esztergom-Budapesti Főegyházmegye Katolikus Iskolai Főhatósága főigazgató-helyettese, a Klebelsberg Intézményfenntartó Központ korábbi gazdasági elnökhelyettese
- Dr. Palágyi Sylvia régész, muzeológus, a veszprémi Gizella Királyné Múzeum nyugalmazott igazgatója, a Veszprém Megyei Múzeumi Igazgatóság nyugalmazott főmunkatársa,
- Dr. Papp Zoltán, a Széchenyi István Egyetem Audi Hungaria Járműmérnöki Kara volt Környezetmérnöki Tanszékének nyugalmazott egyetemi docense,
- Pasternak Éva, a Lengyelországi Magyar Egyesület alelnöke
- Pavlekovics Ferenc címzetes prépost, pápai prelátus, a  Pécs – Szent Erzsébet Római Katolikus Plébánia plébánosa
- Püsök Dániel, a  Torontói Első Magyar Baptista Gyülekezet lelkipásztora, az  Észak-Amerikai Magyar Baptista Gyülekezetek Szövetségének elnöke
- Dr. Raczkyné dr. Kovács Gyöngyi régész, turkológus, az Eötvös Loránd Kutatási Hálózat Bölcsészettudományi Kutatóközpont Régészeti Intézetének tudományos főmunkatársa,
- Réz András közgazdász-szociológus, az Államadósság Kezelő Központ Zrt. vezérigazgató-helyettese
- Rodics Eszter kulturális menedzser, a Kárpát-medencei Művészeti Népfőiskola kuratóriumi elnöke, a kápolnásnyéki Halász-kastély igazgatója,
- Robert Svoboda műfordító, tolmács, szerkesztő, újságíró
- Rozs Tamás zenész, zeneszerző, zeneterapeuta, a Szélkiáltó együttes tagja, a Pécsi Tudományegyetem és a Ghandi Gimnázium, a Szegedi és a Kaposvári Egyetem volt tanára,
- Rőder Tamásné Kádár Judit hittanár-nevelőtanár, a Sapientia Szerzetesi Hittudományi Főiskola Családteológiai Intézetének irodavezetője, a Pasaréti Páduai Szent Antal Plébánia és a Zugligeti Szent Család Plébánia hitoktatója,
- Schnider György, a Békéscsabai Szakképzési Centrum Vásárhelyi Pál Technikum és Kollégium igazgatója,
- Sepa János helytörténész, a Beregvidéki Múzeum nyugalmazott alapító igazgatója
- dr. Seres Attila, a VERITAS Történetkutató Intézet és Levéltár tudományos főmunkatársa
- Sikentánc Szilveszter néptáncpedagógus, koreográfus, táncművész, az Örökség Nemzeti Gyermek és Ifjúsági Népművészeti Egyesület elnöke,
- Simon Béláné dr. Balogh Ágnes, a Nyíregyházi Egyetem Természettudományi és Informatikai Kara Matematika és Informatika Intézetének nyugalmazott főiskolai tanára,
- Simon Béláné dr. Balogh Ágnes, a  Nyíregyházi Egyetem Természettudományi és Informatikai Kara Matematika és Informatika Intézetének nyugalmazott főiskolai tanára
- Sipos Tamás építőmérnök, a Fehérép Kft. ügyvezető igazgatója,
- Somogyi Béla, az  Agóra Közhasznú Nonprofit Kft. ügyvezetője, Debrecen megyei jogú város volt alpolgármestere, az Újkerti Általános Iskola volt igazgatója
- Spáth Gottfriedné, a Figyelj Rám Közhasznú Egyesület elnöke,
- dr. Stefáni Károly ügyvéd, a  Magyar–Francia Kereskedelmi és Iparkamara Igazgatótanácsának tagja, a  Magyar Kereskedelmi és Iparkamara választottbírója
- Surmann Antal, a  BORA 94 Nonprofit Kft. ügyvezetője, a  Borsod-Abaúj-Zemplén Vármegyei Kereskedelmi és Iparkamara önkormányzati szekciójának elnökségi tagja, Nyékládháza korábbi polgármestere
- Sütő Szabolcs, Érsemjén Község Polgármesteri Hivatalának kulturális referense, koreográfus, az érsemjéni Ezüstperje Néptánccsoport vezetője és a monospetri Bábota Néptánccsoport oktatója
- Szabó András, a DALERD Délalföldi Erdészeti Zrt. fővadásza
- Szabó Csaba László néptáncpedagógus, a  Szín-Vonal Alapfokú Művészeti Iskola oktatója, a  Tördemic Néptáncegyüttes művészeti vezetője
- Szabó János, a Cseh- és Morvaországi Magyarok Szövetsége Prágai Alapszervezetének elnöke
- Szakács Sándor, az  Erdélyi Magyar Műszaki-Tudományos Társaság Erdészeti Szakosztályának elnöke, a Székelyudvarhelyi Magánerdészet nyugalmazott vezetője, erdőmérnöke
- Szeivolt István, az ÉPKAR Zrt. elnöke
- Szabó Zoltán népzenész, néprajzkutató, a Hagyományok Háza tudományos főmunkatársa, az Óbudai Népzeneiskola zenetanára,
- Szekeres Péter, a  Horvátországi Magyarok Demokratikus Közössége elnökségének tagja, a  Zágráb megyei magyar kisebbség képviselője és Zágráb Város Magyar Kisebbségi Tanácsának nyugalmazott titkára
- Szendőfi Péter jazzdob-előadóművész, zeneszerző, a Kodolányi János Egyetem Kreatív Iparágak Intézete Modern Zenei Tanszékének tanára,
- Szikora Attila, a Szent István Hmelnickij Magyarok Egyesületének elnöke
- Sztankov Attila építészmérnök, a Laterex Építő Zrt. vezérigazgatója,
- Szűgyi Zoltán költő, az Új Mandátum Könyvkiadó volt szerkesztője,
- Takács Szilvia, a Budapesti Ward Mária Általános Iskola, Gimnázium és Zeneművészeti Szakgimnázium művésztanára, a győri Harmónia Művészeti Iskola alapító igazgatója,
- Téglás Dezső népzenész, pedagógus, a cigándi Kántor Mihály Általános Iskola nyugalmazott iskolaigazgatója,
- Dr. Teperics Károly, a Debreceni Egyetem Természettudományi és Technológiai Kar Földtudományi Intézete Társadalomföldrajzi és Területfejlesztési Tanszékének egyetemi docense,
- Tóth Csaba védelmi vezetéstechnikai rendszertervező, a NISZ Nemzeti Infokommunikációs Szolgáltató Zrt. infokommunikációs technológia üzemeltetési vezérigazgató-helyettese, a Hírközlési és Informatikai Tudományos Egyesület Rádiótávközlési Szakosztályának társelnöke.
- Ujj János újságíró, szerkesztő, helytörténész, a Romániai Magyar Irodalmi Lexikon szerkesztője, az aradi Csiky Gergely Főgimnázium nyugalmazott tanára
- Vörös Béla Árpád villamosmérnök, a  Balaton Elektronika Kft. ügyvezető igazgatója, az  Ipartestületek Országos Szövetségének alelnöke, a tapolcai Vállalkozók Területi Ipartestületének elnöke
- dr. Zágorhidi Czigány Balázs, a Vasvári Múzeum igazgatója
- Zakariás Attila István Ybl Miklós- és Kós Károly-díjas építész, a Magyar Művészeti Akadémia rendes tagja

Katonai tagozat
- Bunyik Zsolt rendőr alezredes, a Budapesti Rendőr-főkapitányság Hivatalának vezetője
- Gratzer-Sövényházy Edit rendőr ezredes, a  Belügyminisztérium Nemzeti Bűnmegelőzési Tanács Titkárságának vezetője
- Kálmán Rajmund Levente tűzoltó alezredes, a Csongrád-Csanád Vármegyei Katasztrófavédelmi Igazgatóság Szentesi Katasztrófavédelmi Kirendeltsége Szentesi Hivatásos Tűzoltó-parancsnokságának tűzoltóparancsnoka, a  HUNOR Mentőszervezet csoportvezetője
- Kovács Zsolt rendőr ezredes, a  Fejér Vármegyei Rendőr-főkapitányság Gárdonyi Rendőrkapitányságának vezetője
- dr. Nagy Helén rendőr ezredes, az Országos Rendőr-főkapitányság Titkársági Főosztályának vezetője
- Sárdi Gábor büntetés-végrehajtási őrnagy, a  Büntetés-végrehajtási Szervezet III. Agglomerációs Központja alárendeltségébe tartozó Kalocsai Fegyház és Börtön Biztonsági Osztályának alosztályvezetője
- Soós Istvánné dr. rendőr ezredes, az Országos Rendőr-főkapitányság Rendészeti Főigazgatósága Igazgatásrendészeti Főosztályának főosztályvezetője
- dr. Tikász Gyula nyugállományú alezredes, a  Honvéd Vezérkar Képességfejlesztési Iroda Lőkísérleti Vizsgáló Osztályának főelőadója
- dr. Váradi Piroska rendőr ezredes, a Nemzeti Védelmi Szolgálat Korrupciómegelőzési Főosztályának vezetője

#### 2023. március 14.[20]
Polgári tagozat
- Dr. Bába Szilvia, a Duna Művészegyüttes ügyvezetője,
- Badics András, a Radnóti Miklós Színház hangtárvezetője,
- Balogh Dénes, a Szegedi Tudományegyetem Szent-Györgyi Albert Klinikai Központjának ápolási igazgatója,
- Bauer Terézia, a Pécsi Tudományegyetem Klinikai Központja Érsebészeti Klinikájának ápolásszakmai igazgatóhelyettese,
- Benedekffy Katalin operaénekes, színművész, a Budapesti Operettszínház és a Kolozsvári Magyar Opera énekművésze,
- Bőhm Gergely, a Magyar Tudományos Akadémia Elnöki és Alelnöki Titkárságának vezetője,
- Csávás Attila népi klarinét- és tárogatóművész, a Magyar Nemzeti Táncegyüttes zenekarának előadóművésze, a Liszt Ferenc Zeneművészeti Egyetem Népzene Tanszékének művésztanára,
- Dr. Cséfalvay Edit, a Budapesti Műszaki és Gazdaságtudományi Egyetem Gépészmérnöki Kara Energetikai Gépek és Rendszerek Tanszékének tanszékvezető-helyettese, egyetemi docens,
- Czegő Zoltán költő, író, publicista,
- Fábry Szabolcs, Nagyvázsony polgármestere
- Dr. Gulyás Zoltán, a gyöngyösi Bugát Pál Kórház Onkológiai Osztályának gondozóvezető főorvosa,
- Gurin Péter fizikus, a Pannon Egyetem Mérnöki Kara Természettudományi Központjának egyetemi docense,
- Dr. Iglódi Endre ügyvéd, a Magyar Ügyvédi Kamara tisztségviselője,
- Dr. Hajdú József, a Szegedi Tudományegyetem Állam- és Jogtudományi Kara Munkajogi és Szociális jogi Tanszékének tanszékvezető egyetemi tanára, Munkaügyi Kapcsolatok és Társadalombiztosítási Képzések Intézetének intézetvezetője,
- Hartyándiné Frey Aranka Elvira, a Győri Szakképzési Centrum főigazgatója,
- Hatvany László, a Nemzeti Énekkar nyugalmazott énekművésze,
- Horváth Gyöngyi énekesnő,
- Horváth Rudolf előadóművész, nagybőgőművész, zeneszerző,
- Dr. Józsa Benő újságíró, a Magyar Távirati Iroda nyugalmazott Veszprém megyei tudósítója,
- Kekalo Iurij balettművész, a Magyar Nemzeti Balett magántáncosa,
- Dr. Kelemen Dezső, a Pécsi Tudományegyetem Klinikai Központ Sebészeti Klinikájának igazgató-helyettese, egyetemi tanár,
- Kócziás Ferenc harsonaművész, a Nemzeti Filharmonikus Zenekar szólamvezetője,
- Kreiter Eszter, a Magyar Nemzeti Múzeum Nemzeti Régészeti Intézetének koordinációs igazgatója,
- Dr. Lenner Tibor, az Eötvös Loránd Tudományegyetem Savaria Egyetemi Központ Berzsenyi Dániel Pedagógusképző Központjának igazgatója, Földrajz Tanszékének tanszékvezető egyetemi docense,
- Molnárné Tóth Erika, a Szerencsi Szakképzési Centrum Tokaji Ferenc Technikum, Szakgimnázium és Gimnáziumának igazgatója,
- Nagy Márta Piroska, a Nemzeti Művelődési Intézet gazdálkodási igazgatója,
- Pap Adrienn, Harangozó Gyula-díjas táncművész, a Magyar Nemzeti Balett magántáncosnője,
- Pappné Szalka Magdolna, az Ózdi Művelődési Intézmények nyugalmazott igazgatója,
- Páváné Kurnik Zsuzsanna, a Pécsi Éltes Mátyás Egységes Gyógypedagógiai Módszertani Intézmény, Óvoda, Általános Iskola, Fejlesztő Nevelés-Oktatást Végző Iskola, Készségfejlesztő Iskola és Kollégium nyugalmazott intézményvezetője,
- Rimóczi Erika, a Kecskeméti Katona József Nemzeti Színház gazdasági vezetője,
- Somogyi Erika, a Nemzeti Énekkar énekművésze,
- Szabolcs Péter Munkácsy Mihály-díjas szobrászművész,
- Szemerédy Károly operaénekes,
- Dr. Szerafin Tamás, a Debreceni Egyetem, Általános Orvostudományi Kar Kardiológiai Intézete Szívsebészeti nem önálló Tanszékének tanszékvezető egyetemi docense,
- Dr. Szily István, a győri Széchenyi István Egyetem nyugalmazott egyetemi adjunktusa,
- Dr. Szirák Péter, a Debreceni Egyetem Bölcsészettudományi Kara Magyar Irodalom- és Kultúratudományi Intézetének egyetemi tanára, az Alföld folyóirat főszerkesztője,
- Szitt Melinda, a Magyar Táncművészeti Egyetem Táncművészképző Intézete Klasszikus Balett Tanszékének mesteroktatója,
- Dr. Tóth András Ernő, a Pécsi Nemzeti Színház színművésze, a Pécsi Tudományegyetem Janus Egyetemi Színház alapító igazgatója,
- Dr. Török Ágnes, a Debreceni Egyetem Zeneművészeti Karának oktatási dékánhelyettese, egyetemi docens,
- Dr. Várnagy Ákos, a Pécsi Tudományegyetem Klinikai Központ Szülészeti és Nőgyógyászati Klinikájának egyetemi docense.

### 2022

#### 2022. augusztus 20.[21]
Polgári tagozat
- Almásiné Kanyó Klára, a Néprajzi Múzeum gazdasági igazgatója,
- Dr. Arnóth Zoltán klarinétművész, a Pécsi Tudományegyetem Művészeti Kar Zeneművészeti Intézete Fafúvós hangszerek Tanszékének adjunktusa, a pécsi Pannon Filharmonikusok klarinét szólamvezetője,
- Árva-Nagy Sándorné, a Hódmezővásárhelyi Szakképzési Centrum felnőttoktatási vezetője,
- Boross Sándor Ferenc, a Bihari János Kulturális Egyesület elnöke,
- Bóta Gábor újságíró, színházkritikus, műsorszerkesztő,
- dr. Brezanóczy Ferenc gyógyszerész, a váci Vácz Remete Gyógyszertár tulajdonos-vezetője, a Magyar Gyógyszerészi Kamara Pest Megyei Szervezete volt elnöke,
- Buzás Miklós, a szentendrei Szabadtéri Néprajzi Múzeum főépítésze, épület- és területfenntartási igazgatója,
- Csáky Mária Magdaléna táncpedagógus, az oroszlányi Bakfark Bálint Alapfokú Művészeti Iskola táncművészeti vezetője,
- Forján Zsolt, Csenger város polgármestere,
- Gaálné Kalydy Dóra könyvtáros, a Magyar Tudományos Akadémia Könyvtár és Információs Központjának általános főigazgató-helyettese,
- Gajdó Tamásné dr. Gődény Andrea, az Eötvös Loránd Tudományegyetem Tanító- és Óvóképző Kara Magyar Nyelvi és Irodalmi Tanszékének adjunktusa,
- Gidófalvy Attila zenész, zeneszerző, a Beatrice alapító tagja, a Karthago zenekar billentyűse és a Lord együttes volt tagja,
- Gráczolné Ugron Ágnes Edit, a Nemzeti Táncszínház Nonprofit Kft. gazdasági vezetője,
- Dr. Hanák László vegyészmérnök, a Pannon Egyetem Mérnöki Kar Bio-, Környezet- és Vegyészmérnöki Kutató-fejlesztő Központja Mol Ásványolaj- és Széntechnológiai Intézeti Tanszékének egyetemi docense,
- Dr. Hász-Fehér Katalin irodalomtudós, a Szegedi Tudományegyetem Bölcsészet- és Társadalomtudományi Kar Magyar Nyelvi és Irodalmi Intézete Magyar Irodalmi Tanszékének egyetemi docense,
- Józsa Judit kerámiaszobrász, művészettörténész, a Józsa Judit Művészeti Alapítvány elnöke,
- Dr. Kovács Tibor történész, a Magyar Nemzeti Múzeum Történeti Gyűjteményének igazgatója,
- Ladjánszki László énekművész, a Nemzeti Énekkar szólóénekese,
- Molnár Sándor, a Magyar Nemzeti Múzeum Vay Ádám Muzeális Gyűjteményének intézményvezetője,
- Murányi Judit balettmester, a Magyar Táncművészeti Egyetem Táncművészképző Intézete Klasszikus Balett Tanszékének mesteroktatója,
- Németh Kristóf színművész, a Fórum Színház igazgatója,
- Nyilas Ilona film- és fotóművész, alkotóművész, művészetpedagógus,
- Dr. Pallos Lajos régész, történész, numizmatikus, a Magyar Nemzeti Múzeum Éremtárának szakmuzeológus tárigazgatója, a Magyar Numizmatikai Társulat elnöke,
- Pázmány Karolina Ágnes pedagógus, az Apor Vilmos Katolikus Főiskola Anyanyelvi, Művészeti és Egyházzenei Tanszékének oktatója,
- Ráduly Mihály jazzfuvolista, szaxofonos, a Syrius együttes és a Pege Aladár Qartett egykori tagja,
- Reményi Ágnes, a Nemzeti Filharmonikus Zenekar brácsaművésze,
- Solti Csaba balettművész, a Miskolci Balett és a Miskolci Bartók Béla Zene- és Táncművészeti Szakgimnázium balettmestere,
- Szánduné Ujszigeti Gabriella, a Békéscsabai Szakképzési Centrum Kós Károly Technikum és Szakképző Iskolájának nyugalmazott igazgatója,
- Dr. Tamás Edit, a Magyar Nemzeti Múzeum Rákóczi Múzeumának igazgatója,
- Tasnádi Edit turkológus, műfordító, a Magyar–Török Baráti Társaság alapító tagja, alelnöke, a Magyar Rádió egykori Török Szekciójának munkatársa, az Eötvös Loránd Tudományegyetem és az Ankarai Egyetem Hungarológiai Intézetének volt oktatója,
- Vargáné Vojnár Katalin, a Tatabányai Szakképzési Centrum Mikes Kelemen Technikum és Szakgimnáziumának igazgatója,
- Velenyák János, a Miskolci Szakképzési Centrum Bláthy Ottó Villamosipari Technikumának igazgatója,
- Zsurki Attila, a Magyar Nemzeti Múzeum gazdasági igazgatója.

#### 2022. március 15.[22]
Polgári tagozat
- Abkarovits Géza János, a Fejér Megyei Szent György Egyetemi Oktatókórház Sportsebészeti részlegének főorvosa
- Ábrahám Gábor, a Tanulmányi Erdőgazdaság Zrt. Síkvidéki Erdészetének nyugalmazott kerületvezető erdész-vadásza
- Ács János karmester, a debreceni Csokonai Színház operaszekciójának zenei igazgatója
- Joschi Ament, a Volksbank Kraichgau bankfiókvezetője
- Bacsó András, a Tokaj-Oremus Szőlőbirtok és Pincészet Kft. nyugalmazott birtokigazgatója
- Balogh Zoltán, a Nemzeti Agrárgazdasági Kamara Komárom-Esztergom Megyei Szervezetének elnöke, a Magyar Gazdakörök és Gazdaszövetkezetek Országos Szövetségének Komárom-Esztergom megyei alelnöke
- Balogh Zoltán, a Start Rehabilitációs Foglalkoztató és Intézményei Közhasznú Nonprofit Kft. vezérigazgatója
- Bárczi Zsófia irodalomtörténész, szépíró, a Nyitrai Konstantin Filozófus Egyetem Közép-európai Tanulmányok Karának dékánja, egyetemi oktatója
- Barhács Anna oktatásszervező, a Barhács és Társa Szervezési, Oktatási és Szolgáltató Kft. tulajdonosa
- Batiz István Sándor polgárőr, a Csongrád-Csanád Megyei Polgárőr Szervezetek Szövetségének elnöke
- Bátyi József Püspökhatvan község polgármestere
- Blahó János általános és középiskolai tanár, településfejlesztő geográfus, az Orosházi Táncsics Mihály Gimnázium és Kollégium intézményvezetője
- Bokor Károly, a Magyar Országos Horgász Szövetség alelnöke, a Horgász Egyesületek Baranya Megyei Szövetségének elnöke
- Borbáth Erzsébet nyugalmazott pedagógus, a csíkszeredai József Attila Általános Iskola alapító igazgatója, a Csángómagyar Oktatási Program felügyelőbizottságának volt tagja
- Böcskei György, Enese község önkormányzati képviselője, volt polgármestere
- Buzásné Kiss Ivánka Emília csecsemő- és gyermekgyógyász szakorvos, címzetes főorvos, gyermek háziorvos
- Hans-Dieter Heribert Böckl tartalékos törzsőrmester, a Német Fegyveres Erők nyugalmazott hivatásos katonája
- Cserey Zoltán Mihály helytörténész, a sepsiszentgyörgyi Székely Nemzeti Múzeum volt igazgatója
- Csiffáry Ágnes Piroska, a Dallasi Magyar Kultúrkör volt vezetője, illetve a Metroplex Magyar Kulturális Kör volt alapító vezetője
- Csimma Ferenc István, Vatta és Borsodkereszt községek körzeti háziorvosa, szakorvos
- Dáné Tibor Kálmán matematikatanár, a Művelődés című lap nyugalmazott főszerkesztője, az Erdélyi Magyar Közművelődési Egyesület korábbi országos elnöke, a Romániai Magyar Demokrata Szövetség egykori Művelődési Főosztályának vezetője
- Dani Csaba, a Magyar Államkincstár nyugalmazott főosztályvezetője, elnöki tanácsadója, az Eötvös Loránd Tudományegyetem oktatója
- Deme Katalin, az Aarhus Egyetem Közép-európai Tanulmányok Tanszékének előadója
- Dérer István címzetes egyetemi tanár, az Országos Horgászszervezeti Szolgáltató Központ főigazgatója, a Magyar Országos Horgász Szövetség elnökhelyettese, a Bátonyterenye-Maconkai Szabadidő- és Sporthorgász Egyesület elnöke
- Edelman György Kisnémedi község polgármestere, a Pest Megyei Közgyűlés tagja, az Izotóp Tájékoztató és Ellenőrző Társulás elnöke
- Éles Márta műfordító
- Faragó Tibor Mátrafüred település háziorvosa, volt üzem- és sportorvos
- Farkas Zoltán András nyugalmazott mérnök, az Erdélyi Múzeum Egyesületének választmányi tagja
- Fejér Zoltán György fotográfus, fotótechnika-történész, a Magyar Fotótörténeti Társaság alapítója
- Ferencz Gyöngyi, Szob város polgármestere
- Ferencz Valentin, a Kecskeméti Katona József Nemzeti Színház színművésze
- Fest Sarolta Katalin, a Gál Ferenc Egyetem professor emeritája
- Főző Virág Zsuzsanna, a Magyar Állami Operaház főigazgató-helyettese
- Carl Van Eyndhoven, a belgiumi Bartók Archívum elnöke, a Leuveni Katolikus Egyetem LUCA Művészeti Iskola egyetemi oktatója és kutatója
- Gárdos Gábor mesteredző, az MTK Vívószakosztályának vezetőedzője
- Golyán Szilvia, az Eötvös Loránd Tudományegyetem Tanító- és Óvóképző Kara Neveléstudományi Tanszékének egyetemi docense, valamint a Tanárképző Központjának főigazgató-helyettese
- Gonda Gábor, a Nemzetközi Gyermekmentő Szolgálat Magyar Egyesületének tagja
- Gyökér Gabriella, a Liszt Ferenc Zeneművészeti Egyetem Ének Tanszékének művésztanára, zongorakísérője
- Gyuricza Gábor, a Legatum Kft. ügyvezetője, tulajdonosa
- Halmay György László földrajz-testnevelés szakos tanár, UEFA B licences labdarúgóedző, a Szilágyi Erzsébet Keresztény Általános és Alapfokú Művészeti Iskola nyugalmazott vezetője
- Havasi István, Nőtincs község házi-, család- és iskolaorvosa
- Heimann Zoltán Mátyás borosgazda, közgazdász, borász, a Heimann Családi Birtok Kft. ügyvezetője, a Pécsi Tudományegyetem címzetes egyetemi docense
- Herczeg Béla állattenyésztő agrármérnök, a Magyar Agrár- és Élettudományi Egyetem Fenntartható Fejlesztés és Gazdálkodás Intézete Fenntartható Vidékfejlesztés Tanszékének főiskolai tanára
- Hervai Katalin Margit képzőművész, grafikus, pedagógus
- Horváth Erika, a Szolnoki Kistérség Többcélú Társulása Egyesített Szociális Intézményének igazgatója
- Horváth Gábor Miklós, Eger megyei jogú város körzeti háziorvosa
- Horváth Ilona Mária, a Nemzeti Adó- és Vámhivatal Központi Irányítás Ügyfélkapcsolati és Tájékoztatási Főosztályának nyugalmazott főosztályvezetője
- Horváth László Csaba, a szolnoki Damjanich János Múzeum igazgatója
- Ignácz Ervin, a Szolnoki Szimfonikus Zenekar Nonprofit Kft. ügyvezető igazgatója
- Író Béla, a Széchenyi István Egyetem Gépészmérnöki, Informatikai és Villamosmérnöki Kar Mechatronika és Gépszerkezettan Tanszékének főiskolai docense
- Jászapáti Petra[23] rövidpályás gyorskorcsolyázó
- József Álmos Zoltán helytörténész, a sepsiszentgyörgyi Székely Mikó Kollégium nyugalmazott matematikatanára
- Juhos János Imre fényképészmester, az Ipartestületek Országos Szövetségének alelnöke és Békési Ipartestületének elnöke, a Fotoker Kft. ügyvezetője, Békés város önkormányzati képviselője
- Károlyi Pál Gyula kőfaragómester, az Ipartestületek Országos Szövetsége Országos Elnökségének tagja, valamint a Sopron és Vidéke Ipartestületének elnöke, a Károlyi Kőipar tulajdonosa
- Katona Katalin, a gyulai Erkel Ferenc Kulturális Központ és Múzeum Nonprofit Kft. ügyvezető igazgatója
- Katona Miklós, a Kilátó Piarista Pályaorientációs és Munkaerőpiaci Fejlesztő, Módszertani Központ igazgatója
- Kelemen Imre, a Magyar Politikai Foglyok Országos Szövetségének tagja
- Kellerné Egresi Zsuzsanna, a Veszprémi Petőfi Színház igazgatóhelyettes-kreatív menedzsere
- Kéri Marianna, a dr. Kéri–dr. Hazai Ügyvédi Iroda ügyvédje, a Budapesti Operabál rendezőbizottságának volt elnöke
- Keszegh Margit ügyvéd, a Jókai Közművelődési és Múzeum Egyesület elnöke
- Killyéni András Péter informatikus mérnök, sporttörténész, a Magyar Olimpiai Akadémia Tanácsának tagja, a Babeş–Bolyai Tudományegyetem volt óraadó tanára
- Kis Gergely közgazdász, a Budapesti Műszaki és Gazdaságtudományi Egyetem Gazdaság- és Társadalomtudományi Kara Menedzsment és Vállalkozásgazdaságtan Tanszékének adjunktusa
- Kiss László, a Klebelsberg Intézményfenntartó Központ Mezőkövesdi Tankerületének nyugalmazott tankerületi igazgatója
- Kisteleki Károly, az Eötvös Loránd Tudományegyetem Állam- és Jogtudományi Kara Római Jogi és Összehasonlító Jogtörténeti Tanszékének adjunktusa, a Magyar Tudományos Akadémia Titkársága, Köztestületi Igazgatósága Szervezési Osztályának vezetője
- Kónya Zsófia Lilla[23] rövidpályás gyorskorcsolyázó
- Kovács Árpád, a kisbácsi Római Katolikus Plébánia plébánosa
- Kovács Attila Pál fizikus, a Szegedi Tudományegyetem Természettudományi és Informatikai Kara Fizikai Intézetének vezetőhelyettese és a Fizikai Intézet Optikai és Kvantumelektronikai Tanszékének adjunktusa
- Kovács Balázs, a Magyar Művészeti Innovációs Központ Nonprofit Kft., valamint a Művészetek Háza Gödöllő Nonprofit Közhasznú Kft. ügyvezető igazgatója
- Kötter Tamás író, ügyvéd
- Krueger John-Henry Hirth[23] rövidpályás gyorskorcsolyázó
- Kuti József, a Széchenyi István Egyetem címzetes egyetemi tanára, az egyetem Távközlési Tanszékének korábbi főiskolai docense, a Széchenyi István Egyetem Sportegyesületének tiszteletbeli elnöke
- Laposa József tájrendező mérnök, a Laposa Műhely Kft. ügyvezetője
- Lórántné Orosz Edit, a Borsod-Abaúj-Zemplén Megyei Kormányhivatal Ózdi Járási Hivatalának nyugalmazott vezetője
- Löwinger Endre, az Országos Meteorológiai Szolgálat Informatikai Rendszerek Osztályának vezetője
- Markó Lajosné, a Doni Bajtársi és Kegyeleti Szövetség alelnöke
- Máté László zenepedagógus, karmester
- Máth István sportszervező, a Budapest Sport Iroda Kft. ügyvezető igazgatója
- Megyesi Mária Klára nyugalmazott pedagógus, a nyíregyházi Szent Imre Katolikus Gimnázium, Általános Iskola, Kollégium, Óvoda és Alapfokú Művészeti Iskola volt igazgatója, a Keresztény Értelmiségiek Szövetsége nyíregyházi csoportjának elnöke
- Mendele Bálint Tibor orvosbiológiai és villamosmérnök, a Norma Instruments Zrt. kutatás-fejlesztési vezetője
- Miavecz Béla nyugalmazott ügyvéd, közjegyző, a Temerini Községi Bíróság korábbi elnöke
- Missura Gábor Jenő közgazdász-tanár, a Magyar Máltai Szeretetszolgálat önkéntese, a Johannita Segítő Szolgálat Felügyelőbizottságának elnöke
- Mlinár Pál Csokonai Vitéz Mihály-díjas néptánc-pedagógus, a Balassi Közalapítvány művészeti igazgatója, a Viharsarok Táncszínház ügyvezető igazgatója
- Moldoványi Géza fotográfus, a Fejes Józsefné Zenei Alapítvány kuratóriumának tiszteletbeli elnöke, a Flesch Károly Nemzetközi Hegedűverseny alapítója
- Molnár B. Tamás gasztronómus, a Magyar Gasztronómiai Egyesület alapító elnöke, a Bűvös Szakács weboldal szerkesztője, a Hagyomány és Evolúció verseny, valamint a Czifray-kurzus elindítója
- Molnár Csilla, a Soproni Egyetem Benedek Elek Pedagógiai Kara Társadalom-, Szociális és Kommunikációtudományok Intézetének egyetemi docense
- Molnár Éva, a Balassi Bálint Megyei Könyvtár igazgatója
- Molnár Judit újságíró, a Ma7 médiacsalád főszerkesztője
- Mozgó Péter, a Hungarian Cultural Alliance elnökhelyettese
- Muhari Zoltán, Panyola község polgármestere
- Nádler József Mihály rádió- és televízióműszerész, az Ipartestületek Országos Szövetsége országos elnökségének tagja, az Ipartestületek Zala Megyei Szövetségének és Keszthelyi Ipartestületének elnöke, a keszthelyi Rádió Televízió Múzeum alapító tulajdonosa
- Nádudvary György Gusztáv Jenő, a Kovászna Megyei Munkaügyi és Társadalomvédelmi Vezérigazgatóság nyugalmazott vezérigazgatója, a Brassói Magyar Dalárda alelnöke
- Nagy Ferenc, a Somogy Megyei Kaposi Mór Oktató Kórház Neurológiai Osztályának osztályvezető főorvosa
- Nagy Gézáné, a Nagy Lovas Kft. ügyvezetője, tulajdonosa
- Nagy Lajos, a NISZ Nemzeti Infokommunikációs Szolgáltató Zrt. integrált közszolgáltatások ágazati igazgatója
- Németh István, a Tógazda Halászati Zrt. elnök-vezérigazgatója, a Magyar Akvakultúra és Halászati Szakmaközi Szervezet elnöke
- Németh Zsolt, a Győri Szakképzési Centrum Bercsényi Miklós Közlekedési és Sportiskolai Technikumának igazgatója, a Sportiskolák Országos Szövetségének elnökségi tagja
- Neumann Attila, a MAVIR Magyar Villamosenergia-ipari Átviteli Rendszerirányító Zrt. biztonsági igazgatója
- Nyári Gábor történész, a Rendszerváltás Történetét Kutató Intézet és Archívum ügyvezető igazgatója
- Ottófi Rudolf Imréné óvodapedagógus, a Keresztény Értelmiségiek Szövetsége győri szervezetének elnöke
- Pál László Balázs, a Győri Keksz Kft. ügyvezető igazgatója
- Papp Faber Erika fordító, műfordító
- Patakiné Slezák Ágnes, a Tatabányai Szakképzési Centrum Kereskedelmi, Vendéglátó és Idegenforgalmi Technikum és Szakképző Iskola igazgatója
- Patkós Imre, a Szolnoki Szimfonikus Zenekar Nonprofit Kft. ügyvezető szakmai igazgatója
- Sergio Petiziol az Udinei Egyetemi Egészségügyi Hatóság tisztviselője, valamint a Palmanova–Latisana Kórház menedzsere
- Pintér Ottó, a SEFAG Erdészeti és Faipari Zrt. Zselici Erdészetének nyugalmazott igazgatója, az Országos Erdészeti Egyesület és a Somogy Megyei Erdész és Természetvédő Egyesület tagja
- Pongrácz Ferenc közgazdász, az MVM Főgáz Földgázhálózati Kft. árszabályozási vezetője
- Prohászka Béla mesterszakács, a Mintamenza program szakmai vezetője, a Békéscsabai Szakképzési Centrum rendezvényszervezője, a Magyar Nemzeti Értékek és Hungarikumok Szövetségének alelnöke
- Rácz Andrea, Szolnok Megyei Jogú Város Polgármesteri Hivatalának aljegyzője
- Radomszki Lászlóné, a Szociális és Gyermekvédelmi Főigazgatóság Borsod-Abaúj-Zemplén Megyei Kirendeltségének igazgatója
- Ribli Zoltán egykori sakkolimpikon
- Klara Richter nyugalmazott könyvelő, a São Pauló-i Magyar Idősotthon volt önkéntes gazdasági igazgatója
- Rományik Ferenc Ipolydamásd község polgármestere, a Szobi Kistérség Önkormányzatainak Többcélú Társulása, valamint a Börzsöny-Duna-Ipoly Vidékfejlesztési Egyesület elnöke
- Ropos Márton, az Országos Szlovén Önkormányzat egykori elnöke, Felsőszölnök volt polgármestere
- Rudolf András brácsaművész, kamaraművész, a budapesti Haydn Vonósnégyes és a Magyar Vonóstrió alapító tagja, a Nemzeti Filharmonikus Zenekar szólamvezetője
- Sárai József jogi szakokleveles közgazdász, a Gazdasági Versenyhivatal nemzetközi szaktanácsadója
- Sárközi Sándor piarista szerzetes, a csíkszeredai Piarista Tanulmányi Ház vezetője, a Márton Áron Főgimnázium és a Csíkszeredai Csángó Kollégium önkéntes tanára
- Šebjanič Valerija, a Göntérházi Kétnyelvű Általános Iskola igazgatója
- Skrabut Éva Bessenyei György-díjas népművelő, a Zala Megyei Népművészeti Egyesület elnöke
- Szabó Miklós, a sajtoskáli Szent Péter és Pál Római Katolikus Plébánia plébánosa
- Szabó Sándor, a Miskolc-Belvárosi Református Egyházközség lelkipásztora
- Szabó Tamás, a Magyar Gazdakörök és Gazdaszövetkezetek Országos Szövetségének Somogy Megyei elnöke, a Nemzeti Agrárgazdasági Kamara Somogy megyei alelnöke
- Szalai Antal nyugállományú alezredes, prímás, a Honvéd Együttes népi zenekarának művészeti vezetője
- Szántai Irén, az Emberi Erőforrás Támogatáskezelő általános főigazgató-helyettese, a Nemzeti Kulturális Alap Igazgatóságának vezetője
- Szántó Ildikó, a Bihar megyei Szociális- és Gyermekvédelmi Igazgatóság nagyváradi gyermekvédelmi szakszolgálatának vezetője, a Nemzetközi Gyermekmentő Szolgálat Romániai Egyesületének alelnöke
- Szarka Attila, a Szociális és Gyermekvédelmi Főigazgatóság Gyermekvédelmi Intézményirányítási Főosztályának vezető hivatali tanácsosa
- Székely Dénes kanonok, a kolozsvári Monostori Plébánia plébánosa, a Gyulafehérvári Hittudományi Főiskola teológiai oktatója
- Szentmáry Béla, az egykori Gazdasági és Közlekedési Minisztérium nyugalmazott főosztályvezető-helyettese
- Szigetvári József, a százhalombattai Barátság Kulturális Központ igazgatója, a Magyarok Öröksége Alapítvány, valamint a százhalombattai Forrás Néptáncegyüttes alapítója és vezetője
- Szijártó Mária Valéria, a Sárvári Közös Önkormányzati Hivatal címzetes főjegyzője
- Szombatfalvi József nyugalmazott unitárius lelkész, esperes
- Szőke László, Hegyeshalom nagyközség polgármestere
- Sztolyka Zoltán, Rozsály község polgármestere
- Takács Márton, a Budapesti Műszaki és Gazdaságtudományi Egyetem Gépészmérnöki Kara Gyártástudomány és -technológia Tanszékének egyetemi docense, tanszékvezető-helyettese
- Tangl László, a Nemzeti Szakértői és Kutató Központ igazgatója, intézetvezetője
- ifj. Telegdi Attila László,[23] a Magyar Országos Korcsolyázó Szövetség gyorskorcsolya ágazati sportigazgatója
- Teszárné Nagy Marianna, a Közép-Tisza vidéki Vízügyi Igazgatóság Regionális Laboratóriumának laborvezetője
- Tóthné Barna Mária, a Keresztény Értelmiségiek Szövetségének kunszentmártoni helyi csoportjának elnöke, a Munkás Szent József Szociális Szövetkezet alapítója, igazgatótanácsának tagja
- Tóthné Rakó Erzsébet nyugállományú jogtanácsos, az Országos Nyugdíjfolyósító Igazgatóság Nemzetközi Nyugdíj Főosztályának volt vezetője
- Török Barnabás polgárőr, az Országos Polgárőr Szövetség Felügyelő Bizottságának elnöke
- Török Zoltán, a Sopron Basket Női Kosárlabda Csapatát Üzemeltető Raabersport Kft. ügyvezetője
- Tumpek Etelka, a Néprajzi Múzeum Műtárgyvédelmi és Restaurátor Főosztályának vezetője
- Turzai Melánia, a Nagyenyedi Bethlen Gábor Kollégium nyugalmazott aligazgatója, címzetes magyartanára
- Ulman István fafaragó népi iparművész, a népművészet mestere
- Varga Gabriella újságíró, az Életünk főszerkesztője, a Misszió Média Lap- és Könyvkiadó Kft. ügyvezetője
- Varga Péter, a Varga és Molnár Ügyvédi Iroda vezetője
- Váry Károly, a Kecskeméti Katona József Nemzeti Színház színművésze
- Vasas Ernő, az ÉSZAKERDŐ Erdőgazdasági Zrt. Répáshutai Erdészeti Igazgatóságának erdészeti igazgatója
- Vasváry Artúrné, a Magyar Rákellenes Liga tiszteletbeli elnöke
- Velladics Márta művészettörténész, kutató, a Nemzeti Örökségvédelmi Fejlesztési Nonprofit Kft. Kutatási és Műemléki Dokumentációs Osztályának vezetője
- Vincze Imre István, a szobi Szent László Gimnázium, Szakgimnázium, Szakközépiskola és Kollégium társadalomismeret szakos tanára, a Váci Egyházmegye volt családreferense
- Völgyi Sándor László, Kétsoprony község polgármestere
- Annet Weijermars-Corver, a hollandiai Huygens-fesztivál elnöke
- Wiesława Mayer, a Varsói Liszt Intézet – Magyar Kulturális Központ titkárságvezetője
- Rafał Wiśniewski, a varsói Nemzeti Kulturális Központ igazgatója, a Stefan Wyszyński Katolikus Egyetem Kultúrszociológia Tanszékének vezetője

Katonai tagozat
- András István rendőr ezredes, a Bács-Kiskun Megyei Rendőr-főkapitányság Bajai Rendőrkapitányságának vezetője
- Balogh Ágnes rendőr alezredes, a Nógrád Megyei Rendőr-főkapitányság Rendészeti Igazgatósága Igazgatásrendészeti Osztályának vezetője
- Boros István rendőr főtörzszászlós, a Zala Megyei Rendőr-főkapitányság Nagykanizsai Rendőrkapitányság Közrendvédelmi Osztálya Körzeti Megbízotti Alosztályának csoportparancsnoka
- Debreczeni István rendőr ezredes, a Komárom-Esztergom Megyei Rendőr-főkapitányság Esztergomi Rendőrkapitányságának kapitányságvezetője
- Jánosik István rendőr ezredes, a Budapesti Rendőr-főkapitányság XVIII. kerületi Rendőrkapitányságának vezetője
- Kretz Károly rendőr ezredes, a Készenléti Rendőrség Rendészeti Igazgatósága Bevetési Főosztály I. főosztályvezetője
- Papp József rendőr alezredes, a Nemzeti Védelmi Szolgálat Közigazgatási Szervek Védelmi Szolgálata Igazgatóságának Nemzeti Adó- és Vámhivatal Főosztálya Központi Osztályának főosztályvezetőt helyettesítő osztályvezetője
- Romhányi Gábor rendőr ezredes, a Terrorelhárítási Központ Főigazgatói Kabinet főtanácsadója
- Szelei Pál rendőr ezredes, az Országos Rendőr-főkapitányság Bűnügyi Főigazgatósága Bűnügyi Főosztályának főosztályvezetője

### 2021
Polgári tagozat
- Dimitriu Achilleas építőmérnök, szabadalmi ügyvivő, igazságügyi szakértő, az Achilles Kft. ügyvezető igazgatója
- Ambrus Lajos, költő, tanár, a Firtos Művelődési Egylet elnöke
- Angyal Dániel, olimpiai bronzérmes, világ-, és Európa-bajnok magyar vízilabdázó
- Antics István pedagógus, a jászberényi Lehel Vezér Gimnázium igazgatója, közoktatási vezetője
- Árki Zsolt, az Antenna Hungária Zrt. műszaki igazgatója
- Asztalos Emese református lelkész, a Putnam Presbiteriánus Emlék Gyülekezet Egy Magyar Közösség vezetője, a HungarianHub KorHatártalan Program projektmenedzsere
- Bajna György író, költő, újságíró
- Bajusz Istvánné, Nagyhegyes község polgármestere
- Ballai Zoltán Ferenc református lelkipásztor, az Erdélyi Református Egyházkerület Igazgatótanácsi Hivatala Gazdasági Ügyosztályának gazdasági előadó tanácsosa
- Bánó Attila író, grafikus
- Barta József István, az edelényi Szent Miklós Görögkatolikus Általános Iskola, Óvoda és Alapfokú Művészeti Iskola intézményvezetője
- Bauer Bence, a Mathias Corvinus Collegium Magyar–Német Intézetének igazgatója
- Békés Márton történész, főszerkesztő, publicista, a Terror Háza Múzeum kutatási igazgatója
- Beluska Éva, a dallasi Metroplex Magyar Kulturális Kör elnöke
- Bereczki Urmas történész
- Bertók Gábor régész, a Janus Pannonius Múzeum főmuzeológusa
- Blazovicsné Varga Marianna Zsuzsanna, a Győri Tankerületi Központ nyugalmazott tankerületi igazgatója
- Bodó László, a KÖTÉL Kaposvári Önkéntes Tűzoltó és Életmentő Egyesület elnöke
- Bodorkós Ferenc, Gencsapáti község polgármestere
- Bodnár Ilona szociológus, az Eötvös Loránd Tudományegyetem Tanító- és Óvóképző Kara Könyvtárának vezetője
- Boga Ferenc, a szatmárnémeti 44. Dsida Jenő Cserkészcsapat vezetője, a Szatmárnémeti Református Gimnázium nyugalmazott aligazgatója, tanára
- Bogdán József, Borsodivánka község polgármestere
- Bognár Csaba, a BFK Budapest Fejlesztési Központ Nonprofit Zrt. magasépítési főigazgató-helyettese
- Bognárné Sabjanics Angéla, a Pannon Egyetem Kancellári Kabinetjének ügyvivő szakértője
- Boldvai Márton Bertalan, a Csornai Premontrei Prépostság perjele, a Csornai Nagyboldogasszony Plébánia plébánosa
- Boncsér Gergely operaénekes
- Bordás Attila, az egykori sepsiszentgyörgyi Bútorgyár Helyi Ipari Vállalat nyugalmazott tervezőtechnikusa
- Bordás Győző Márai Sándor-díjas író, szerkesztő, a Vajdasági Íróegyesület volt elnöke, a Vajdasági Magyar Nemzeti Tanács volt tagja
- Bordás József Sándor dobművész, Artisjus-díjas zenepedagógus, a Házhoz megy a Zenede Oktatási Centrum igazgatója
- Bozó Andrea, a Jász-Nagykun-Szolnok Megyei Kormányhivatal Szolnoki Járási Hivatalának vezetője
- Böszörményi István tanár, helytörténész, író
- Budai Ferenc festő-, mázoló- és tapétázómester, az Ipartestületek Somogy Megyei Szövetségének elnöke
- Buday Tamás József kétszeres olimpiai bronzérmes, négyszeres világbajnok kenus, a Kanadai Kenu Szövetség korábbi szakági edzője
- Buksa Éva Mária nyugalmazott magyartanár, író
- Evelio Acevedo Carrero, a madridi Thyssen-Bornemisza Nemzeti Múzeum ügyvezető igazgatója
- Csek Judit, a Kísérleti Orvostudományi Kutatóintézet titkárságvezetője
- Csók Sándor nyugalmazott szülész-nőgyógyász szakorvos, a paksi Család- és Nővédelmi Tanácsadó volt vezetője
- Csoma Antal Gábor, a Körösi Halász Szövetkezet volt elnöke
- Csora György, a Borsod-Abaúj-Zemplén Megyei Polgárőr Szövetség elnöke, az Országos Polgárőr Szövetség elnökségi tagja
- Csorbai Attila, a Baromfi Termék Tanács elnök-igazgatója
- Dani Eszter, a Magyarországi Református Egyház Zsinati Hivatalának missziói irodavezetője, az Országos Református Cigánymisszió vezetője, a Solymári Református Egyházközség lelkésze
- Decsi Tamás olimpiai bronzérmes, világ- és Európa-bajnok kardvívó
- Dékán János, Héreg község egykori polgármestere, a Héregi Önkéntes Tűzoltó Egyesület elnöke
- Dezsőházi Tamás, a Nyíregyházi Művészeti Szakgimnázium népihegedű-tanára, a Bürkös zenekar tagja
- Dobókői György, a Békés Megyei Kormányhivatal Közlekedési, Műszaki Engedélyezési és Fogyasztóvédelmi Főosztályának nyugalmazott vezetője
- Domby Pál, a Kanadai Magyar Kulturális Tanács nyugat-kanadai alelnöke, az Okanagani Magyar–Kanadai Kulturális Egyesület alelnöke
- Domokos Zsuzsanna Szabolcsi Bence-díjas zenetörténész, muzeológus
- Dömötör Julianna Zsuzsanna, a Kiskunmajsai Móra Ferenc Óvoda, Általános Iskola és Egységes Gyógypedagógiai Módszertani Intézmény gyógypedagógusa
- Drucker Péter, a Kecskeméti Katona József Nemzeti Színház vezető karmestere
- Dudás Péter színművész, rendező
- Erdélyi Balázs olimpiai bronzérmes, Európa-bajnok magyar válogatott vízilabdázó
- Erdélyi István László, a Gallicoop Pulykafeldolgozó Zrt. nyugalmazott elnök-vezérigazgatója, tulajdonosa
- Essig Kacsó Klára képzőművész, nyugalmazott tanár
- Farkas György rendező, producer, operatőr
- Farkas Zsolt, a Királyhágómelléki Református Egyházkerület Püspöki Hivatalának közigazgatási előadó tanácsosa, a Toldinagyfalui Református Misszió Gyülekezet lelkipásztora
- Fáy Tamásné, az Ölelő Kéz Ápolási és Hospice Alapítvány kuratóriumi titkára
- Feldőtő Alex Sándor, a Stockholmi Magyar Ház Házkezelőségének gondnoka
- Feldőtő Emese, a Stockholmi Magyar Ház elnöke, a Svédországi Magyarok Országos Szövetségének alelnöke
- Fiedler Ernő nyugalmazott közjegyző
- Frank Liu Chi-Jen, a Pápai Hús Kft. tulajdonosa, a Chi Fu Investment Holdings Group cégcsoport elnök-vezérigazgatója
- Fülep Zsolt, a Magyar Pékszövetség alelnöke, a balmazújvárosi Balmaz-Sütöde Kft. tulajdonosa
- Ewa Gamon, a pesthidegkúti Segítő Szűz Mária Leányai Don Bosco Nővérek közösségének tagja
- Gangl Edina olimpiai bronzérmes, világbajnoki ezüstérmes, Európa-bajnok vízilabdázó
- Garda Krisztina olimpiai bronzérmes, világbajnoki ezüstérmes, Európa-bajnok vízilabdázó
- Kosztadin Veszelinov Gardev történész, a Bolgár Kulturális Intézet volt igazgatója
- Gergely Balázs régész, történész, a Kincses Kolozsvár Egyesület alapító elnöke
- Gémesi Csanád világ- és Európa-bajnok, olimpiai ezüstérmes kardvívó
- Gémes Istvánné Réz Katalin, a Külföldi Magyar Cserkészszövetség csapattisztje, elnökségi tagja, a Württembergi Magyar Protenstáns Gyülekezet volt titkárnője
- Gerzánics Annamária okleveles táj- és kertépítészmérnök, városépítési és városgazdasági szakmérnök
- Gólya Pál, a békéscsabai Civil Szervezetek Szövetségének alapítója és vezetője
- Grynaeus András, a Baár–Madas Református Gimnázium tanára, cserkésztiszt
- Ian Guest zenetanár, zeneszerző
- Gulyás Zoltán András, a Győr-Moson-Sopron Megyei Önkormányzat megyei önkormányzati képviselője
- Gurisatti Gréta olimpiai- és Európa-bajnoki bronzérmes, világbajnoki ezüstérmes válogatott vízilabdázó
- Gyalog Balázs ügyvéd, a Budapesti Ügyvédi Kamara főtitkára
- Gyermánné Vass Ágnes Liszt Ferenc-díjas hegedűművész, a Pannon Filharmonikusok örökös tagja
- Gyertyánosi Csaba, az egykori sepsiszentgyörgyi Bútorgyár Helyi Ipari Vállalat nyugalmazott faipari technikusa
- Gyöngyössy Anikó olimpiai- és Európa-bajnoki bronzérmes válogatott vízilabdázó
- Hajmási Éva paralimpiai ezüst- és bronzérmes, világ- és hatszoros Európa-bajnok tőr- és kardvívó
- Hárai Balázs olimpiai bronzérmes, világ- és Európa-bajnok válogatott vízilabdázó
- Hárspataki Gábor olimpiai bronzérmes karatéka
- Hatvani Kiss Gyöngyi előadóművész, magyarnóta-, népdal- és sanzonénekes
- Havasi Dezső, a Győr-Moson-Sopron Megyei Ügyvédi Kamara elnöke, a Magyar Ügyvédi Kamara elnökhelyettese
- Héjj János, a Vígszínház ügyelője
- Heller Ferenc, a Budapesti Műszaki Szakképzési Centrum Puskás Tivadar Távközlési és Informatikai Technikumának igazgatója
- Hencz Zsolt, Tiszabábolna község polgármestere
- Hilberth Tamás Rudolf ügyvéd, közjegyző, az Amerikai Magyar Szövetség egykori ügyvezető igazgatója
- Hirzel-Szalóczi Emese, a regensburgi Gyere! Magyar Kulturális Egyesület alapítója és elnöke
- Horkay László, a Kisráskai Csemadok Alapszervezet elnöke, a kisráskai Tájház alapítója
- Horváth Ferenc újságíró, a Soproni Téma hetilap főszerkesztője
- Horváth József, az Orosháza és Térsége Gazdakör nyugalmazott elnöke
- Horváth Mihály, a Külföldi Magyar Cserkészszövetség külügyi vezetőtisztje
- Hrabár Tamás József görögkatolikus lelkész, a Munkácsi Görögkatolikus Egyházmegye nyugalmazott áldozópapja
- Ernest Huska, a Szlovák Műszaki Múzeum – Pozsonyi Közlekedési Múzeum igazgatója
- Illés Anna olimpiai bronzérmes, Európa-bajnok vízilabdázó
- Ilyés Albert, a Készenléti Rendőrség Költségvetési Igazgatóság Illetménygazdálkodási Osztályának vezetője
- Issekutz Sarolta, az Erdélyi Örmény Gyökerek Kulturális Egyesület alapító elnöke
- Jang Siho, a dél-koreai Samsung Electronics vállalatcsoport elnöki tanácsadója
- Jánossy Mária ügyvéd, a Los Angeles-i Magtár Hungarian Cultural Alliance kulturális egyesület alapító elnöke
- Jansik Szilárd olimpiai bronzérmes, világ- és Európa-bajnok válogatott vízilabdázó
- Jeges Zoltán villamosmérnök, a belgrádi Singidunum Egyetem és a Szabadkai Műszaki Szakfőiskola nyugalmazott
- Józan-Jilling Mihály, a Tolna Megyei Balassa János Kórház belgyógyász-kardiológusa, a Tolna Megyei Német
- Józsa László helytörténész, a Kunszentmártoni Általános Iskola és Alapfokú Művészeti Iskola nyugalmazott magyar–
- Káli-Horváth Kálmán, a Magyarországi Református Egyház Zsinati Hivatala Budapesti Református Cigány Szakkollégiumának igazgatója
- Kállay István okleveles gépészmérnök, a LeaderTeam Kft. ügyvezető igazgatója
- Karakas János, a Bayer Construct Zrt. üzemeltetési igazgatója
- Kásler Magda népdalénekes, a Maros Művészegyüttes táncos szólistája, tánckarvezetője
- Kerezsi Antal, a Bürkös zenekar vezetője, prímása
- Keszthelyi Rita olimpiai bronzérmes, Európa-bajnok, világbajnoki ezüstérmes vízilabdázó
- Kinczer József, a Bősárkányi Eötvös József Általános Iskola igazgatója
- Kis Renáta Grácia, az Aalborgi Magyarok Társasága Egyesület alelnöke
- Kiss Lajos, a Körös-vidéki Vízügyi Igazgatóság Gyulai Szakaszmérnökségének szakaszmérnöke
- Kiss Lajos, Bakonyság község társadalmi megbízatású polgármestere
- Kiss Norbert kétszeres Európa-bajnok gyorsasági kamionversenyző
- Kloó Józsefné, a Fejér Megyei Kormányhivatal Pénzügyi és Gazdálkodási Főosztályának vezetője, gazdasági vezetője
- Kollár Károly Imre, Sárisáp község polgármestere
- Kontra Tamás Kálmán, az Ontariói Tartományi Katasztrófavédelem nyugalmazott főigazgatója, kelet-kanadai
- Kopasz József, Nagytárkány község polgármestere, a Csemadok keleti regionális alelnöke
- Kopf Katalin, a Nyugat-dunántúli Regionális Kríziskezelő Ambulancia intézményvezetője
- Korintus László pedagógus, karvezető, a Rozmaring Népdalkör és a Rozmaringsarj Népdalkör alapítója és vezetője
- Kovács Istvánné, Debrecen Megyei Jogú Város Polgármesteri Hivatala Adóügyi Osztályának vezetője
- Kovács László, a Felső-Tisza-vidéki Vízügyi Igazgatóság Nyíri Szakaszmérnökségének szakaszmérnöke
- Kovács Sarolta olimpiai bronzérmes és világbajnok magyar öttusázó
- Kovács Teodóra, Rábacsécsény község polgármestere
- Kovács Zsolt újságíró, az Állatvilág magazin főszerkesztője
- Kovács Zsuzsanna, a Gyulai Szakképzési Centrum főigazgatója
- Kőrössy Zoltán nyugalmazott kórházi alkalmazott
- Kőszegi Ferenc, az Országos Rendőr-főkapitányság Kommunikációs Szolgálata Zsaru Magazinjának főszerkesztője
- Köteles László, a Csemadok országos alelnöke
- Kreinbacher József, a Metal Hungária Holding Zrt. Igazgatóságának elnöke, a somlóvásárhelyi Kreinbacher Birtok
- Krizmanich Mária, a Markusovszky Egyetemi Oktatókórház Celldömölki Kórháza II. Krónikus Belgyógyászati
- Kulcsár Sándor, a Premier Művészeti Szakgimnázium és Alapfokú Művészeti Iskola alapító intézményvezetője
- Kvaszta József, a Didot Stúdió Művészeti és Nyomdai Szolgáltató Bt. ügyvezetője
- László Lídia, a Magyar Államkincstár Nógrád Megyei Igazgatóságának igazgatója, Karancskeszi község volt
- Lázár Csilla, a csíkszentdomokosi Márton Áron Múzeum alapítója és vezetője
- Lay Imre, az Erdélyi Magyar Ifjak Szövetségének titkára
- Krzysztof Łęcki, a łódźi Bem József cserkészcsapat vezetője
- Leimeter Dóra olimpiai- és Európa-bajnoki bronzérmes, világbajnoki ezüstérmes válogatott vízilabdázó
- Lengyel Szabolcs, a Tőkés László Alapítvány Kuratóriumának elnöke, a Szent László Emlékmű Alapítvány volt elnöke
- Leviczky Géza gépészmérnök, a Mátrai Erőmű Zrt. technikai szakszolgálat-vezetője
- Locsmándi Alajos, a Mozgásjavító Óvoda, Általános Iskola, Gimnázium, Szakgimnázium, Egységes Gyógypedagógiai
- Lőcsei Ilona szerkesztő, riporter, újságíró, a Tamási Áron Székely–Magyar Művelődési Egyesület titkára
- Löwenstein Pál siketlimpiai bajnok asztaliteniszező
- Magyar Éva, a Kecskeméti Katona József Nemzeti Színház színművésze
- Magyar György István, a HM ArmCom Kommunikációtechnikai Zrt. főmérnöke
- Magyari Alda olimpiai bronzérmes, világbajnoki ezüstérmes válogatott vízilabdázó
- Majorné Szabó Zsuzsanna, a Sombereki Közös Önkormányzati Hivatal nyugalmazott jegyzője
- Mák Kornél, a Bács-Kiskun Megyei Önkormányzat Közgyűlésének alelnöke, a Magyar Család- és Nővédelmi
- Robert Witold Makłowicz újságíró, gasztrokritikus
- Manhercz Krisztián olimpiai bronzérmes, világ- és Európa-bajnok vízilabdázó
- Makranczi Zsolt, az Örökség Kultúrpolitikai Intézet igazgatója
- Maróti Pál Istvánné, a Tiszaalpári Árpád Fejedelem Általános Iskola nyugalmazott matematikatanára
- Máté Bence természetfotós, a FOTONATURA Kft. ügyvezetője
- Melnik Tatiana balettművész, a Magyar Nemzeti Balett principálja
- Mészner Antal József, Budakeszi város volt alpolgármestere
- Mezei Tamás olimpiai bronzérmes, Európa-bajnok válogatott vízilabdázó
- Mező István, a Jászberényi Református Egyházközség lelkipásztora
- Mijid-Ochir Bat-Ochir, a Magyar–Mongol Baráti Társaság alapító elnöke
- Mohr József Tamás háziorvos, Segesd község volt polgármestere
- Molnár Ernő, a Zalaegerszegi Szakképzési Centrum Csány László Technikumának nyugalmazott igazgatója
- Molnár Kálmán református lelkész
- Molnár Sándor, a Szlovákiai Református Keresztyén Egyház zsinati főtanácsosa
- Molnár Tamás lelkipásztor, a Pozsonyi Főegyházmegye helyettes bírósági helynöke
- Molnár Vilmos Sándor, Potyond község polgármestere
- Molnos Lajos költő, újságíró, politikus
- Moys Csaba, a Váci Reménység Egyesület alapítója és elnöke, Vác város korábbi alpolgármestere
- Nagy Alicja nyugalmazott újságíró, szerkesztő, a Bem József Lengyel Kulturális Egyesület volt elnöke
- Nagy György, Szomor község polgármestere
- Cs. Nagy Ibolya irodalomtörténész, színház- és irodalomkritikus, újságíró
- Nagy János kárpitosmester, a Fehérgyarmat és Térsége Ipartestület elnöke
- Nagy Lajos Antalné, a Mecsek Füszért Zrt. vezérigazgatója
- Nagy Mária, Piliscsév község egykori polgármestere
- Nagy Nikoletta, a Magyar Honvédség 86. Szolnok Helikopter Bázis Egészségügyi Központ foglalkozás-egészségügyi részlegének fogorvosa
- Nagy Szabolcs nyugalmazott textilipari mérnök
- Nagy Viktor olimpiai bronzérmes, világ- és Európa-bajnok válogatott vízilabdázó
- Nebojszki László Tibor, a bajai Szent László Általános Művelődési Központ Középiskolájának mérnöktanára, a Bajai Honpolgár című folyóirat főmunkatársa
- Nedelykov Milán nyugalmazott elektromérnök, a Szerb Demokratikus Szövetség elnöke
- Németh Gabriella, a Magyar Közösség Pártja és a Pozsony Megyei Önkormányzat volt alelnöke
- H. Németh István történész-levéltáros, a Magyar Nemzeti Levéltár Országos Levéltárának főosztályvezetője
- Németh József, Vasegerszeg község polgármestere
- Novák Levente biológus,  a Debreceni Egyetem Természettudományi és Technológiai Kar Kémiai Intézete Fizikai Kémiai Tanszékének adjunktusa
- Nyilasi Géza, a Pannonhalmi Főapátság Máriaremete-Hidegkúti Ökumenikus Általános Iskolájának egykori intézményvezető-helyettese, óraadó tanára
- Orosz Mihály, a Hajdúdorogi Görögkatolikus Egyházközség kántora
- Óss Enikő színművész, író, a Thália Stúdió Los Angeles-i Magyar Színkör alapítója
- Ostorházi László korróziós szakértő, az Ostorházi Bevonattechnika Kft. társalapítója, társtulajdonosa, a Magyar Korróziós Szövetség elnöke
- Oszvald Péter, az Implant Center Fogászati és Szájsebészeti Klinika aneszteziológus szakorvosa
- Özvegy Károly, a szabadkai Grafoprodukt Nyomda tulajdonosa
- Pántya József, a Nemzeti Infrastruktúra Fejlesztő Zrt. útfejlesztési igazgatója
- Parkes Rebecca új-zélandi születésű, olimpiai- és Európa-bajnoki bronzérmes, világbajnoki ezüstérmes magyar válogatott vízilabdázó
- Pasaréti Gyula díszhaltenyésztő, az Akvárium Magazin alapítója
- Pásztor Mátyás olimpiai bronzérmes magyar vízilabdázó
- Pataki Ildikó Mónika, a San Franciscó-i cserkészcsapatok és a Kányádi Sándor Magyar Iskola fenntartó bizottságának elnöke
- Pataki István költő, író, publicista
- Pathy Lívia Mária, a Burgenlandi Oktatási Igazgatóság gimnáziumok és szakképző intézmények magyar tanításának szakfelügyelője
- Pecsenya Edit, a békéscsabai Szlovák Gimnázium, Általános Iskola, Óvoda és Kollégium igazgatója
- Pély Barna énekes, zeneszerző
- Perka Mihály író, pedagógus, helytörténet-kutató
- Perkó László József villamosmérnök, a Budapesti Gépészeti Szakképzési Centrum Öveges József Technikum és Szakképző Iskola igazgatója
- Antonio Picukarić, a zágrábi Klovičevi dvori Galéria igazgatója
- Pigniczky Eszter, a Külföldi Magyar Cserkészszövetség vezetőképző vezetőtisztje
- Pintér Károly, a korábbi Földművelésügyi Minisztérium Halgazdálkodási Főosztályának nyugalmazott főosztályvezetője
- Prazsák Józsefné, a Paloznak Jövőjéért Közalapítvány elnöke
- Radvai Teréz, az Eötvös Loránd Tudományegyetem Tanító- és Óvóképző Kara Idegen Nyelvi és Irodalmi Tanszékének oktatója
- Riedl Ágnes balettművész
- Len Rix műfordító, a Manchester Grammar School nyugalmazott tanára
- Ro Jae Hun nemzetközi jogász, a Koreai–Magyar Baráti Társaság alapító elnöke
- Rybanska Natasa olimpiai- és Európa-bajnoki bronzérmes, világbajnoki ezüstérmes válogatott vízilabdázó
- Sarka Béláné, a Szabolcs-Szatmár-Bereg Megyei „Harmónia” Egyesített Szociális Intézmény megbízott vezetője
- Schiff Júlia műfordító
- Schriffert Péter, a ZÁÉV Építőipari Zrt. projektigazgatója
- Sebestyén Gábor orvos, a Svédországi Magyar Protestáns Egyházi Közösség stockholmi gyülekezetének felügyelője
- Sebestyén Ildikó Klára, Szolnok Megyei Jogú Város Polgármesteri Hivatalának jegyzője
- Sebő Zoltán, a BFK Budapest Fejlesztési Központ Nonprofit Zrt. projektiroda vezetője
- Simó Gáspár, a csíkszeredai Segítő Mária Római Katolikus Teológiai Líceum lelki igazgatója
- Guillermo Solana, a madridi Thyssen-Bornemisza Nemzeti Múzeum művészeti igazgatója
- Soltész Attila Béla, az Informatika a Társadalomért Egyesület elnöke
- Staněk-Csoma Borbála, a prágai Iglice Egylet elnöke
- Supola Zoltán Európa-bajnok tornász, artistaművész, edző
- Sütőné Gulyás Éva, az Antológia Kiadó és Nyomda Kft. gazdasági vezetője
- Szabó Ágnes tolmács, fordító, az Adelaide-i Magyar Közösségi Iskola, Ausztrália igazgatója
- Szabó Attiláné Erdélyi Erzsébet, a Károli Gáspár Református Egyetem Tanítóképző Karának óraadó tanára
- Szabó Kálmán, a Magyar Ügyvédi Kamara országos vezető fegyelmi főbiztosa
- Szabó Péter néptáncos, a népművészet mestere, az Eleki Román Hagyományőrző Néptáncegyüttes tagja
- Szabó Péter László gépészmérnök, a debreceni Schaeffler–FAG Magyarország Ipari Kft. ügyvezető igazgatója
- Szabó Zsolt, a Diósgyőri VTK Sportegyesület orvosigazgatója
- Szabó-Hangya Teréz újságíró, hitoktató, a Pannon RTV nyugalmazott megbízott főszerkesztője, a Szabadkai Magyar Rádió szerkesztő-riportere
- Szabóné Kállai Klára klinikai szakpszichológus, a Magyar Lelki Elsősegély Telefonszolgálatok Szövetségének elnöke
- Szántó László Gábor, az Exon 2000 Tervező és Kereskedelmi Kft. ügyvezetője, vezető tervezője, a Magyar Mérnöki Kamara Tartószerkezeti Tagozatának elnöke
- Szathmáry Árpád József, a Veszprémi Szakképzési Centrum Bethlen István Közgazdasági és Közigazgatási Technikum
- Szatmári András olimpiai ezüst- és bronzérmes, kétszeres világ- és Európa-bajnok kardvívó
- Szebényi László József, a Magyar Kastélyok és Kúriák Egyesület tagja
- Szegi Emma, Kaba város polgármestere
- Székely Annamária Stefánia családorvos, a Diakónia Keresztyén Alapítvány Szászrégeni Fiókjának ügyvezetője
- Székely Ferenc néprajzi író, az Erdőszentgyörgyi Figyelő című közéleti és kulturális lap szerkesztője
- Szeles Emma, a Viski Kölcsey Ferenc Középiskola igazgatóhelyettese
- Szemenyei János, a Kecskeméti Katona József Nemzeti Színház színművésze
- Szemere Antal Rezső építész
- Szigethy Barnabás, a BFK Budapest Fejlesztési Központ Nonprofit Zrt. volt projektigazgatója és projektmenedzsere
- Szilágyi Andrásné, Acsalag község polgármestere
- Szilágyi Dorottya olimpiai- és Európa-bajnoki bronzérmes, világbajnoki ezüstérmes vízilabdázó
- Szoboszlay Katalin Zsuzsanna, a Társadalmi Esélyteremtési Főigazgatóság Jogi és Igazgatási Főosztályának nyugalmazott vezetője
- Szofilkánics Judit, Nyíregyháza Megyei Jogú Város Ukrán Nemzetiségi Önkormányzatának volt elnöke, az Országos
- Szollár András koronglövész, lőoktató, a Magyar Lőoktatók Egyesületének alapítója
- Szónoczki János Mihály, a Miskolci Egyházmegye nyugalmazott görögkatolikus papja, a Magyarországi Ruszinok/
- Szőke Zsigmond Zsófia, a hamiltoni Arany János Magyar Iskola igazgatója
- Sztojanovics András evangélikus lelkész, a Sarepta Budai Evangélikus Szeretetotthon nyugalmazott
- Szűcs Gabriella olimpiai bronzérmes, Európa-bajnok vízilabdázó
- Tabár Alice, a Vígszínház Nonprofit Kft. színházi titkára
- Takács Péter László, Kőszegszerdahely község társadalmi megbízatású polgármestere
- Tanev Dimiter, a Magyarországi Bolgárok Egyesületének elnöke
- Tar Gyöngyi Hargita megyei tiszti főorvos, a Hargita megyei Népegészségügyi Igazgatóság igazgatója
- Tátrai Gabriella, Budapest Főváros XIII. Kerületi Polgármesteri Hivatala Igazgatási Osztályának vezetője
- Tay Weicheng Albert zeneszerző, karmester, pedagógus, a Szingapúri Kodály Zeneakadémia alapító igazgatója
- Tógyer Lajos,[26] a Tógyer & Son Kereskedelmi és Vendéglátóipari Kft. ügyvezető igazgatója, a tiszaújvárosi Veronika Hotel és Étterem tulajdonosa
- Toldy Éva, az Edmontoni Magyar Kultúrkör gazdasági igazgatója és volt elnöke, a Kanadai Magyar Kulturális Tanács gazdasági igazgatója
- Tóth Gáborné Kathona Zsuzsanna nyugalmazott lelkész, a Dunamelléki Református Egyházkerület Püspöki Hivatalának korábbi titkárságvezetője
- Tóth Krisztián olimpiai bronzérmes cselgáncsozó
- Tóth Sarolta, a São Pauló-i Mignon Chárika cukrászda és étterem tulajdonosa
- Tóthné Temesi Kinga, a Közlekedéstudományi Intézet Nonprofit Kft. Északnyugat-magyarországi Közlekedésszervező Iroda vezetője, tudományos munkatársa
- Török Dénes, a Kárpátaljai Magyar Nagycsaládosok Egyesületének volt elnöke
- Turmezeyné Heller Erika énektanár, karvezető, az Eötvös Loránd Tudományegyetem Tanító- és Óvóképző Kara
- Mieczysława Urbańczyk, a Konstantynów Łódzki-i 1. számú Szent Hedvig Általános Iskola nyugalmazott tanára
- Uzsalyné Pécsi Rita neveléskutató, az Apor Vilmos Katolikus Főiskola főiskolai docense, a Keresztény
- Valka Károly, Kúla község alpolgármestere
- Vályi Vanda olimpiai- és Európa-bajnoki bronzérmes, világbajnoki ezüstérmes válogatott vízilabdázó
- Vámos Márton olimpiai bronzérmes, kétszeres világ- és Európa-bajnok válogatott vízilabdázó
- Vanek Bálint, az Eötvös Loránd Kutatási Hálózat Számítástechnikai és Automatizálási Kutatóintézetének
- Váradi Judit zongoraművész, művészeti menedzser, a Debreceni Egyetem Zeneművészeti Karának egyetemi
- Varga Gyula Balázs, a New Brunswick-i Széchenyi Magyar Iskola és Óvoda egykori igazgatója
- Varga Szabolcs történész, az Eötvös Loránd Kutatási Hálózat Történettudományi Intézetének tudományos
- Vásárhelyi Zsuzsanna pszichológus, a Széchenyi István Egyetem Apáczai Csere János Kara Tanár- és Tanítóképző
- Vécsei László állatorvos, Csákberény község polgármestere
- Veress László gyógyszerész, a segesvári Rubin Gyógyszertár főgyógyszerésze
- Vertán György, a Tigra Computer- és Irodatechnikai Kft. ügyvezetője
- Vincze Ferenc, a Spori Print Vincze Kft. ügyvezető igazgatója
- Virág János, Lukácsháza község polgármestere
- Virga Ágnes Ibolya neurológus, az Emerson Hospital Concord Neurológiai Osztályának vezetője, a Magyar Amerikai Koalíció alelnöke
- Vogel Soma olimpiai bronzérmes, világ- és Európa-bajnok válogatott vízilabdázó
- Vojtkó Ferenc, a Médiacentrum Debrecen Kft. rendezője, szerkesztője
- Vörös Mária, a Szlovákiai Magyar Pedagógusok Szövetségének alelnöke
- Petra Vugrinec művészettörténész, a zágrábi Klovičevi Dvori Galéria főkurátora és programvezetője
- Zalánki Gergő olimpiai bronzérmes, világ- és Európa-bajnok válogatott vízilabdázó
- Zászlós Tibor, a Mezőfalvai Mezőgazdasági Termelő és Szolgáltató Zrt. igazgatója, a Nemzeti Agrárgazdasági Kamara alelnöke
- Zöld László Csabáné, a Bajai Szent Rókus Kórház gyógymasszőre, Baja város önkormányzati képviselője, a Bács-Kiskun Megyei Önkormányzat Közgyűlésének volt tagja
- Zsákovics László, a Military Historical Museum Polgári Társulás elnöke, az Oroszkai Hadimúzeum létrehozója és működtetője
- Zsoldos Ferencné gyógyszerész, a Szegedi Tudományegyetem Gyógyszerésztudományi Kara Dékáni Hivatalának volt hivatalvezetője

Katonai tagozat
- Balázsy Attila rendőr alezredes, a Szabolcs-Szatmár-Bereg Megyei Rendőr-főkapitányság Záhonyi Határrendészeti Kirendeltség Határrendészeti Osztályának vezetője
- Betlen Zsolt Róbert tűzoltó alezredes, a Bács-Kiskun Megyei Katasztrófavédelmi Igazgatóság Bajai Katasztrófavédelmi Kirendeltség Kalocsai Hivatásos Tűzoltóparancsnokságának tűzoltóparancsnoka
- Fekete Gabriella rendőr ezredes, a Terrorelhárítási Központ főigazgató-helyettese
- Hegymegi Ildikó Edit sz.j. tűzoltó alezredes, a Magyar Rendvédelmi Kar gazdasági és titkárságvezetője
- Holes Zsuzsanna rendőr alezredes, a Terrorelhárítási Információs és Bűnügyi Elemző Központ Koordinációs és Adattári Főosztályának főosztályvezető-helyettese
- Horváth András rendőr ezredes, a Terrorelhárítási Központ főigazgató-helyettese
- Hudák Zsolt György rendőr ezredes, a Szabolcs-Szatmár-Bereg Megyei Rendőr-főkapitányság
- Lelesz György Gábor nyugalmazott rendőr alezredes, a Debreceni Közterület Felügyelet intézményvezetője
- Paál Péter György rendőr ezredes, a Budapesti Rendőr-főkapitányság V. kerületi Rendőrkapitányságának
- Rizmann Anikó Krisztina rendőr ezredes, a Nemzeti Védelmi Szolgálat Hivatalának hivatalvezetője
- Rózsa Tibor ezredes, a Honvédelmi Minisztérium Honvédelmi Államtitkári Titkárságának titkárságvezetője
- Simon Gábor rendőr ezredes, a Nemzeti Védelmi Szolgálat Elemző és Értékelő Osztályának vezetője
- Sötét Jenő alezredes, a Magyar Honvédség Parancsnoksága Haderőtervezési Csoportfőnökség Szárazföldi Hadfelszerelési Rendszerek Fejlesztési Főnökségének kiemelt főtisztje
- Szabó Attila tűzoltó alezredes, a Katasztrófavédelmi Oktatási Központ Katasztrófavédelmi Kutatóintézetének
- Szitár Ferenc rendőr ezredes, a Jász-Nagykun-Szolnok Megyei Rendőr-főkapitányság rendészeti rendőrfőkapitányhelyettese
- Túrós András rendőr ezredes, a Repülőtéri Rendőr Igazgatóság bűnügyi igazgatóhelyettese
- Veres Ferenc rendőr alezredes, a Pest Megyei Rendőr-főkapitányság Nagykátai Rendőrkapitányság vizsgálati osztályvezetője

### 2020
- Ábrahám László ügyvéd
- Ahsan ul Haq Khan, a Khan Utazási Iroda vezetője, a Magyar–Pakisztáni Baráti Társaság elnöke
- Alfred Holzgreve sebész, a berlini Vivantes Klinikahálózat kutatási és oktatási igazgatója, a Vivantes Berlini Tumorközpont igazgatóságának elnöke
- Andrási Imre, a SZOLLAK Vagyonkezelő Kft. ügyvezető igazgatója
- Antal Gyuláné, Nagybörzsöny község volt polgármestere
- Apostol könnyűzenei együttes
- Árvai Ferenc, az Egri Főegyházmegyei Karitász Központ igazgatója, a Siroki Római Katolikus Plébánia plébánosa, a Caritas Junior alapítója
- Bakos Miklós, a Nemzetközi Szent György Lovagrend főkincstárnoka
- Bakos Tamás, az Eötvös Loránd Tudományegyetem Tanító- és Óvóképző Kara Vizuális Nevelési Tanszékének tanszékvezető főiskolai docense
- Balla Ferenc, a Kallós Zoltán Alapítvány igazgatója
- Balla Sándor, a Kanadai Magyar Vállalkozók Szövetségének elnöke, a Kanadai Magyar Kulturális Tanács elnökhelyettese, a kanadai Magyar Élet magazin tulajdonosa és kiadója, a Vinum Tokaj Kanada elnöke
- Balogh Zoltán, a Semmelweis Egyetem Egészségtudományi Kara Ápolástan Tanszékének tanszékvezető főiskolai tanára, a Magyar Egészségügyi Szakdolgozói Kamara elnöke
- Bán Csaba Attila, a Hódmezővásárhely-Ótemplomi Református Egyházközség lelkipásztora, a Bethlen Gábor Református Gimnázium tanára
- Baranski László, az Apostol együttes tagja, gitárművész, dalszerző
- Baráth Béla Olivér hivatásos vadász, a Nyírerdő Zrt. Gúthi Erdészetének munkatársa
- Bartolits István, a Nemzeti Média- és Hírközlési Hatóság Technológiaelemző Főosztályának vezetője
- Bartus Gábor, az Országgyűlés Nemzeti Fenntartható Fejlődési Tanácsának titkára
- Bathelt Krisztina, a Szövetség a Polgári Magyarországért Alapítvány általános igazgatója
- Bauer Béla szociológus, a Századvég Alapítvány vezető kutatója
- Bedő Árpád szoftverfejlesztő matematikus, a Magyar Demokrata Fórum és a Kárpát-medencei Magyar Autonómiatanács alapító tagja
- Bereczki Sándorné, az Emberbarát Alapítvány titkára, Alkohol- és Drogrehabilitációs Intézetének igazgatóhelyettese, a Magyar Drogterápiás Intézetek Szövetségének elnökségi tagja
- Bitay Enikő mérnök-informatikus, szerkesztő, a Magyar Tudományos Akadémia külső tagja, a Sapientia Erdélyi Magyar Tudományegyetem Műszaki és Humántudományok Kara Gépészmérnöki Tanszékének egyetemi docense, az Erdélyi Múzeum-Egyesület főtitkára
- Bogár Imre, a Zalaegerszegi Szakképzési Centrum Báthory István Szakgimnáziuma és Szakközépiskolájának nyugalmazott igazgatója
- Bort Koelewijn, Kampen város polgármestere
- Böszörményi-Nagy Gergely, a Design Terminal vezetője, a Brain Bar alapítója
- Czaun Miklós vegyészmérnök, az USA Nyugati Parti Magyar Tudósklub alapítója és elnöke
- Czémán Miklós, a Bányavagyon-hasznosító Nonprofit Közhasznú Kft. ügyvezető igazgatója
- Czinkoczky Mihály agrármérnök, a Szent István Egyetem Agrár- és Gazdaságtudományi Karának nyugalmazott főiskolai docense
- Czuczor Sándor Pál, a balatonalmádi Magyar–Angol Tannyelvű Gimnázium és Kollégium alapítója, nyugalmazott címzetes igazgatója
- Csányi Erzsébet, a Szerbiai Református Keresztyén Egyház püspökhelyettese, zsinati jegyzője, a vajdasági pacséri gyülekezet lelkésze
- Csasztvan András Mihály, a szarvasi Cervinus Teátrum Művészeti Nonprofit Kft. ügyvezető igazgatója
- Cser Krisztián operaénekes
- Csukás István, az eischweileri A+C Plastic Kunstoff GmbH tulajdonosa, az Aacheni Magyar–Német Baráti Kör alapítója és elnöke
- Deák Varga József, a nagybajomi Sárközy István Helytörténeti Múzeum alapítója és vezetője
- Debreceni Mihály, az Ungvári 21 TV weboldal szerkesztője
- Deményné Kertész Krisztina,  az IdomSoft Zrt főtanácsadója
- Dolhai István, a II. Kerületi Kulturális Közhasznú Nonprofit Kft. ügyvezető igazgatója
- Drótos Gyöngyi, a zalaszántói Mézeskalács Múzeum vezetője
- Egri Gábor, a Müpa Budapest Nonprofit Kft. értékesítési és marketingigazgatója
- Erdeiné Gergely Emőke Magdolna Brunszvik Teréz-díjas óvodapedagógus, a békéscsabai Lencsési Óvoda intézményvezetője
- Erdélyiné Kocsis Csilla Katalin, a Szerencsi Szakképzési Centrum Sátoraljaújhelyi Trefort Ágoston Szakgimnáziuma és Szakközépiskolájának igazgatója
- Fazekasné Varga Viktória Hilda, az egykori Nemzeti Fejlesztési Minisztérium Közigazgatási Államtitkára Titkárságának volt vezető főtanácsosa, az Igazságügyi Minisztérium Igazságügyi Kapcsolatokért Felelős Államtitkári Kabinetjének nyugalmazott közigazgatási tanácsadója
- Fazekas-Schnepel Mária, a Maria és Walter Schnepel Kulturális Alapítvány alapítója
- Fehér Gergely neurológus, a Pécsi Tudományegyetem Általános Orvostudományi Kara Foglalkozás-egészségügyi és Munkahigiénés Központjának vezető tudományos munkatársa
- Fehér László Gábor klarinét- és tárogatóművész, a Pázmány Péter Katolikus Egyetem Bölcsészet- és Társadalomtudományi Kar Vitéz János Tanárképző Központja Óvó- és Tanítóképző Tanszékének adjunktusa, a nyergesújfalui Szabolcsi Bence Zeneiskola alapítója
- Fiedler Gáborné, a Pilisi Parkerdő Zrt. főkönyvelője
- Fügedi János, a Magyar Táncművészeti Egyetem Néptánc Tanszékének főiskolai tanára, a Bölcsészettudományi Kutatóközpont Zenetudományi Intézete Népzene- és Néptánckutató Osztályának és Archívumának tudományos főmunkatársa
- Fülöp Sándor nyugalmazott főmérnök, a Magyar Polgári Együttműködés Egyesület gazdasági titkára
- Fűrész István, a Székesfehérvári Szakképzési Centrum pályaorientációs tanácsadója
- Gadácsi János újságíró
- Gáldi Gábor Ádám szociológus, sportrekreációs szakember, az Eötvös Loránd Tudományegyetem volt egyetemi docense és a Magyar Testnevelési Egyetem volt oktatója
- Gárdai György, a paksi Nemzetközi Gastroblues Fesztivál főszervezője
- Gáspárovics János 1956-os szabadságharcos
- Géczi Tihamér, a Nagyberegi Középiskola igazgatója
- Géczy Olga karmester, festőművész
- Gellér Tibor, a Nimród Vadászújság újságírója, olvasószerkesztője
- Gér András teológus, vallástörténész, a Magyarországi Református Egyház Zsinatának tanácsosa
- Gerber Pál Munkácsy Mihály-díjas képzőművész, az Eötvös Loránd Tudományegyetem Tanító- és Óvóképző Kara Vizuális Nevelési Tanszékének adjunktusa
- Ft. Msgr. Geréd Péter pápai káplán, szentszéki tanácsos, főesperes, a Besztercei Római Katolikus Plébánia plébánosa, a Gyulafehérvári Főegyházmegye papi szenátusának tagja
- Gloria von Berg díszlet- és jelmeztervező
- Gombai Szabolcs táncművész
- Gombos Róbert büntetés-végrehajtási ezredes, az Állampusztai Mezőgazdasági és Kereskedelmi Kft. ügyvezető igazgatója
- Graeser József, a Nemzeti Cirkuszművészeti Központ Nonprofit Kft. cirkuszszakmai vezetője
- Gromon Andrásné, a Pilisvörösvári Hagyományőrző Egyesület vezetője, a Pilisvörösvári Helytörténeti Gyűjtemény alapítója, vezetője
- Gubicz László gépészmérnök, az egykori Szerszámgépipari Művek Kecskeméti Gyára Termelési Osztályának, valamint a Hűtőgépgyár Hűtő- és Klímatechnikai Gyáregységének nyugalmazott vezetője
- Guzsik Alfréd, az Ipoly Erdő Zrt. fővadásza, az Országos Magyar Vadászkamara Fővárosi és Pest megyei Területi Szervezetének hivatásosvadász-alelnöke
- Gyurkovics Hunor grafikus- és festőművész, a szabadkai Pedagógiai Akadémia nyugalmazott képzőművészet- és módszertantanára
- Gyürki István színész, előadóművész
- Hahn Józsefné Duray Éva nyugalmazott pedagógus, a losonci Magyar Kulturális Központ létrehozója, a Csemadok losonci alapszervezetének volt elnöke
- Halmos Attila, a Tükrös zenekar alapító prímása, a népművészet ifjú mestere, a Páduai Szent Antal Általános Iskola, Gimnázium és Alapfokú Művészeti Iskola zenetanára
- Hans Schmuck, a Magyarországi Németek Bajorországi Szövetségének tiszteletbeli elnöke
- Hatos Hajnalka, a Győri Szakképzési Centrum Pattantyús-Ábrahám Géza Ipari Szakgimnáziuma és Szakközépiskolájának igazgatója
- Helena Maria Hendrika Bakker, a Gyermekfalu Alapítvány egykori önkéntese, a Stichting Haaksbergen-Hongarije alapító tagja
- Hermesz Edit biológus, a Szegedi Tudományegyetem Természettudományi és Informatikai Kar Biológiai Intézete Biokémiai és Molekuláris Biológiai Tanszékének egyetemi docense
- Hetényi-Kulcsár Klára Judit, a Magyar Állami Népi Együttes táncművésze, a népművészet ifjú mestere.
- Hirmann László, az Újpesti Károly István Általános Iskola és Gimnázium intézményvezetője
- Hodossy Gyula író, költő, szerkesztő, a Szlovákiai Magyar Írók Társasága és a Szlovákiai Magyar Cserkészszövetség elnöke, a Cserkész és a Katedra című lapok alapító főszerkesztője
- Hollóné Kacsó Erzsébet közgazdász, az Eszterházy Károly Egyetem Vállalkozás-gazdaságtan Tanszékének nyugalmazott tanszékvezető főiskolai tanára
- Horváth Sándor filológus, költő, író, a Kárpáti Igaz Szó főszerkesztő-helyettese, az ungvári József Attila Alkotóközösség alapító tagja
- Hölle Martin ötszörös világbajnok fogathajtó
- Hraschek Katalin zenepedagógus, karnagy, a Magyar Kórusok, Zenekarok és Népzenei Együttesek Szövetsége Ifjúsági Énekkari és Zenepedagógiai Szakbizottságának elnöke
- Hulák Zsuzsanna, az Idősek Tanácsának tagja, az Emberi Erőforrások Minisztériuma Idősügyi és Nyugdíjbiztosítási Főosztályának szakmai szakértője
- Hunyadi László ötvös, restaurátor
- Ibrahim Spahić, a Nemzetközi Békeközpont és a Szarajevói Téli Fesztivál igazgatója
- Jászberényi József, a budapesti Milton Friedman Egyetem felnőttképzési igazgatója, a Nyugdíjasok Óbudai Akadémiájának alapítója
- Jeges Valéria Mirjam szerzetesnő, a Sarutlan Karmelita Nővérek Mindenszentekről nevezett magyarszéki kolostorának alapító perjelnője
- Kanyári Zsolt sebész és gasztroenterológus, a Debreceni Egyetem Klinikai Központja Sebészeti Klinikájának klinikai főorvosa
- Kass Pál János elektromérnök, a Los Angeles-i Szent István Egyesület vezetőségi tagja, a Los Angeles-i 8-as számú Juliánusz Barát cserkészcsapat parancsnoka
- Kaszás Géza színművész, rendező, producer
- Katona Csaba Géza, Várpalota város oktatás-nevelési, szociálisügyi, civilügyi és infrastruktúra-fejlesztésekért felelős alpolgármestere
- Katona Tibor karnagy, zenepedagógus
- Kazai Viktor ügyvéd, a Magyar Művészeti Akadémia első Felügyelő Testületének elnöke
- Kemény Kari Erzsébet műfordító
- Kész Barnabás történész, néprajzkutató, a II. Rákóczi Ferenc Kárpátaljai Magyar Főiskola Történelem és Társadalomtudományi Tanszékének főiskolai tanára
- Kilyénfalvi Gábor hegedűkészítő mester, a Délibáb Bécsi Magyar Kultúregyesület elnöke, az Ausztriai Magyar Szervezetek Kerekasztalának elnökhelyettese
- Kiss László, Márianosztra község polgármestere
- Kissné Perjési Éva, a Belügyminisztérium Országos Katasztrófavédelmi Főigazgatóság Gazdasági Ellátó Központ Jogar Továbbképző Központ és Hotel igazgatója
- Kjoszeva Szvetla, a budapesti Bolgár Nyelvoktató Nemzetiségi Iskola nyugalmazott igazgatója, műfordító
- Kovács Antal, Csátalja község polgármestere
- Kovács Géza, a TV21 Ungvár kereskedelmi televízió főszerkesztője, a Médiaszolgáltatás-támogató és Vagyonkezelő Alap kárpátaljai tudósítója
- Kovács Marianna, a Honvéd Együttes Művészeti Nonprofit Kft. művészeti titkára
- Kozma Tibor, Csikvánd község polgármestere
- Kövesdi Károly költő, író, műfordító, a Magyar7 című hetilap vezető szerkesztője
- Kőrösi Csaba színművész
- Krassói Kornélia, a budapesti XXI. kerületi Jedlik Ányos Gimnázium korábbi igazgatóhelyettese, nyugalmazott tanára
- Leblanc Gergely, Harangozó Gyula-díjas balettművész
- Lehmann Miklós filozófus, az Eötvös Loránd Tudományegyetem Tanító- és Óvóképző Kara Társadalomtudományi Tanszékének tanszékvezető egyetemi docense
- Lénárd András, az Eötvös Loránd Tudományegyetem Tanító- és Óvóképző Kara Digitális Pedagógia Tanszékének tanszékvezető egyetemi docense
- Lengvárszky Attila, a Pécsi Tudományegyetem oktatási igazgatója és Rektori Kabinetjének vezetője
- Lenkefi Zoltán Blattner Géza-díjas díszlet- és bábtervező művész, a Békéscsabai Napsugár Bábszínház igazgatója
- Likárovics Andrea szerzetesnő, a Sarutlan Karmelita Nővérek Kis Szent Teréz kolostorának novícia-mesternője, volt perjelnője
- Lovász Zsolt hagyományőrző, a Palóc Néprajzi Magángyűjtemény és Babakiállítás társtulajdonosa
- Lovászné Juhász Rita Csokonai Vitéz Mihály-díjas népi hímző, viseletkészítő, a Palóc Néprajzi Magángyűjtemény és Babakiállítás társtulajdonosa
- Majoros Mária Ármella domonkos nővér
- Marosi Gábor, a Woodstock Kft. ügyvezetője
- Marót Márta, a Melbourne-i Magyar Központ igazgatója, a Viktóriai Magyar Tanács elnöke
- Martin Zsivkovits, a felsőőri Kéttannyelvű Szövetségi Gimnázium igazgatója
- Ménes Andrea Marian, Vámospércs város polgármestere, a Hajdú-Bihar Megyei Önkormányzat Közgyűlésének tagja
- Meződi József Viktor, az Apostol együttes tagja, előadóművész, énekes
- Miki Tímea, a HD TV Hírstúdió vezetője, az Echo Tv volt vezérigazgatója és főrendezője
- Molnár Balázs, a Győri Közjegyzői Kamara elnökségének alapító tagja és elnöke, a Magyar Országos Közjegyzői Kamara volt elnökhelyettese
- Molnár János, a Munkácsi Római Katolikus Egyházmegye püspöki helynöke
- Muck Ferenc, az Apostol együttes tagja, szaxofonművész
- Nagy Gábor népművelő, a Soltis Lajos Színház igazgatója, a Soltis Lajos Színház Művelődési Egyesület elnöke
- Nagy Myrtil, a somorjai Városi Művelődési Központ igazgatója
- Nagy Sándor, a Miskolci Egyetem Műszaki Földtudományi Kara Nyersanyagelőkészítési és Környezeti Eljárástechnikai Intézetének vezetője, egyetemi docens
- Németh Zoltán, az Apostol együttes alapítója és vezetője, zongoraművész, zeneszerző
- Nyerges Klára, a Nemzeti Élelmiszerlánc-biztonsági Hivatal Velencei Virológiai Laboratóriumának nyugalmazott vezetője
- Olosz Katalin irodalomtörténész, folklorista, a Román Akadémia marosvásárhelyi Társadalomtudományi Kutatóközpontjának nyugalmazott főkutatója
- Oroszi József, a kárpátaljai Nevetlenfalu község polgármestere
- Palotai István Liszt Ferenc-díjas trombitaművész, a Magyar Rádió Szimfonikus Zenekarának szólótrombitása
- Pataki Enikő, a szatmárnémeti Kölcsey Ferenc Főgimnázium igazgatója
- Pete László, az Apostol együttes tagja, harsonaművész
- Pető Péter, a Győr-Moson-Sopron Megyei Közgyűlés alelnöke, a Győr-Moson-Sopron Megyei Értéktár Bizottság elnöke, a Szigetköz Natúrpark Egyesület elnöke
- Pleskonics András tanár, újságíró, rádiós szerkesztő, kulturális szervező
- Putsay Mária, a Magyar Meteorológiai Társaság Távérzékelési Szakosztályának elnöke, az Országos Meteorológiai Szolgálat Távérzékelési Osztályának meteorológiai fejlesztője
- Queenie Rosita Law, a Q Contemporary és a Q Stúdió alapítója, ügyvezető igazgatója
- Raffai Judit néprajzkutató, az Újvidéki Egyetem Magyar Tannyelvű Tanítóképző Karának egyetemi tanára
- Rácsok Balázs, az Ökumenikus Segélyszervezet szociális igazgatója
- Remitzky Zoltán László, Szob város volt polgármestere
- Rigóné Kiss Éva, a Magyar Máltai Szeretetszolgálat dél-alföldi regionális ügyvezetője, a Magyar Máltai Szeretetszolgálat kecskeméti csoportjának alapítója és vezetője
- Rithnovszky János Antal, a magyar vakvezetőkutya-kiképzés megalapítója
- Savanya István költő, dalszerző, a calgary-i Bow Valley College nyugalmazott főiskolai tanára
- Schwartz Alajos János helytörténész, a Móri Hagyományőrző Egyesület alapító tagja
- Stromájer-Rácz Tímea, a Pécsi Tudományegyetem Egészségtudományi Kara Kaposvári Képzési Központjának megbízott képzési igazgatója, Ápolástudományi, Alapozó Egészségtudományi és Védőnői Intézetének adjunktusa
- Suki István, a Rajkó Művészegyüttes prímása
- Szabó Ferenc, az Apostol együttes tagja, dobművész
- Szabó Gábor, a Nagykőrösi Református Egyházközség lelkészelnöke, a Nagykőrösi Református Iskolák Igazgatótanácsának elnöke, a Baranyai Református Egyházmegye Levéltárának alapítója
- Szabó Imre, a Bold Agro Mezőgazdasági Kft. ügyvezető igazgatója, a Havita-Tész Mezőgazdasági Szövetkezet igazgatósági elnöke
- Szabó László, a Calgaryi Magyar Ház elnöke és a Magyar Diaszpóra Tanács tagja.
- Szabó Sipos Barnabás színművész, festő
- Szekeres Sándor, jogász, az Erdélyi Körök Országos Szövetségének elnöke
- Szekernyés János újságíró, műkritikus, művészet- és helytörténész
- Szentirmai Józsefné, a Magyar Cserkészszövetség 100/Ö Baden-Powell Központi Öregcserkészcsapatának alapító tagja és parancsnoka
- Szentpétery Aranka színművész, a Komáromi Jókai Színház örökös tagja
- Szilveszter Imre Gábor szentszéki tanácsos, címzetes esperes, a hidegségi Római Katolikus Szent István Plébánia plébánosa
- Toót-Holló Tamás író, kritikus, irodalomtörténész, szerkesztő
- Tóth Péter, a Mangalicatenyésztők Országos Egyesületének és az Őshonos Haszonállatok Génerőforrás Tanácsának elnöke, az Olmos és Tóth Kft. ügyvezetője
- Tóth Zoltán, a Szolnoki Olaj Kosárlabda Klub Kft. ügyvezető igazgatója
- Trosits András Miklós, a Veszprémi Érseki Hittudományi Főiskola főiskolai docense
- Turkus Erzsébet, a Szolnoki Szakképzési Centrum Petőfi Sándor Építészeti és Faipari Szakgimnáziuma és Szakközépiskolájának nyugalmazott tagintézmény-vezetője
- Újszászy Zsófia, a Müpa Budapest Nonprofit Kft. stratégiai igazgatója
- Vadász Károly cimbalomművész, a 100 Tagú Cigányzenekar szólamvezetője
- Válóczy József, az Esztergomi Hittudományi Főiskola teológiatanára, a Budafok-Felsővárosi Jézus Szíve Plébánia plébánosa
- Varga József színművész
- Váradi Monika Mária, a Közgazdaság- és Regionális Tudományi Kutatóközpont Regionális Kutatások Intézete Térségfejlesztési Kutatások Osztályának tudományos főmunkatársa
- ifj. Vég Tibor ügyvéd, a Magyar Ügyvédi Kamara titkára
- Végh Tamás nyugalmazott református lelkész, a Budapest Fasori Református Egyházközség korábbi lelkipásztora
- Victor Wu, a Dynamic Network Alliances Ltd. igazgatója
- Vizy Márton zene- és dalszerző, producer
- Vura Márta Etelka sportpszichológus, tanár
- West Judit, az Efráim Kishon Magyar Oktatási Központ elnöke
- Wolfgang Bachkönig, a Burgenlandi Tartományi Rendőr-főkapitányság nyugalmazott főfelügyelője
- Zádorvölgyi László balettmester, a Győri Balett örökös tagja

Katonai tagozat
- Hangácsi István nyugállományú alezredes, hadisírkutató, a Vigyázók Had- és Kultúrtörténeti Egyesület elnöke

### 2019
- Auguszt Olga cukrászmester
- Hetzmann-né Begala Anna gyógypedagógus[28]
- Bíró János, a Syngenta Kft. kelet-európai növényvédelmi vezetője[29]
- Bóka Tibor, a Honvéd Együttes Művészeti Nonprofit Kft. gazdasági igazgatója[30]
- Bóna Zoltán Sándor, dunavarsányi református lelkipásztor
- Bordi János szentszéki tanácsos, pálpataki plébános
- Czakó Gabriella, a Marosszéki Kodály Zoltán Gyermekkar karvezetője
- Dénes Zoltán Mihály címzetes kanonok, újirázi plébános
- Essig József erdélyi fotóművész[31]
- Fabó Tibor színművész
- Farkas Emil, a Zentai Közkórház sebészeti osztályának főorvosa
- Fejes Rudolf Anzelm apát, váradhegyfoki premontrei prépost-prelátus
- Herpy Miklósné Légár Piroska, a Pázmány Péter Katolikus Egyetem volt tanára
- Kelemen István színművész
- Lázár Alpár Tibor, a Magyar Máltai Szeretetszolgálat munkatársa
- Legeza István munkácsi középiskolai tanár
- Lippai Andrea táncművész, koreográfus[32]
- Nejzsmák Emma, a Rahói Járási Ukrán-Magyar Kulturális Együttműködési Társaság elnöke
- Pálfyné Czine Erzsébet nyugalmazott pedagógus
- Paskó Csaba kelebiai plébános, zenepedagógus, mesterszakács
- Rajki Annamária, a Magyar Telekom Nyrt. TV és entertainment igazgatója
- Solymári Dániel, a Magyar Máltai Szeretetszolgálat nemzetközi kapcsolatainak vezetője
- Szabó Gyula mezőörsi plébános, a Magyar Műhely Közhasznú alapítvány elnöke
- Szabó Ferenc, a Muravidéki Magyar Önkormányzati Nemzeti Közösség Tanácsának volt alelnöke
- Szabó László piarista szerzetes, sátoraljaúlyhelyi misszióvezető
- Tihanyi Gábor, a Magyar Máltai Szeretetszolgálat munkatársa
- Törös Edit, a II. kerületi önkormányzat egészségügyi szolgálatának reumatológiai osztályvezető főorvosa
- Ürmössy Ákos, a Magyar Közút Nonprofit Zrt. Nógrád Megyei Igazgatóságának igazgatója
- Váradi Natália, a II. Rákóczi Ferenc Kárpátaljai Magyar Főiskola docense

Katonai Tagozat
- Deli Éva büntetés-végrehajtási alezredes, a  Büntetés-végrehajtás Országos Parancsnoksága Egészségügyi Főosztályának főosztályvezető-helyettese
- Dévényi Árpád Zoltán rendőr alezredes, az  Országos Rendőr-főkapitányság Rendészeti Főigazgatóság Rendészeti Elemző-értékelő Osztályának vezetője
- Kissné Kocsárdi Andrea rendőr ezredes, a  Terrorelhárítási Központ Felderítési Igazgatóságának igazgatóhelyettese
- Kuk János László tűzoltó ezredes, a  Szabolcs-Szatmár-Bereg Megyei Katasztrófavédelmi Igazgatóság Katasztrófavédelmi Hatósági Osztályának szolgálatvezetője
- Novák Rudolf rendőr alezredes, a  Zala Megyei Rendőr-főkapitányság Zalaegerszegi Rendőrkapitányság Közrendvédelmi Osztályának osztályvezető-helyettese
- dr. Veprik Zita Judit rendőr alezredes, a  Csongrád Megyei Rendőr-főkapitányság Humánigazgatási Szolgálatának vezetője

### 2018
- Bakó Máté balettművész, a Magyar Állami Operaház első magántáncosa
- Baranyai Antal sportszervező, edző, sportújságíró
- Bartha Éva, a Honismereti Szövetség országos titkára, tanár, a Magyar Nemzeti Múzeum nyugalmazott főmuzeológusa
- Bencző Dénes nyugalmazott unitárius lelkész, esperes
- Beke József, a kecskeméti Bányai Júlia Gimnázium nyugalmazott tanára és igazgatóhelyettese
- Bérczi Zsófia világ- és Európa-bajnok paraúszó
- Berta Árpádné, a Szociális és Gyermekvédelmi Főigazgatóság Csongrád Megyei Kirendeltségének nyugalmazott igazgatója
- Bocskay Gyöngyi a Veszprém Megyei Kormányhivatal Pápai Járási Hivatala nyugalmazott osztályvezetője
- Both Miklós zeneszerző, előadóművész, népzenegyűjtő
- Carulla Leon Jessica balettművész, a Magyar Állami Operaház magántáncosa
- Cseh Sándor, Hegyeshalom nagyközség háziorvosa
- Csupor Éva, Jakabszállás község nyugalmazott háziorvosa
- Doktor László néptáncoktató, koreográfus, a makói Forgatós Táncegyüttes művészeti vezetője
- Endrődi Emma Rita, az Egyházközségi Nővérek Társasága tagja, a Piliscsaba-Klotildligeti Plébánia nővérmunkatársa
- Erdélyi Tiborné táncművész, néptánctanító, a Magyar Állami Népi Együttes örökös tagja
- Fekete Sándor, az egykori Egyesített Szent István és Szent László Kórház nyugalmazott főorvosa
- Fodor Tamás építőmérnök, a Kiemelt Kormányzati Beruházások Központja Nonprofit Zrt. FINA projektigazgatója
- Fogarasi Zoltán, a Közép-Európa Táncszínház műszaki vezetője, fővilágosítója, fénytervezője
- Gáti Edit Ágnes, az Egyházközségi Nővérek Társasága volt vezetőnővére, a Piliscsaba-Klotildligeti Plébánia nővérmunkatársa, a piliscsabai Szent Péter Kollégium alapítója és volt vezetője
- Gillyné Jármay Magdolna, a Nemzeti Választási Iroda Jogi és Ügyviteli Főosztálya vezetője
- Gulyásné Kovács Erzsébet, a Szociális és Gyermekvédelmi Főigazgatóság Szakmai Irányítási Főosztályának vezetője
- Gyarmati Lászlóné, a makói Gyarmati Cukrászda tulajdonosa és vezetője
- Győri Zsófia, a Debrecen Nagytemplomi Református Egyházközség Immánuel Otthona és Fejlesztő Nevelés-Oktatást Végző Iskolájának vezetője
- Hanga Ádám kosárlabdázó
- Hortiné Bathó Edit etnográfus, a jászberényi Jász Múzeum igazgatója, a Jászsági Hagyományőrző Egylet művészeti vezetője
- Horváthné Dunaveczki Leona szociológus
- Jablonkay Mária színművész, a kecskeméti Katona József Színház társulatának örökös tagja
- Karle Gábor producer, filmrendező
- Kerényi Róbert György népzenész, népzenegyűjtő, a Tatros együttes és a Szigony zenekar alapítója és vezetője
- Királyné Szabó Erika Terézia táncművész, a Budapesti Operettszínház balett tagozatának vezetője, balettmestere
- Kőhalmi-Kara Zsuzsanna táncművész, a Győri Balett magántáncosa
- Kocsmár Simonné, nyugalmazott pedagógus, a Közös Szívvel a Nemzetért Villányi Polgári Egyesület elnöke
- Lévai Péter táncművész, mesterfokú néptáncpedagógus, a Magyar Táncművészeti Egyetem Néptánc Tanszékének adjunktusa
- Majoros Sándor író
- Márkus Ferenc, a nagykanizsai Batthyány Lajos Gimnázium nyugalmazott tanára
- Mészáros László, a Magyar Polgári Együttműködés Egyesület főtitkár-alelnöke, a Patrióta Európa Mozgalom alapítója és főszervezője
- Marosvári György Artúr festő- és grafikusművész
- Nádor Gyöngyvér Mária fogorvos
- Nagy Anna újságíró, kommunikációs szakember, az Egyedülálló Szülők Klubja Alapítvány kuratóriumi elnöke
- Oláh Kálmán Géza, Bakonyszücs község polgármestere
- Oláh Tamás költő, író, szerkesztő
- Oláhné Kanyó Andrea, a szolnoki Szent Tamás Görögkatolikus Óvoda és Általános Iskola intézményvezetője, közoktatási vezető
- Paksiné Erdélyi Ibolya, a Magyar Táncművészeti Egyetem Nádasi Ferenc Gimnáziuma és Kollégiuma Forgách József Kollégiumának igazgatója, gimnáziumi tanár
- Roszkos Lajos, a Mezőcsáti Egressy Béni Általános Iskola és Alapfokú Művészeti Iskola nyugalmazott igazgatója, a Mezőcsát Népművészeti Egyesület elnöke
- Rusz Judit, a Budapest Bábszínház bábszínművésze
- Sághy András, a Celldömölki Evangélikus Egyházközség nyugalmazott lelkésze
- Sallay Árpád gyémánt okleveles bányaművelő mérnök, a Pécsi Bányásztörténeti Alapítvány elnöke
- Szabó Dániel cimbalomművész, a Honvéd Együttes Magyar Nemzeti Táncegyüttes zenei vezetője
- Szabó Zoltán, az egykori egri Eszterházy Károly Tanárképző Főiskola Irodalomtörténeti Tanszékének nyugalmazott adjunktusa, a Magyar Éremgyűjtők Egyesülete Egri Csoportjának volt titkára
- Szántó Éva, a Bp2017 Nonprofit Kft. ügyvezetője
- Szekeres Adél helytörténész
- Szendiné Orvos Erzsébet, a Magyar Nemzeti Levéltár Hajdú-Bihar Megyei Levéltárának igazgatója, főlevéltárosa
- Szipola Antal, a Vitál Club Sportáruház tulajdonos-ügyvezetője
- Szirmai Béla, a Magyar Televízió nyugalmazott operatőre, a Magyar Házas Hétvége katolikus családmozgalom volt nemzeti felelőse
- Tarrósy István Afrika-kutató
- Tóth Csaba építész, a Kiemelt Kormányzati Beruházások Központja Nonprofit Zrt. beruházási főigazgatója
- Tóth József hangszerészmester
- Tóth-Szeles István, a Gabonakutató Nonprofit Kft sajtóreferense, a Gabonakutató Híradó főszerkesztője[35]
- Varga Emese, a Nekézsenyi Református Egyházközség nyugalmazott lelkipásztora
- Zsigmond Ferenc balettművész, koreográfus
- Zsirai László költő, író, publicista, irodalmi szerkesztő, a Keresztény Értelmiségiek Szövetsége JEL című folyóiratának szépirodalmi rovatvezetője, a Magyar Írószövetség tagja

### 2017
Az 1848/49-es forradalom és szabadságharc ünnepe, március 15-e alkalmából, majd 2017. augusztus 18-án az augusztus 20-ai nemzeti ünnep alkalmából Balog Zoltán, az emberi erőforrások minisztere a Pesti Vigadóban adta át az állami kitüntetéseket.
- Anger Ferenc operarendező, a Magyar Állami Operaház művészeti igazgatója
- Antalfy István író, költő, szerkesztő, a Bács-Kiskun Megyei Írók és Költők Baráti Körének alapítója
- Babus Antal könyvtáros, a Magyar Tudományos Akadémia Könyvtár és Információs Központ Kézirattár és Régi Könyvek Gyűjteményének osztályvezetője
- Báder Miklósné, a Hevesi Népművészeti és Háziipari Szövetkezet elnöke
- Bajáky Gábor, a Diósgyőri Sportlétesítményeket Működtető Nonprofit Kft. és a Miskolc Városi Szabadidőközpont Nonprofit Kft. Felügyelő Bizottságának elnöke, a Miskolci Lions Club alapítója és volt elnöke
- Bajtay András Tibor orvos, Győr-Moson-Sopron megye nyugalmazott tiszti főorvosa
- Bátor Tamás operaénekes, a Művészetek Palotája koprodukciós programigazgatója, a Miskolci Nemzetközi Operafesztivál volt igazgatója
- Benyák Nándor nyugalmazott pedagógus, egykori Gulag-fogoly
- Berecz István népzenész, a Fonó Budai Zeneház népzenei művészeti vezetője, táncos
- Bogányi Tibor gordonkaművész, a Pannon Filharmonikusok vezető karmestere
- Bognár Istvánné tanár, a Tatabányai Árpád Gimnázium nyugalmazott pedagógusa, a Tatai Református Gimnázium alapító tanára
- Borkó Rezső orvos, a Jász-Nagykun-Szolnok Megyei Hetényi Géza Kórház-Rendelőintézet Fül-orr-gégészeti és Szájsebészeti Osztályának osztályvezető főorvosa
- Boróka László köztisztviselő, Felsőpetény, Nőtincs és Ősagárd községek nyugalmazott körjegyzője
- Büttnerné Bódi Ágnes tanár, a Kaposvári Szakképzési Centrum Nagyatádi Ady Endre Gimnáziuma, Szakgimnáziuma, Szakközépiskolája és Kollégiuma igazgatója
- Csapi Géza farmakológus, Kecel város nyugalmazott gyógyszerésze, a Magyar Gyógyszerészi Kamara Bács-Kiskun Megyei Szervezete Etikai Bizottságának tagja
- Csapó Pálné szociális munkás, a Szolnoki Kistérség Többcélú Társulása Szociális Szolgáltató Besenyszögi Központ és a Besenyszögi Idősek Otthona nyugalmazott intézményvezetője
- Dergán Ádám, a Nemzeti Emlékezet Bizottsága Hivatalának főigazgatója
- Drozsnyik István képzőművész
- Farkas Jánosné, Magyarcsanád község volt polgármestere
- Farkasné Egyed Zsuzsanna óvodapedagógus, a budapesti Patrona Hungariae Óvoda, Általános Iskola, Gimnázium, Kollégium és Alapfokú Művészeti Iskola óvodavezetője, a Köznevelési Kerekasztal Vezetői Munkacsoportjának tagja
- Fehér Ildikó, a Kaposvári Egyetem Egészségügyi Központ Diagnosztikai és Onkoradiológiai Intézetének szakdolgozói igazgatója és minőségirányítási megbízottja
- Fejér Lászlóné tanár, a Budavári Általános Iskola intézményvezetője, a Budavári Önkormányzat Oktatási Bizottságának volt elnöke
- Fekete János Barnabás sportjogász, a Magyar Labdarúgó Szövetség Jogi Bizottságának tagja, a Bács-Kiskun megyei Labdarúgó Szövetség és a Magyar Labdarúgó Szövetség Fegyelmi és Fellebbviteli Bizottságának volt elnöke
- Fülep László orvos, Hajdú-Bihar megyei háziorvosi szakfelügyelő főorvos, Konyár község volt polgármestere, a Magyar Általános Orvosok Tudományos Egyesületének tiszteletbeli elnöke, az Országos Alapellátási Intézet volt roma integrációs szakértője
- Gárdián Gábor gordonkaművész, mestertanár, a Gárdián Gordonkaiskola sorozat szerzője, a szegedi Király-König Péter Zenei Alapfokú Művészeti Iskola tanára
- Góbi Rita táncművész, a Góbi Rita Társulat koreográfusa, a budapesti Nemes Nagy Ágnes Művészeti Szakgimnázium Táncművészeti tagozatának tanára
- Hajagos Csaba történész, muzeológus, a Kecskeméti Katona József Múzeum Történeti–Néprajzi Osztályának munkatársa, a Nemzeti Emlékezet Bizottsága és a Magyar Tudományos Akadémia Bölcsészettudományi Kutatóközpont Történettudományi Intézet Vidéktörténeti Témacsoportjának megbízott tudományos kutatója
- Halász Péter karmester, a Magyar Állami Operaház volt főzeneigazgatója
- Hámori Máté karmester, az Óbudai Danubia Zenekar művészeti vezetője
- Heidl György esztéta, a Pécsi Tudományegyetem Bölcsészettudományi Kar, Filozófia és Művészetelméleti Intézet Esztétika és Kulturális Tanulmányok Tanszékének tanszékvezető egyetemi docense
- Hérics Nándor grafikusművész
- Holl András csillagász, informatikus, a Magyar Tudományos Akadémia Könyvtár és Információs Központja informatikai főigazgató-helyettese
- Horváth Lajos, Királyhegyes község polgármestere
- Horváth László nyugalmazott olajipari szakmunkás, egykori Gulag-fogoly
- Horváth Zoltán András tanár, a Kaposvári Szakképzési Centrum Eötvös Loránd Műszaki Szakgimnáziuma, Szakközépiskolája és Kollégiuma nyugalmazott igazgatója, a Kaposvári Térségi Integrált Szakképző Központ Kiemelkedően Közhasznú Nonprofit Kft. volt igazgatója
- Hubay Andrea, a Béres Gyógyszergyár Zrt. PR igazgatója
- Husi Géza okl. mechatronikai mérnök, okl. gépészmérnök, a Debreceni Egyetem Műszaki Karának oktatási dékánhelyettese, a Villamosmérnöki és Mechatronikai Tanszék tanszékvezető egyetemi docense
- Janek György, az „Amiért a harang szól – Nándorfehérvár 1456” című rendezvény társszervezője
- Jarábik Gabriella pedagógus, népművelő
- Joanovicsné Kerekes Mária tanár, a Budapesti Gazdasági Szakképzési Centrum Belvárosi Gazdasági Szakgimnáziumának igazgatója
- Kapás Géza hegedűművész, a Liszt Ferenc Zeneművészeti Egyetem Vonós Tanszékének egyetemi docense
- Kerekesné Pytel Anna zenetanár, a kaposvári Kodály Zoltán Központi Általános Iskola nyugalmazott tanára, karnagya, művészeti vezetője
- Kisari Magdolna nyugalmazott pedagógus
- Kiss Gyula Ybl Miklós-díjas építész, a Szent István Egyetem Ybl Miklós Építéstudományi Karának kapcsolati dékánhelyettese, az Építészmérnöki Intézet főiskolai tanára
- Kiss Lajos építész, vezető tervező
- Korintus Mihályné pszichológus, a Nemzeti Család- és Szociálpolitikai Intézet volt kutatási igazgatója, volt főigazgató-helyettese
- Koszorús Oszkár helytörténész, könyvtáros
- Kovács Anita, a KarcFM Rádió szerkesztője és műsorvezetője
- Kovács Emőke történész, a „GULAG-GUPVI Emlékév” szakmai vezetője, az Emberi Erőforrás Támogatáskezelő szakmai programvezetője
- Kovács Kálmán lelkész, a Baktalórántházai Református Egyházközség lelkipásztora
- Kovács László tanár, tankönyvíró, helytörténész
- Körösi Mihály helytörténész, a mezőberényi Orlai Petrics Soma Általános Iskola volt igazgatója, nyugalmazott magyar-történelem szakos tanára
- Krasznai István orvos, a hatvani Albert Schweitzer Kórház-Rendelőintézet Traumatológiai Osztályának volt osztályvezető főorvosa
- Krausz Aliz Harangozó Gyula-díjas táncművész, koreográfus
- Kun Éva Ferenczy Noémi-díjas keramikusművész
- Luchmann Zsuzsanna, a Kiskunfélegyházi Dózsa György Általános Iskola tanára
- Macher Szilárd, Harangozó Gyula-díjas balettművész, koreográfus, szakíró, a Magyar Táncművészeti Egyetem Klasszikus Balett Tanszékének főiskolai tanára, a Magyar Táncművészeti Egyetem Táncművészképző Intézet igazgatója
- Makányné Óvári Éva tanár, a Kiskunfélegyházi Batthyány Lajos Általános Iskola és Alapfokú Művészeti Iskola igazgatója
- Mányoki Attila hosszútávúszó
- Márkus Eszter, az Eötvös Loránd Tudományegyetem Bárczi Gusztáv Gyógypedagógiai Karának oktatási ügyekért felelős dékánhelyettese, főiskolai docens
- Matkovits-Kretz Eleonóra, a Magyarországi Németek Pécs-Baranyai Nemzetiségi Köre elnöke
- Mészárosné Patrik Edit, a füzérkomlósi Körzeti Alapszolgáltatási Központ védőnője, Füzérkomlós alpolgármestere
- Mikola Bálint, a Magángyógyszerészek Országos Szövetségének alapító elnöke
- Mirtse Réka Ilona táncművész, a Budapesti Operettszínház koreográfus asszisztense
- Molnár D. Erzsébet történész, a II. Rákóczi Ferenc Kárpátaljai Magyar Főiskola Történelem és Társadalomtudományi Tanszékének főiskolai docense
- Monori Sebestyén szobrászművész
- Murádin János Kristóf történész, a Sapientia Erdélyi Magyar Tudományegyetem Nemzetközi Kapcsolatok és Európai Tanulmányok Szak egyetemi adjunktusa, a Sapientia Erdélyi Magyar Tudományegyetem Kolozsvári Karának kari kancellárja
- Nagy Gábor, a budapesti Karácsony Sándor Rózsatéri Református Általános Iskola és Óvoda igazgatója
- Nagy Zsolt népzenész, a Liszt Ferenc Zeneművészeti Egyetem Népzene Tanszékének és a Budafok-Tétényi Nádasdy Kálmán Alapfokú Művészeti Iskola és Általános Iskola Népzenei tanszakának brácsatanára, a Dűvő Népzenei Együttes tagja
- Nemes László Norbert, a Liszt Ferenc Zeneművészeti Egyetem Kodály Zoltán Intézetének igazgatója, egyetemi tanár
- Oláh András Imre, a Pécsi Tudományegyetem Egészségtudományi Kar általános és stratégiai dékánhelyettese, az Ápolástudományi, Alapozó Egészségtudományi és Védőnői Intézet igazgatója, egyetemi docens, a Magyar Ápolástudományi Társaság elnöke
- Pál Lajos történész, a Magyar Történelmi Társulat „Századok” című folyóirata felelős szerkesztője
- Pálfy Gusztáv szobrászművész
- Páy Anikó molekuláris biológus, a Magyar Tudományos Akadémia Szegedi Biológiai Kutatóközpont Főigazgatói Főosztályának vezetője
- Peller Mariann, a Virtuosos International Zrt. vezérigazgatója
- Pénzes Géza népzenész, zenei szerkesztő
- Reiz Tamás, Potony község polgármestere, a Barcsi Többcélú Kistérségi Társulás elnöke
- Sebestyén Zoltán Gyula, Kemenesmagasi község polgármestere, a Kemenesmagasi Általános Iskola volt igazgatója, a Kemenesmagasi Citerazenekar és Népdalkör vezetője, a Kemenesmagasi Evangélikus Egyházközség felügyelője
- Serafin József, a Baptista Teológiai Akadémia főiskolai docense, egyházi szociális módszertan vezetője
- Simkó Csaba, az Erzsébet Hospice Otthon osztályvezető főorvosa
- Stadler Árpád Ferenc, az Ecsegi II. Rákóczi Ferenc Általános Iskola nyugalmazott igazgatója
- Szallerbeck Kornél Fendál köztisztviselő, Esztergom Város Önkormányzata Pénzügyi Osztálya volt vezetője, a Kisbéri Többcélú Kistérségi Társulás nyugalmazott gazdasági vezetője
- Szelestei Tamás belgyógyász, nefrológus, a B. Braun Avitum Kaposvári Dialízisközpontjának orvosigazgatója, a Somogy Megyei Kaposi Mór Oktató Kórház Nefrológiai Osztályának osztályvezető főorvosa, a Pécsi Tudományegyetem címzetes egyetemi docense
- Tóth István, Magyarország nyugalmazott beregszászi főkonzulja, a „Pro Minoritate” című kisebbségpolitikai folyóirat alapító főszerkesztője
- Tóth Viktor gyémántdiplomás gépészmérnök, okleveles gazdasági mérnök, a Magyar Kosárlabda Szövetség Elnökségének örökös tiszteletbeli tagja
- Ung Ferenc, 1956-os szabadságharcos
- Varga Tibor József, a Dunakeszi Radnóti Miklós Gimnázium igazgatója és tanára
- Varga-Amár László festőművész, a Magyar Alkotóművészek Országos Egyesülete Képzőművészeti Tagozatának elnöke
- Várkonyi Beáta hegedűművész, a Budapesti Operettszínház koncertmestere
- Virth Balázs, a Magyar Úszó Szövetség válogatott edzője
- Wagner Károly hangtechnikus, a Madách Színház videótár-vezetője
- Walterné Müller Judit muzeológus, a pécsi Janus Pannonius Múzeum igazgatóhelyettese
- Zeffer András zenész, zeneszerző, előadóművész, a P. Mobil egykori tagja, a RockBand és a Mobilmánia vezetője

### 2016. augusztus 18.[38]
- Álmosdi Árpád, építész, a szolnoki Ártér Építész Műterem Kft. tervezője

- Andor Imre, Mindszenty József-kutató
- Árva László, a hódmezővásárhelyi Németh László Gimnázium és Általános Iskola igazgatója és tanára
- Balogh Bálintné, a Terézvárosi Önkormányzat Játékvár Óvodájának intézményvezetője
- dr. Bándi Kund, az Összmagyar Testület ügyvezető elnöke
- Barna Péter, a Nemzeti Fejlesztési Minisztérium Gépjármű-közlekedési és Vasúti Főosztályának nyugalmazott főosztályvezetője
- Bihari Antal, operatőr, rendező, az esztergomi Körzeti Televízió alapítója és ügyvezetője
- Bodonné Gyöngy Erika, Tiszaörs község polgármestere
- Bodza Klára, énekművész, népdalénekes, énektanár
- Cirléné Széll Margit, a Bevándorlási és Állampolgársági Hivatal Állampolgársági Igazgatóságának nyugalmazott igazgatóhelyettese
- Csende Sándor, a volt debreceni Kossuth Lajos Tudományegyetem Testnevelési Tanszékének nyugalmazott vezetője, a  Debreceni Sportiskola labdarúgó-szakosztályának volt szakágvezetője, a  Magyar Labdarúgó Szövetség Hajdú-Bihar Megyei Igazgatósága Verseny és Kupa Bizottságának elnöke
- Csillag Tamás, a Nemzeti Eszközkezelő Zrt. vezérigazgatója
- Deésy György Bálint, labdarúgó, szakedző, a  Budapest Honvéd Sportegyesület több szakosztályának volt vezetője, a  Budapesti Spartacus Sport Club szakmai elnökhelyettese, a  Magyar Aerobik Szövetség volt főtitkára, az  egykori Országos Testnevelési és Sport Hivatal volt főtanácsosa
- Domahidy László György, geográfus, közgazdász, a Belügyminisztérium Vízgazdálkodási Főosztályának nyugalmazott főosztályvezető-helyettese, a Magyar–Román Határvízi Bizottság volt titkára
- dr. Döbrössy Lajos, az Országos Onkológiai Intézet Onkopatológiai Kutatóintézetének volt tudományos főmunkatársa, az Országos Tisztifőorvosi Hivatal szakmai tanácsadója
- dr. Drucskó Zoltán, a győri Rába ETO Futsal Club ügyvezető elnöke, a  Magyar Labdarúgó Szövetség Futsal Bizottságának elnöke
- Erdélyi Zsuzsanna Mária, zongoraművész, a  Dubai English Speaking College zongora-, zeneelmélet és kamarazene tanára
- dr. Erényi István, villamosmérnök, a  Nemzeti Fejlesztési Minisztérium volt Infokommunikációért Felelős Helyettes Államtitkárságának nyugalmazott tanácsadója, volt európai uniós és nemzetközi referens
- dr. Faigl Ilona, az újbudai Szent Kristóf Szakrendelő háziorvosa, a  Dr. Batthyány László Orvoskör Egyesület elnöke
- dr. Fehér Éva, vezető főorvos, a Terrorelhárítási Központ Egészségügyi Szolgálatának vezetője
- Fejes Antal, csellista, gordonka- és szolfézstanár, a  Békési Zeneiskola nyugalmazott igazgatója, a  Békés Megyei Szimfonikus Zenekar szólamvezetője
- Fekete Tibor, a COOP Szolnok Kereskedelmi Zrt. vezérigazgató-helyettese
- Félegyházi Károly, fémműves iparművész
- dr. Firbás Oszkár, erdőmérnök, a korábbi soproni Roth Gyula Erdészeti Technikum és Szakközépiskola nyugalmazott tanára
- Gráczer József, ülőröplabdázó, a Humanitás SE nyugalmazott elnöke
- Hajdúné Gácsi Mária Ibolya, a  Szociális és Gyermekvédelmi Főigazgatóság Jász-Nagykun-Szolnok Megyei Kirendeltségének igazgatója
- Horváth Péter, a Rendszerváltás Történetét Kutató Intézet és Archívum főigazgató-helyettese
- Ivánkay Terézia Mária, hatszoros siketlimpiai bajnok, többszörös világ- és Európa-bajnok asztaliteniszező
- dr. Kalmár Ferenc, a Debreceni Egyetem Műszaki Karának tudományos dékánhelyettese, az  Épületgépészeti és Létesítménymérnöki Tanszék tanszékvezető főiskolai tanára
- Király Annamária, az Emberi Erőforrások Minisztériuma Köznevelésért Felelős Államtitkári Kabinetjének volt közigazgatási tanácsadója
- Kiss Róbert, a Nemzeti Agrárgazdasági Kamara Jász-Nagykun-Szolnok megyei igazgatóságának vezetője
- Kocsis Árpád, a Budapest Sportiroda Kft. ügyvezető-versenyigazgatója
- Kocsis István Iván, a Miskolci Görögkatolikus Egyházmegye emődi szervezőlelkészségének lelkésze
- Kovács Judit, a Budapest Bábszínház művésze
- Kozmér Alexandra, Harangozó Gyula-díjas táncművész, a Magyar Nemzeti Balett első magántáncosnője
- Lits László, építőmérnök, mérnök-közgazdász, a  Nemzeti Hulladékgazdálkodási Szolgáltató, Szolnok Közszolgáltató Nonprofit Kft. ügyvezető igazgatója
- Ludnik Ferenc, a  Kolping Oktatási és Szociális Intézményfenntartó Szervezet volt gazdasági vezetője, a  miskolci Szent Anna Kolping Család Egyesület elnöke
- Mezei János, a CO-OP Star Kereskedelmi Zrt. kereskedelmi igazgatója
- Móczár Gábor Attila, az  EUROPA CANTAT Pécs 2015 Nonprofit Kft. ügyvezetője, az  Europa Cantat magyarországi irodájának elnöke, a Magyar Kórusok és Zenekarok Szövetségének társelnöke, a Zsolnay Örökségkezelő Nonprofit Kft. program-, marketing- és nemzetközi kapcsolatok igazgatója
- dr. Modrovits Sándor, Pécs Megyei Jogú Város aljegyzője
- Molnár Lajos Milán, a szolnoki Aba-Novák Agóra Kulturális Központ Nonprofit Kft. ügyvezető igazgatója
- Molnár Melinda, múzeumpedagógus, etnográfus, a  besenyszögi Chiovini Ferenc Kolping Katolikus Általános Iskola Alapfokú Művészeti Iskola igazgatóhelyettese, a  Vehiculum-Ház Közérdekű Muzeális Gyűjtemény Múzeumpedagógiai Tagintézményének vezetője
- Mónus József László, többszörös világbajnok és -rekorder tradicionális távlövő íjász
- Nagy Ernő festőművész
- dr. Nagy Katalin, az  Eötvös Loránd Tudományegyetem Tanító- és Óvóképző Kar, Magyar Nyelvi és Irodalmi Tanszékének nyugalmazott főiskolai tanára
- dr. Neszmélyi Emil Balázs, hegymászó-felfedező, a Fehér Győrky Neszmélyi Ügyvédi Iroda ügyvédje
- Orvos András, festőművész
- Pál Attila, a Kecskeméti Katona József Színház színművésze
- Papp Erika, a Megyei Jogú Városok Szövetségének főtitkára
- Pejtsik Árpád, gordonkaművész-tanár, a budapesti Szabolcsi Bence Zeneiskola óraadó tanára
- Pintérné Bánóczi Ágnes, a Szépművészeti Múzeum Magyar Nemzeti Galériájának gazdasági igazgatója
- Rácz Róbert, Börcs község polgármestere
- Riczkó Eleonóra, a kecskeméti ÁFEOSZ Kereskedelmi, Közgazdasági Szakközépiskola és Kollégium igazgatója
- Román Károly, irodalomtörténész, a  székesfehérvári Vasvári Pál Gimnázium volt irodalom- és történelemtanára
- Rózsa Pál,zeneszerző
- dr. Sándor Erzsébet, Zalaegerszeg Megyei Jogú Város Polgármesteri Hivatalának aljegyzője
- dr. Suba Györgyné, népművelő, helytörténeti kutató, a  Jászapáti Honismereti Szakkör alapító titkára, a  Keresztény Értelmiségiek Szövetsége és a Jászok Egyesülete jászberényi csoportjainak alapító titkára
- Szabó István, lantművész, zenetörténész, a  budapesti Kossuth Lajos Két Tanítási Nyelvű Műszaki Szakközépiskola tanára
- Székely Hajnalka, a Nagycsaládosok Országos Egyesületének volt elnöke
- Szilágyi Árpád József, nyugalmazott építész, a  Szegedi Hagyományőrző és Városképvédő Egyesület alapítója, a budapesti székhelyű Panoráma Világklub dél-alföldi szervezetének alapítója
- Tóth Pál, a Szombathelyi Erdészeti Zrt. Vasvári Erdészeti Igazgatóságának nyugalmazott vezetője
- Török Ildikó, gyógypedagógus, a  budapesti Benedek Elek Óvoda, Általános Iskola, Speciális Szakiskola és Egységes Gyógypedagógiai Módszertani Intézet intézményegység-vezetője
- dr. Udvardi Erzsébet, belgyógyász-kardiológus szakorvos, háziorvos, Kisbér város volt polgármestere
- Valiczkó Mihály, Győrasszonyfa község társadalmi megbízatású polgármestere
- Varga László, pálinkafőző mester, a csetényi Bakonyi Íz és Párlat Kft. nyugalmazott ügyvezetője
- Wettstein Tibor, a Madách Színház gazdasági igazgatója
- Ziegler János, labdarúgó-szakedző, vezetőedző, a Piliscsabai Atlétikai és Futball Club szakmai vezetője
- dr. Zsembery Ferenc, a Mediagnost Kft. alapítója és nyugalmazott gyártási igazgatója, pénzügyi vezetője

### 2016. március 11.
- Ádók István, a csanádpalotai Kelemen László Művelődési Ház igazgatója
- Arató Antal, a székesfehérvári Vörösmarty Mihály Könyvtár nyugalmazott címzetes igazgatója, a Vörösmarty Társaság alelnöke
- Bálint József, újságíró, szerkesztő
- Bercsényi Lajos, a salgótarjáni Szent Lázár Megyei Kórház főigazgató főorvosa, önkormányzati képviselő
- Bereczki Sándor, a Pesti Magyar Színház főügyelője
- Bereczky Ildikó, a Harkány-Márfai Református Társegyházközség lelkésze
- Bíró József, költő
- Borsiné Arató Éva, akusztikus szakértő, az Optikai, Akusztikai, Film- és Színháztechnikai Tudományos Egyesület Akusztikai Szakosztályának elnöke, a Magyar Mérnöki Kamara Akusztikai Tagozatának elnöke
- Budai László, az Eszterházy Károly Tanárképző Főiskola professor emeritusa
- Buhály József, festő- és grafikusművész
- Burai István, festő- és grafikusművész, a Művészek és Műpártolók Debreceni Egyesületének alapító tagja, a Grafikusművészek Ajtósi Dürer Egyesületének alapító tagja és alelnöke
- Csányi János, operaénekes, a Magyar Állami Operaház volt magánénekese
- Cservenyák László, etnográfus, a mátészalkai Szatmári Múzeum igazgatója
- Dienes Ottó Imre, író, képzőművész, a székesfehérvári Vasvári Pál Gimnázium, a Teleki Blanka Gimnázium és a franciaországi Université Catholique de Lille volt tanára, a Vörösmarty Társaság elnökségi tagja
- Falusi Károlyné, a Budapesti Gazdasági Egyetem gazdasági igazgatója
- Firbás Oszkár, a Soproni Erdészeti Technikum nagytekintélyű, iskolateremtő nyugalmazott erdőmérnök-tanára
- Gábos Endre, néptáncművész, koreográfus, népdalénekes, a Hargita Nemzeti Székely Népi Együttes szólótáncosa
- Gál Tibor Mátyás, grafikusművész, portrékarikaturista
- Gara István, gyógyszerész, a Magyar Gyógyszerész Kamara alapító tagja, a Megyei Elnökök Értekezletének volt elnöke
- Gyurkóvics Tibor, zenepedagógus, a barcsi Vikár Béla Állami Zeneiskola nyugalmazott trombita és kamarazene tanára
- Hadobás Pál, az Edelényi Művelődési Központ, Könyvtár és Közérdekű Muzeális Kiállítóhely igazgatója
- Herold László, a Salgótarjáni Bolyai János Gimnázium nyugalmazott igazgatója és tanára
- Józsa Tivadar, nyugalmazott orvos, író, költő
- Kemény István, a Budapest Bábszínház művésze
- Kenderesi Tamás olimpiai bronz-, valamint Európa-bajnoki ezüst- és bronzérmes, ifjúsági olimpiai bajnok magyar úszó
- Koppány Zsolt, költő, író, kritikus, esszéista, a József Attila Szabadegyetem volt tanára
- Lakatos Andor, a Kalocsai Főegyházmegyei Levéltár vezetője
- Lőrincz György, író, a székelyudvarhelyi Erdély Magyar Irodalmáért Alapítvány alapító elnöke
- Márton Anita olimpiai bronzérmes, világbajnoki ezüstérmes, fedett pályás világbajnok súlylökő
- Mayer Károly Lászlóné, nyugalmazott táncpedagógus, a Nagyatádi Fürjecske Néptánc Egyesület elnöke és művészeti vezetője
- Nagy Béla, a Magyar Sportlövők Szövetségének elnökségi tagja, a Technikai és Versenybíró Bizottság vezetője, a Budapesti Sportlövők Szövetségének főtitkára
- Neszmélyi Emil ügyvéd, Everest csúcsmászó, aki első magyarként mászta meg a Mount Everest-et a nehezebb, tibeti oldalról
- Németh Katalin, a Nemzeti Táncszínház vezető művészeti menedzsere
- Oláh Anna, fizikus, Bolyai-kutató, nyugalmazott tanár
- Oláh-Gál Elvira újságíró
- Páll István, a Sóstói Múzeumfalu nyugalmazott intézményvezetője
- Péter László, néptáncművész, koreográfus, a Hargita Nemzeti Székely Népi Együttes tagja
- Rédli András olimpiai bronzérmes, világ- és Európa-bajnok párbajtőrvívó
- Somfai Péter Európa-bajnok, világbajnoki ezüstérmes, olimpiai bronzérmes párbajtőrvívó, edző
- Szalontai Éva, újságíró, az Egészség-Élet című újság alapítója, főszerkesztője
- Szekeres János, a Szolnoki Műszaki Szakképzési Centrum felnőttképzési vezetője
- Szüle Tamás, a Magyar Állami Operaház szerződéses magánénekese
- Tamás Lajos, a Pécsi Tudományegyetem Állam- és Jogtudományi Kar, Polgári Jogi Tanszékének egyetemi tanára
- Telegdy-Kapás Boglárka olimpiai bronzérmes, világbajnok és hétszeres Európa-bajnok, rövid pályás Európa-bajnok, kétszeres ifjúsági olimpiai bajnok úszó
- Turzóné Lábadi Gizella, a Magyar Táncművészeti Főiskola Nádasi Ferenc Gimnázium és Kollégiumának nevelőtanára
- Vavrinecz András, népzenész, népzenetanár, népzenekutató, a Hagyományok Háza zenei könyvtárosa
- Zenovits Zénó Zoltán, a Magyar Állami Operaház festőművész

Varga Mihály által átadott kitüntetések
- Álmosdi Árpád építész, a szolnoki Ártér Építész Műterem Kft. tervezője
- Fekete Tibor, a COOP Szolnok Kereskedelmi Zrt. vezérigazgató helyettese
- Kocsis Árpád, a Budapesti Sportiroda Kft. ügyvezető versenyigazgatója
- Kocsis István Iván, a Miskolci Görögkatolikus Egyházmegye emődi szervezőlelkészségének lelkésze
- Mezei János, a CO-OP STAR Kereskedelmi Zrt. kereskedelmi igazgatója
- Molnár Lajos Milán, a szolnoki Aba-Novák Agóra Kulturális Központ Nonprofit Kft. ügyvezető igazgatója
- Riczkó Eleonóra, a kecskeméti ÁFEOSZ Kereskedelmi, Közgazdasági Szakközépiskola és Kollégium igazgatója.

### 2015
- Aczél Péter, építészmérnök
- Ambrus Lajos író, szerkesztő
- Bangó Jenő, szociológus, a Budapesti Corvinus Egyetem Szociológia Doktori Iskolájának vendégprofesszora
- Bárány Béla, a zuglói Páduai Szent Antal Plébánia plébánosa, hitoktatási felügyelője
- Barlanginé Kelemen Ida, Országgyűlés Hivatala, főosztályvezető
- Bényei Attila Csaba, a Debreceni Egyetem Természettudományi és Technológiai Kar Fizikai Kémiai Tanszékének egyetemi docense, a Debreceni Egyetem Kémia Intézet Röntgendiffrakciós Szerkezetvizsgáló Laboratóriumának vezetője
- Bíró István, nyugalmazott pedagógus
- Blasek Gyöngyi, a Budapest Bábszínház bábszínésze
- Chochol Károly, fotóművész
- Czinege Edit, a tiszakécskei Református Kollégium Általános Iskolájának és Gimnáziumának pedagógusa, újságíró, keramikus
- Csontos Béla, főosztályvezető
- Danyi Judit, a kecskeméti Katona József Színház színművésznője
- Derényi Gábor háziorvos, a Magyar Orvosi Kamara Fejér Megyei Területi Szervezetének elnöke
- Domján Jenőné, a Kecskeméti Kulturális és Konferencia Központ nyugalmazott gazdasági igazgatója és szaktanácsadója
- Fabényi Réka Mária, a Budapest III. Tankerület Csalogány Óvoda, Általános Iskola, Készségfejlesztő Speciális Szakiskola, Egységes Gyógypedagógiai Módszertani Intézmény, Kollégium és Gyermekotthon ének-zene tanára
- Fábián László író, költő, műfordító, újságíró
- Fejős Jenő, előadóművész, nótaénekes
- Fiers Jolán, a Magyar Táncművészeti Főiskola Nádasi Ferenc Gimnáziumának igazgatója
- Fodor Tamás Péter, pedagógus, a pétfürdői Kolping Katolikus Szakiskola Speciális Szakiskola és Kollégium alapítója és intézményvezetője
- Fogarassy Judit, táncművész, balettmester, koreográfus
- Garancsi László, az encsi Római Katolikus Plébánia plébánosa, címzetes prépost, érdemes főesperes, érseki tanácsos
- Gera Attila klarinétos, a Magyar Állami Népi Együttes tagja
- Görög Zoltán, táncművész, az ExperiDance Társulat alapító tagja
- Gulácsi Katalin, a Debreceni Egyetem Természettudományi és Technológiai Kar Szerves Kémiai Tanszékének egyetemi adjunktusa
- Győri Péter Benjámin, a Dél-Pest Megyei Evangélikus Egyházmegye esperese, a Szolnoki Evangélikus Egyházközség lelkésze
- Harka Ákos haltani kutató
- Herendi János, a Pécsi Egyházmegye bátaszéki római katolikus egyházközségének plébánosa
- Hutkai Dánielné, a mikóházi Bózsva-parti Óvoda intézményvezetője
- Jávor Katalin táncművész, a Magyar Állami Népi Együttes táncosa és női tánckari asszisztense
- Juhász Lajos, a Debreceni Egyetem Mezőgazdaság-, Élelmiszertudományi és Környezetgazdálkodási Kar Természetvédelmi Állattani és Vadgazdálkodási Tanszékének tanszékvezető egyetemi docense
- Kabók Erika, újságíró
- Katona Imre, a Soproni Petőfi Színház vezető dramaturgja és rendezője
- Kollár József, a Debreceni Egyetem Gazdasági Főigazgatóságának fejlesztési igazgatója
- Kovács Éva, a Magyar Tudományos Akadémia Bölcsészettudományi Kutatóközpont Történettudományi Intézetének tudományos főmunkatársa
- Kovács Ferenc magyar bajnok labdarúgó, edző, a Magyar Labdarúgó Szövetség Utánpótlás Tanácsadó Testületének elnöke
- Lindner Ernőné pedagógus, gránit-diplomás testnevelő tanár, címzetes egyetemi tanár
- Lukácsy András, író, kritikus
- Marosi Ilona képzőművész
- Mikita János, nyugalmazott egyetemi docens, a Debreceni Egyetem Klinikai Központ Belgyógyászati Klinikájának munkatársa, az egyetem Közalkalmazotti Tanácsának volt elnöke
- Mohácsi László, a Rajkó Művészegyüttes prímása, a II. hegedű szólamvezetője
- Németh Zsuzsanna, táncművész, a Hagyományok Háza művészeti titkára, a Magyar Állami Népi Együttes örökös tagja
- P. Horváth László, író, drámaíró, költő
- Palotás József Sándor, a Kecskeméti Kodály Zoltán Ének-zenei Általános Iskola és Középiskola M. Bodon Pál Zeneiskolájának nyugalmazott tagintézmény-vezetője
- Papp István Gázsa, a Magyar Nemzeti Táncegyüttes zenekarvezető prímása
- Rónaszegi Miklós, ifjúsági regényíró
- Róth Miklósné, balettmester, a Berczik Sára Budai Táncklub táncpedagógusa
- Röck Samu torna-mesteredző, testnevelő tanár, a magyar női tornászválogatott korábbi edzője, a Magyar Tornasport Halhatatlanjai Klubjának tagja
- Rubovszky László, az Értelmi Sérülteket Szolgáló Társadalmi Szervezetek és Alapítványok Országos Szövetségének ügyvezető igazgatója
- Rudner Ervin, a szolnoki MÁV Kórház és Rendelőintézet főigazgató főorvosa
- Ruva Farkas Pál, költő, műfordító, újságíró, szociológus, a Nemzetközi Roma Unió alelnöke
- Sajtos József püspöki tanácsos, Törtel község plébánosa
- Salamon Beáta, a MÉTA magyar népzenei együttes zenekarvezetője, a Váci Bartók-Pikéthy Zeneművészeti Szakközépiskola és Zeneiskola tanára
- Sándor Ildikó, a Hagyományok Házának osztályvezetője
- Seregi Zoltán, a Békéscsabai Jókai Színház igazgató-helyettese
- Simon Gábor, a Fejér Megyei Szent György Egyetemi Oktató Kórház Újszülött, Csecsemő és Gyermek Osztályának osztályvezető főorvosa
- Szabó István, Munkácsy Mihály-díjas szobrászművész
- Szabó László gépészmérnök tanár, mérnök szakjogász, a Klebelsberg Intézményfenntartó Központ Nyírbátori Tankerületének igazgatója
- Szabó Tünde, olimpiai ezüstérmes úszó, a Magyar Úszó Szövetség főtitkára
- Székely-Gyökössy Szabolcs, az MMA Titkárság Gazdasági és Pénzügyi Főosztályának vezetője
- Szenczy Sándor baptista lelkész, misszionárius
- Szivák Judit, az Eötvös Loránd Tudományegyetem Pedagógiai és Pszichológiai Kar Neveléstudományi Intézetének egyetemi docense
- Szöllősi Zoltán, József Attila-díjas költő, műfordító
- Tarnay Györgyné Hedry Mária, a Klebelsberg Kultúrkúria művészeti vezetője
- Tóbiás Klára szobrász- és tűzzománc művész
- Tolnai András, előadóművész, a 100 Tagú Cigányzenekar énekese
- Tuzson-Berczeli Péter, festőművész
- Vajda Sándor, egyesületi elnök
- Váradi Zoltán, a Magyar Állami Népi Együttes tagja
- Varga Kálmánné, a gyöngyösi Kolping Katolikus Szakiskola és Speciális Szakiskola igazgatója
- Varga Pál, a Budapesti Műszaki és Gazdaságtudományi Egyetem Villamosmérnöki és Informatikai Kar Távközlési és Médiainformatikai Tanszékének egyetemi docense
- Varga Zsuzsanna, a Szegedi Tudományegyetem Elméleti Fizikai Tanszékének egyetemi docense
- Vastag Kornélia, osztályvezető
- Venekei Marianna, Harangozó Gyula-díjas balettmester, a Magyar Nemzeti Balett vezető balettmestere
- Völgyesi Gyula, Kozármisleny város polgármestere

Ugyancsak augusztus 20-a alkalmából kapták kézhez a kitüntetést:
- Bácsi Magdolna brácsaművész
- Borbély Olga, a Manitobai Magyar Kulturális Egyesület alapító tagja, a winnipegi Magyar Rádió szerkesztő- bemondója és a Magyar Ház Híradó szerkesztője, a winnipegi Szent István Magyar Ház alapítója és vezetőségi tagja
- Claude Castiau, a Cathédrale Saints Michel et Gudule de Bruxelles esperese
- Györgydeák Lajos nyugalmazott lelkész
- Hegedűs Ferenc, az INTER DOMO SRL műszaki áruházlánc tulajdonosa, önkormányzati tanácsos
- Ilijana Ljubenova Szopkova műfordító
- Kenessey Csaba író, a Svájci Magyar Egyesületek Szövetségének volt alelnöke
- Luky János helytörténet-kutató, nyugalmazott postai alkalmazott
- Malcolm Bilson zongora- és fortepiano-művész, zenepedagógus, zenetudós, az ithacai Cornell University Department of Music professor emeritusa
- Markku Antero Niemi, a finn Magyarbarátok Körének volt elnöke, a Finnair nyugalmazott forgalomirányítási igazgatója
- Martin Vaszilev Hrisztov műfordító, a szófiai Ergo Könyvkiadó ügyvezető igazgatója
- Paul Kárpáti műfordító, szerkesztő, hungarológus
- Szvorák Zsuzsa, a füleki Magyar Tannyelvű Gimnázium tanára
- Török Tamás, a San Diegó-i Magyar Ház vezetőségének volt tagja.

### 2014
Polgári tagozat
- Ágoston-Vas Ottilia, a Magyar Táncművészeti Főiskola Nádasi Ferenc Gimnázium igazgatóhelyettese
- Anda Lászlóné, pénzügyi szakértő
- Asbóth Anikó, a Debreceni Vojtina Bábszínház igazgatója
- Aszódi Klára, nyugalmazott óvodapedagógus
- Ba Éva, a kecskeméti Katona József Színház súgója
- Balogh Elekné, a Budapest XVIII. kerületi Vörösmarty Mihály Ének-zenei Nyelvi Általános Iskola és Gimnázium igazgatóhelyettese
- Bánáti István, a Bethlen Gábor Általános Iskola és Újreál Gimnázium igazgatója
- Béni Mihály, a Szabolcs-Coop Zrt. elnök-vezérigazgatója
- Bognár József, Úrhida polgármestere
- Boross Marietta, nyugalmazott néprajzkutató, muzeológus
- Czinder Péter, a Gyöngyösi Berze Nagy János Gimnázium igazgatója
- Csepeli Zsuzsanna, az Óbudai Sport és Szabadidő Nonprofit Kft. ügyvezető igazgatója
- Dánielfy Zsolt István, a Debreceni Csokonai Színház színművésze
- Donáth Péter, az MTA doktora, az ELTE Tanító és Óvóképző Kar professor emeritusa
- Draskóczy László, a Református Egyház Énekeskönyvi Bizottságának tagja, nyugalmazott pedagógus
- Fényes György, magyarnóta-énekes
- Fretyánné Kozma Éva, a Gazdagrét-Törökugrató Általános Iskola vezetője
- G. Komoróczy Emőke, irodalomtörténész, esszéista
- Gazdikné Kasa Csilla, az Ady Endre Általános Iskola (Gyál) igazgatója
- Gréczi István, a Katona József Színház szabótárvezetője
- Gyulai Ivánné /Zsidró Judit/, az Óbudai Platán Könyvtár igazgatója
- Hajdu Gyula a Veres Péter Gimnázium testnevelő tanára
- Halmágyi Pál, a makói József Attila Múzeum nyugalmazott igazgatója
- Halminé Mikó Erzsébet, a Letenyei Andrássy Gyula Általános Iskola tanára
- Heincz László képmérnök, világosító [48]
- Herkules János András a Reneszánsz Zrt. kőfaragója
- Hoffmann József szállodaigazgató, a Hotel Ózon Kft. tulajdonosa
- Horváth István Sándor, a Zalalövői Római Katolikus Plébánia plébánosa
- Horváthné Pados Zsuzsanna, a Nemzeti Adó- és Vámhivatal Központi Hivatal Belső Ellenőrzési főosztályvezetője
- Huber Éva, a NAV főigazgatója
- Ivanics János, a Linamar Hungary Zrt. vezérigazgatója
- Jóri József, a Szegedi Tudományegyetem Általános Orvostudományi Kar egyetemi tanára
- Kardosné Gyurkó Katalin, Nagycsaládosok Országos Egyesülete főtitkára
- Komlósi Hajnalka /Bárdos Jenőné Komlósi Hajnalka/, Napfény Otthon Kiemelten Közhasznú Alapítvány orvos-igazgatója
- Kónya Csaba, a Béres Gyógyszergyár Zrt. orvosigazgatója
- Kopjári István Attila, a Debreceni Egyetem Kossuth Lajos Gyakorló Általános Iskolájának tanára
- Kovács Melinda, az MTA levelező tagja, a Kaposvári Egyetem Agrár- és Környezettudományi Kar tszv. egyetemi tanára, az Állattenyésztési Tudományok Doktori Iskolájának vezetője
- Krahulecz Erzsébet az Ernst&Young regionális igazgatója
- Laczkó Zoltán, a Nógrád Megyei Kormányhivatal Szociális és Gyámhivatal gyámügyi ügyintézője, jogtanácsos
- Leányfalusi Károly, nyugalmazott numizmatikus
- Lehoczky János, kovács-iparművész
- Loór Veronika a Budapest III. kerületi Zipernowsky Károly Általános Iskola tanítója
- Losonczy László, MLSZ – Bács-Kiskun-Megyei Igazgatóság vezetője
- Andrzej Franciszek Ługowski, az ABW Agrocentrum igazgatója[49]
- Maczó János újságíró
- Máthé György, a szolnoki Belvárosi Római Katolikus Plébánia plébánosa
- Mersich Mátyás, a Hétforrás Zrt. vezérigazgatója a Co-op Hungary Zrt. igazgatósági tagja
- Mészáros Lászlóné /Dobos Ilona/, a Weiner Leó Zeneiskola és Zenei alapfokú Művészeti Iskola és Zeneművészeti Szakközépiskola igazgatója
- Mihalina László Mihály, a Mezőtúri Református Kollégium, Gimnázium, Szakközépiskola, Általános Iskola és Óvoda főigazgatója
- Nádorné Makai Éva, az IMS Budapest Kft ügyvezető igazgatója
- Nagy Ferenc, a Móra Ferenc Gimnázium (Kiskunfélegyháza) testnevelő tanára
- Nagy Ferenc, a Széchenyi Zsigmond Kárpát-medencei Magyar Vadászati Múzeum Beruházó Nonprofit Közhasznú Kft. ügyvezető igazgatója
- Nagy Kálmán, a József Attila Középiskolai Kollégium (Székesfehérvár) igazgatója
- Nagy László (1934–2014), a Tatabánya-Bánhidai Szent Mihály Római Katolikus Plébánia plébánosa, címzetes prépost
- Nilsson Gyöngyvér, Tanárképző Főiskola Mölndal, okleveles középiskolai tanár, főiskolai tanársegéd
- ifj. Ökrös Tibor, előadóművész, prímás
- Palánczné Németh Zsuzsanna, az Újbudai Speciális Szakiskola igazgatója
- Pál Katalin, a Podmaniczky Alapfokú Művészetoktatási Intézmény tanára
- Peti József, a Csurgó-Székelykeresztúr Alapítvány kuratóriumi elnöke
- Petrovics Sándor egyéni vállalkozó, autóvillamossági szerelő, a Tóth Ilonka Szülőhazáért Alapítvány elnöke
- Peykovska Penka, történész, a Bolgár Tudományos Akadémia Történettudományi Intézetének tudományos főmunkatársa
- Prőhléné Hehl Éva, a Teleki Blanka Általános Iskola igazgatója
- Robert Lascelle Ellison Rodgers, nyugalmazott teológia professzor
- Sándor Endréné, református lelkipásztor
- Sára Ferenc, koreográfus, néptánc- és népzenekutató
- Seidl Gábor Sándor, a Francia Műszaki és Tudományos Tájékoztatási Központ nyugalmazott igazgatója
- Szabó Jánosné, a Mozgássérültek Budapesti Egyesülete Angyalföldi csoportjának elnöke
- Szabóné Molnár Anna, az ELTE Pedagógiai és Pszichológiai Kar Neveléstudományi Intézet nyugalmazott egyetemi docense
- Szarvas József Jászai Mari-díjas magyar színész, érdemes és kiváló művész[50]
- Székely-Gyökössy Szabolcs, az MMA Titkárság Gazdasági és Pénzügyi Főosztályának vezetője
- Szekó József politikus
- Széles Dezsőné, a debreceni Vörösmarty Mihály Általános Iskola és Alapfokú Művészeti Iskola intézményvezetője
- Szénási József a Reneszánsz Zrt. kőfaragó igazgatója
- Szűcs Edit, a Debreceni Egyetem Műszaki Karának tanszékvezető főiskolai tanára
- Terék József, népzenész, zeneszerző, a Földváry Miklós Alapfokú Művészetoktatási Intézmény tanára
- Tolnai Ferenc önkéntes televíziós munkatárs [48]
- Vágó János, művésztanár, karmester, kürtművész, a Péczely Attila Alapfokú Művészetoktatási Intézmény igazgatója
- Valaczkai Erzsébet, tanár, festőművész
- Várhelyi Krisztina, nyugalmazott közgazdász
- Varjasné Kovács Edit, a Mozgásjavító Általános Iskola, Szakközépiskola, Egységes Gyógypedagógiai Módszertani Intézet és Diákotthon úszóedzője
- Vincze Balázs, a Pécsi Nemzeti Színház / Pécsi Balett tagozatvezető-igazgatója, magántáncos
- Zanáné Haleczky Katalin, az Óbudai Családi Tanácsadó és Gyermekvédelmi Központ vezetője
- Zöld Anikó, festőművész

Katonai tagozat
- Erdős István, tűzoltó ezredes

### 2013
Polgári tagozat
- Bak Sándor igazgató
- Balassa László nyugalmazott építész, műemlékes szakmérnök, területi felügyelő
- Bank Barbara történész, levéltáros
- Baranyi Tamás Péter csoportvezető
- Bárdos István elnök
- Bicskei Zoltán igazgató
- Bordás Andrásné intézményvezető
- Borsos János tartományfőnök, nyugalmazott plébános
- Bóné László nyugalmazott hatósági állatorvos
- Peter Karl F. Buresch, az Osztrák–Magyar Társaság tagja[55]
- Burián László esperes, plébános
- Cseke Sándor újságíró, az Európai Vadászújságírók Szövetsége alapító elnöke, a Magyar Vadászlap kiadó–főszerkesztője
- Czikk László nyugalmazott ügyvezető igazgató
- Debreczeni Sándor késes népi iparművész
- Dömsödy Péter tisztifőorvos
- Dulka Andor történelemtanár
- Duncsák Attila festőművész
- Endrődi Gábor intézményvezető
- F. Tóth András Tibor ügyvezető igazgató
- Faragóné Bircsák Márta gyógypedagógus, iskolaigazgató
- Fazekas László iskolaigazgató
- Fazekas Magdolna festőművész
- Frivaldszky Edit elnök
- Gabri Rudolf igazgató
- Gallóné Nagy Judit főosztályvezető
- Gerendely Béla tanár
- Gombos Sándor kamarai elnök, egyetemi docens
- Igor Graus[56]
- Gubicz Pál nyugalmazott városi főállatorvos
- Gundel Takács Gábor műsorvezető-szerkesztő
- Gyetvai Anna Zsuzsanna igazgató
- Hajós Márton érsekségi ügyintéző
- Hegedűs Jenő, a matematikai tudomány kandidátusa, egyetemi docens
- id. Hegyeshalmi László galériaalapító, vezető
- Herencsár Viktória cimbalomművész, zenetanár
- Homolay Károly iskolaigazgató
- Hornyák Sándor, nyugalmazott önkormányzati képviselő, nyugalmazott polgármester
- Horváth Gábor iskolaigazgató
- Horváthné Sélley Erzsébet főállatorvos
- Irsay-Nagy Dénes ügyvezető igazgató
- Ivaskovics József zenetanár, zeneszerző, presbiter, gyülekezeti kórus karvezető
- Jaczkó György parókus
- Jéger Károly Ferenc nyugalmazott pápai prelátus
- Jójárt László Attila nyugalmazott helyettes államtitkár
- Joseph Kádár festő-, grafikus- és szobrászművész, művészeti író
- Karlócai Jánosné nyugalmazott óvodavezető
- Károly Róbert karmester, zeneszerző, óraadó oktató
- Kégl Tamás állatorvos, egyetemi docens[57]
- Kemenes Gábor plébános, börtönpasztorátor
- Király Zsolt egyetemi adjunktus
- Kis Barnabás fejlesztési igazgató
- Kis Irén néprajzkutató, kulturális felügyelő, nyugalmazott könyvtárigazgató
- Kiss Anita jegyző
- Kiss Imre edző
- Klebercz Gábor grafikusművész
- Koczka Károly Attila hivatalvezető
- Kothencz János gyermek- és ifjúságvédelmi főigazgató
- Kovácsevity Anna, a Horvátországi Magyar Oktatási és Művelődési Központ magyar tanára, a Horvátországi Magyar Pedagógusok Fórumának alapító tagja, alelnöke[55]
- Kovács Károly ügyvezető igazgató
- Kovács Kolosné nyugalmazott címzetes igazgató
- Kovácsné Németh Klára főosztályvezető
- Körtvélyes Éva újságíró
- Kulcsár Ferenc költő
- Liechtenstein-Zábrák József osztályvezető főorvos
- Molnár Ilona igazgatóhelyettes
- Molnár Tamás nyugalmazott osztályvezető, címzetes egyetemi docens
- Moritz László szerkesztő
- Müller Istvánné intézményvezető
- Nagy Gusztáv nyelvtanár
- Nagy István PhD, tanszékvezető egyetemi docens
- Nagyné Bitter Ilona iskolaigazgató
- Nagy Róbertné parlamenti titkár
- Nedeczky Árpád főállatorvos
- Nemes Andrásné kuratóriumi elnök
- Németh János edző, utánpótlás-vezető
- Németh Lajos tanszékvezető egyetemi mestertanár
- Németh Sándor József képzésért felelős vezető
- Pálinkás Tibor régész, múzeum- és galériaigazgató
- Pappné Gyulai Katalin tankerület-igazgató
- Pechan Rudolf nyugalmazott hangmérnök, koncertmester
- Petrás János basszusgitáros, énekes, zeneszerző, dalszövegíró
- Póczik István családi gazdálkodó
- Popovics Béla tanár
- Popovics Pál tanár
- Rácz Antal citeraművész, háziorvos
- Róka István magánénekes
- Ruttkay Miklián Gyula Ybl-díjas építész, nyugalmazott főépítész
- Sárdi Mihály ügyvezető igazgató
- Sebestyén Gyula kabinetvezető
- Simon Attila vezérigazgató, egyetemi docens
- Simon Ferenc Munkácsy Mihály-díjas szobrászművész
- Szabó Erika könyvtári főtanácsadó
- Szabó János táncház- és művészeti vezető
- Szentimrey Tamás meteorológiai fejlesztő
- Szepes Lászlóné művészettörténész, nyugalmazott képzőművészeti főtanácsos
- Szigeti Csaba golfedző
- Szilágyi György igazgató
- Tarján Mária könyvtárvezető
- Tárnoki Erzsébet intézményvezető
- Téglás László iskolaigazgató, tanár
- Thiesz József egyesületi elnök
- Tolnai Péter önkormányzati munkatárs, térségi tanácsnok
- Tóth István gyűjteményvezető
- Tóth Kálmán, a ludasszállási kápolna felújítója
- Török László ügyvezető igazgató
- Tringer László golfedző
- Ungvölgyi János András igazgató
- Vareckij Valentin Szergejevics színművész, rendező
- Varga Erna, a Horvátországi Magyar Oktatási és Művelődési Központ és a Horvát Oktatási és Nevelési Intézet magyar kisebbségi oktatásért felelős tanügyi tanácsosa[55]
- Varga Tibor PhD, tudományos főmunkatárs
- Vas Lajos számvevő
- Veréb László bányafelügyeleti főmérnök
- Virágvölgyi Márta zenetanár
- Voigt Erzsébet, a mezőgazdasági tudomány kandidátusa, tudományos tanácsadó
- Vörös Miklós önkormányzati kabinetvezető
- Wéber Attila Péterné intézményvezető
- Zjuszko Vitalij Alekszandrovics igazgató, főszerkesztő
- Catalina Zólyomi koreográfus, tanár, rovatvezető, társszerkesztő
- Zsigmond Richárd földművelésügyi igazgató

Katonai tagozat
- Gyenei Zoltán rendőr alezredes

### 2012
Polgári tagozat
- Avar Gáborné pedagógus, a budapesti Sylvester János Protestáns Gimnázium igazgató-helyettese (KIM, márc. 15.)
- Bakos János halbiológus, a Halászati és Öntözési Kutatóintézet nyugalmazott tudományos főmunkatársa (VM, aug. 20.)
- Balogh Erika színművésznő
- Bitay Zoltán állatorvos, a Bábolna Rt. nyugalmazott igazgató-főállatorvosa (VM, márc. 15.)
- Bordás Imre, az Országos Kémiai Biztonsági Intézet főosztályvezetője (NEFMI, márc. 15.)
- Cár Anna pedagógus, a Dobronaki Magyar Önkormányzati Nemzeti Közösség elnöke (KIM, márc. 15.)
- Csere István pedagógus, a Máriaremete-Hidegkúti Ökumenikus Általános Iskola igazgatójá (NEFMI, márc. 15.)
- Écsy Gábor római katolikus pap, a budapesti XI. kerületi Magyar Szentek Plébánia plébánosa, a Katolikus Karitasz igazgatója (KIM, márc. 15.)
- Edöcsény András villamosmérnök, Nagymaros város volt polgármestere, (KIM, aug.20.)[58][59]
- Erdélyszky Zsigmondné nyugalmazott pedagógus (NEFMI, márc. 15.)
- Frajna Miklós pedagógus, az aszódi Petőfi Sándor Gimnázium, Gépészeti Szakközépiskola és Kollégium nyugalmazott igazgatója (NEFMI, márc. 15.)
- Fuxreiter Margit, a Debreceni Egyetem Orvos- és Egészségtudományi Centrum Stratégiai Igazgatóság igazgató-helyettese (NEFMI, márc. 15.)
- Gábor Miklós, a Katolikus Ifjúsági Mozgalom elnöke (KIM, márc. 15.)
- Gere György pedagógus, a Pannonia Sacra Katolikus Általános Iskola nyugalmazott igazgatója (KIM, márc. 15.)
- Giber Vilmos pedagógus, a kaposvári Klebelsberg Középiskolai Kollégium igazgatója (BM, aug. 20.)
- Gönczy Sándor közoktatási szakember, a Kárpátaljai Magyar Kulturális Szövetség Eszenyi Alapszervezetének elnöke (Ungvár, márc. 15.)
- Piotr Guział, Varsó Ursynów kerületének polgármestere[60]
- Gyene István, a Budapesti Gazdasági Főiskola tanára (NEFMI, márc. 15.)
- Harangi Ferenc András orvos, a szekszárdi Balassa János Kórház osztályvezető főorvosa (NEFMI, márc. 15.)
- Hartmann József pedagógus, az oroszlányi Ságvári Endre Általános Iskola igazgatója (NEFMI, márc. 15.)
- Horkay Sámuel pedagógus, a beregszászi II. Rákóczi Ferenc Kárpátaljai Magyar Főiskola tanára (Ungvár, márc. 15.)
- Hornyánszkyné Becht Erika zenetanár, a Budapest II. kerületi Járdányi Pál Zeneiskola zongoratanára (NEFMI, márc. 15.)
- Horváth Béla vízépítő mérnök, a Közép-Tisza-vidéki Vízügyi Igazgatóság műszaki igazgató-helyettese (BM, aug. 20.)
- Horváth Péter Kornélné, a Budai Klub Galéria igazgatója (KIM, márc. 15.)
- Juhász József pedagógus, a debreceni Váci Mihály Középiskolai Kollégium nyugalmazott igazgatója
- Juhász Zoltán népzenegyűjtő, a Liszt Ferenc Zeneművészeti Egyetem és az Óbudai Népzenei Iskola tanára (VM, márc. 15.)
- Káldy János növényvédelmi szakember, a Vas Megyei Mezőgazdasági Szakigazgatási Hivatal Növény- és Talajvédelmi Igazgatóságának nyugalmazott igazgatója (VM, márc. 15.)
- Karamán József agrokémikus, a Zala Megyei Kormányhivatal Növény- és Talajvédelmi Igazgatóság nyugalmazott igazgatója (VM, márc. 15.)
- Kása Béla fotográfus[61]
- Kerekesné Steindl Zsuzsanna köztisztviselő, a Vidékfejlesztési Minisztérium Vízgyűjtő-gazdálkodási és Vízvédelmi Főosztály főosztályvezető-helyettese (VM, márc. 15.)
- Kiss Albert, a Zalabéri Általános Iskola és Alapfokú Művészetoktatási Intézmény, Óvoda igazgatója (NEFMI, márc. 15.)
- Kószó Péter csecsemő- és gyerekgyógyász, Hódmezővásárhely Megyei Jogú Város alpolgármestere (KIM, márc. 15.)
- Kovács Csaba hajózási szakember, a Rádiós Segélyhívó és Infokommunikációs Országos Egyesület vezérigazgatója (NFM, márc. 15.)
- Kovács Tibor pedagógus, a Budapest XV. kerületi Károly Róbert Általános Iskola igazgatója (NEFMI, márc. 15.)
- Laurinyecz Mihály római katolikus pap, orosházi plébános (KIM, márc. 15.)
- Madarassy István ötvös- és szobrászművész (NEFMI, márc. 15.)
- Maulné Tóth Csilla Klára köztisztviselő, Pécs Megyei Jogú Város Polgármesteri Hivatala humánpolitikai főosztályvezetője (BM, aug. 20.)
- Milován Jolán, a Nagyszőlősi Járási Tanács Kárpátaljai Magyar Kulturális Szövetség Ukrajnai Magyar Párt frakciójának vezetője (Ungvár, márc. 15.)
- Molnár Béla József római katolikus pap, a Pestújhelyi Keresztelő Szent János Plébánia plébánosa (KIM, márc. 15.)
- Nagy Györgyné pedagógus, a szolnoki Tiszaparti Római Katolikus Általános Iskola és Gimnázium igazgatója (NEFMI, márc. 15.)
- Nagy Irma rendvédelmi tisztviselő, a Belügyminisztérium Országos Katasztrófavédelmi Főigazgatóság titkárságvezetője (BM, aug. 20.)
- Władysław Nagórny, a Gdański Magyar-Lengyel Baráti Társaság elnöke, Gdańsk Város Önkormányzatának főosztályvezetője[62]
- Orendi Mihály, a Debreceni Sportcentrum Kiemelkedően Közhasznú Nonprofit Kft. ügyvezető igazgatója (NEFMI, márc. 15.)
- Perlaki Róbert díszlettervező, a Veszprémi Petőfi Színház szcenikusa (KIM, márc. 15.)
- Radics Jenőné ny. tanár, a Magyar Média- és Információs Központ Irodalmi Bizottság vezetőjének (Bécs, Magyar Nagykövetség)[63]
- Ribár János evangélikus lelkész, az Orosházi Evangélikus Egyházközösség igazgató-lelkésze (KIM, márc. 15.)
- Schnaider Lászlóné, az Osztrák–Magyar Tudományos és Oktatási Akcióprogram Alapítvány ügyvezető igazgatója (NEFMI, márc. 15.)
- Schütz Nándor agrárdiplomata, a Vidékfejlesztési Minisztérium nyugalmazott szakmai főtanácsadója (VM, márc. 15.)
- Sirkó László színművész, a kecskeméti Katona József Színház társulatának tagja (KIM, márc. 15.)
- Szabó Gyula pedagógus, a debreceni Epreskerti Általános Iskola igazgatója (NEFMI, márc. 15.)
- Szervánszky József László cukrász, a soltvadkerti Szent Korona Cukrászda tulajdonosa (VM, márc. 15.)
- Szörényi Zoltán pedagógus, a keszthelyi Vajda János Gimnázium igazgatója (NEFMI, márc. 15.)
- Tar Károlyné, a Debreceni Művelődési Központ igazgatója (NEFMI, márc. 15.)
- Vámosi Oszkár hulladékgazdálkodási szakember, az Országos Hulladékgazdálkodási Ügynökség Nonprofit Kft. ügyvezetője (VM, márc. 15.)
- Varga József hulladékgazdálkodási szakember, az IMSYS Mérnöki Szolgáltató Kft. ügyvezetője (VM, márc. 15.)

Katonai tagozat
- Hegedűs Zsolt Béla, büntetés-végrehajtási alezredes, a Szegedi Fegyház és Börtön osztályvezetője (BM, aug. 20.)[64]

- Birtalan Judit karnagy
- Bogó Ágnes ügyvezető igazgató
- Bokor László Lajos iskolaigazgató
- B. Szűcs Istvánné nyugalmazott pedagógus, néptáncegyüttes alapító, művészeti vezető
- Csiszár Ákos lelkipásztor, tiszteletbeli esperes
- Doór Róbert nagybőgőművész, óraadó tanár
- Ember Sándor iskolaigazgató
- Ertl Pálné nyugalmazott pedagógus
- Garai György iskola- és óvodaigazgató
- Gaskó Béla főmuzeológus, természettudományi osztályvezető
- Gazda István esperes
- Göőz István Ignác iskolaigazgató
- Janaki Stanislavov Hadijev osztályvezető főorvos
- Kádár Zoltán nyugalmazott osztályvezető szülész főorvos
- Klein Imre nyugalmazott iskolaigazgató
- Klieber József címzetes apát
- Lázár Tibor iskolaigazgató
- Leányfalusi Vilmos orgonaművész, karnagy, kanonok
- Legeza László egyetemi docens
- Lukács József népzenegyűjtő, zenész, üzletember
- Molnár Istvánné iskolaigazgató
- ifj. Palcsó Sándor
- Patakiné Barkóczy Ildikó gyógypedagógus, iskolaigazgató
- Peleiné Vesza Judit nyugalmazott iskolaigazgató
- Petróczi Gábor iskolaigazgató
- Pintér Antal érsebész, műtővezető főorvos
- Rainer Ferencné iskolaigazgató
- Richter Flórián cirkuszművész, lovasakrobata
- Szilasi Alex zongoraművész, tanársegéd
- Szilágyi Sándor osztályvezető főorvos
- Takács Tamás lelkész
- Varga János plébános, főesperes
- Varga László plébános
- Vargáné Csigás Erzsébet gyógypedagógus, intézményegység-vezető
- Vértesaljai László jezsuita szerzetes

### 2011
Polgári tagozat
- Bakos Piroska, az EU elnökség magyarországi szóvivője[65]
- Csonka Péter, az Európai Bizottság Igazságügyi Főigazgatóság tanácsadója[66]
- Czombos Tamás, a Közigazgatási és Igazságügyi Minisztérium EU Jogi Főosztály vezetője[66]
- Farkas Edit Erzsébet Kaposvár Megyei Jogú Város Polgármesteri Hivatala aljegyzője[67]
- Galabáts Zoltán, vízépítő mérnök, a Körös-vidéki Környezetvédelmi és Vízügyi Igazgatóság műszaki igazgató-helyettes főmérnöke[68]
- Garai Borbála, a Magyar Köztársaság Európai Unió brüsszeli Állandó Képviselete igazságügyi szakdiplomatája[66]
- Görömbei Sára Borbála, a Közigazgatási és Igazságügyi Minisztérium kormány-főtanácsadója[66]
- Györfi Sándor szobrászművész
- Hajdu Márton, az EU elnökség brüsszeli társszóvivője[65]
- Herkely György Endre Mezőkövesd Város nyugalmazott polgármestere[67]
- Hodobay-Böröcz András, földmérő mérnök, a Vidékfejlesztési Minisztérium nyugalmazott osztályvezetője, a Geodézia és Kartográfia c. folyóirat szerkesztője[68]
- Huszár János nyugalmazott pedagógus, helytörténész[67]
- Izsák Gyula agrármérnök, a Tolna Megyei Kormányhivatal nyugalmazott osztályvezetője[68]
- Jeney Petra, a Közigazgatási és Igazságügyi Minisztérium Igazságügyi Együttműködési és Nemzetközi Magánjogi Főosztály vezetője[66]
- Kertész Ágnes, a Magyar Köztársaság Európai Unió brüsszeli Állandó Képviselete I. titkára, a Jogi Szolgálat vezetője[66]
- Klebercz Nóra, a Közigazgatási és Igazságügyi Minisztérium Igazságügyi Együttműködési és Nemzetközi Magánjogi Főosztály jogi szakreferense[66]
- Lackovits Emőke néprajzkutató, muzeológus
- Magyariné Nagy Edit, a Belügyminisztérium szabályozási és koordinációs helyettes államtitkára[67]
- Markovits Ferenc szájsebész, a Studio Medico Dentistico di Ferenc vezetője[69]
- Mátrai Zsuzsanna, a Magyar Köztársaság Európai Unió brüsszeli Állandó Képviselete bővítésért felelős szakdiplomatája[65]
- Polner Gergely, az EU elnökség brüsszeli társszóvivője[65]
- Kamran Hasanov Ralfried-ogli, az Azerbajdzsáni Elnöki Apparátus egészségügyi főtanácsadója[70]
- Podmaniczky Gábor, agrármérnök, a Hajdú-Bihar Megyei Kormányhivatal Növény- és Talajvédelmi Igazgatósága igazgatója[68]
- Rácz Károly, agrármérnök, a Magyartarka Tenyésztők Egyesülete elnöke[68]
- Rózsa György, az 56-os Szövetség Országos Etikai Bizottsága elnöke[71]
- Stelbaczky Tibor, a Magyar Köztársaság Európai Unió brüsszeli Állandó Képviselete szakdiplomatája, Mertens-diplomata[65]
- Styop Ferencné, az 56-os Szövetség országos alelnöke[71]
- Székely Kornél[71]
- Széll Endre agrármérnök, a Gabonakutató Nonprofit Közhasznú Kft. nyugalmazott tudományos osztályvezetője[68]
- Szirányi Pál, a Magyar Köztársaság Európai Unió brüsszeli Állandó Képviselete II. titkára, igazságügyi tanácsos[66]
- Szlovák Sándor nyugalmazott középiskolai tanár[67]
- id. Szobi Géza sakk- és pékmester[71]
- Szőcs Tibor, a Közigazgatási és Igazságügyi Minisztérium Igazságügyi Együttműködési és Nemzetközi Magánjogi Főosztály jogi szakreferense, szakmai főtanácsadója[66]
- D. Szűcs Lászlóné, a Politikai Foglyok Országos Szövetsége 56-os Tagozat és Pest Megyei irodavezetője[71]
- Tarján Gábor, a történelemtudomány kandidátusa, a Rendőrtiszti Főiskola főiskolai docense[67]
- Tarpataki Tamás, a Magyar Köztársaság Európai Unió brüsszeli Állandó Képviselete szakdiplomatája, a Külső és Belső Halászati Munkacsoport vezetője[72]
- Torda Eszter, a Külügyminisztérium miniszteri főtanácsadója[65]
- Tóth József nyugalmazott belgyógyász szakorvos[73]
- Tóth Sándor, a Magyar Honvédség Összhaderőnemi Parancsnokság Összhaderőnemi Tervezési és Koordinációs Főnökség főelőadója[74]
- Varga Antal, az Országos takarékszövetkezeti Szövetség ügyvezetője[75]
- Varga Julianna, a Vállalkozók és Munkáltatók Országos Szövetsége nemzetközi és oktatási igazgatója[75]
- Vass Ferencné, a Büntetés-végrehajtási Szervezet Továbbképzési és Rehabilitációs Központja igazgató-helyettese[67]
- Zahora Mihály, az 56-os Szövetség Budapest V. kerületi elnöke[71]
- Zalai Csaba, a Magyar Köztársaság Európai Unió brüsszeli Állandó Képviselete szakdiplomatája, Antici-diplomata[65]
- Zsarnóci Csaba, a Nemzetgazdasági Minisztérium Közszolgáltatási, Közüzemi Költségvetési Főosztály referense, az ECOFIN csoport vezetője[76]

Katonai tagozat
- Andor László rendőr alezredes, a Körmendi Rendészeti Szakközépiskola titkárságvezetője[67]
- Bajkán Ibolya Katalin rendőr alezredes, a Készenléti Rendőrség Ellenőrzési Szolgálat szolgálatvezetője[67]
- Csanádiné Vörös Judit rendőr alezredes, a Nemzeti Nyomozó Iroda Általános és Gazdasági Szervek, Gazdaságvédelmi Főosztály Gazdasági Bűnözés Elleni Osztály osztályvezetője[67]
- Góra Zoltán tűzoltó ezredes, a Baranya Megyei Katasztrófavédelmi Igazgatóság igazgatója[67]
- Kalapos István Gyula rendőr alezredes, a Borsod-Abaúj-Zemplén Megyei Rendőr-főkapitányság Tiszaújvárosi Rendőrkapitányság vezetője[67]
- Kiss Ferenc rendőr alezredes, az Országos Rendőr-főkapitányság Köztársasági Őrezred Személyvédelmi Főosztály, Személy- és Rendezvénybiztosító Szolgálat főosztályvezető-helyettese[67]
- Klamár István nyugalmazott rendőr ezredes, a Tolna Megyei Rendőr-főkapitányság Hivatala hivatalvezetője[67]
- Kovács Endre nyugalmazott rendőr alezredes, a Vas Megyei Rendőr-főkapitányság nyugalmazott főosztályvezetője[67]
- Kovács Ferenc tűzoltó ezredes, a Hajdú-Bihar Megyei Katasztrófavédelmi Igazgatóság igazgatója[67]
- Kovács István rendőr ezredes, az Országos Rendőr-főkapitányság Gazdasági Főigazgatóság Közgazdasági Főosztály főosztályvezetője[67]
- Pál István ezredes, a Honvédelmi Minisztérium Közgazdasági és Pénzügyi Hivatal Vezérigazgatóság vezérigazgató-helyettese[74]
- Papp Antal Zoltán nyugalmazott polgári védelmi alezredes, a Belügyminisztérium Országos Katasztrófavédelmi Főigazgatóság Hivatala Igazgatási Főosztály főosztályvezetője[67]
- Rácz Mihály alezredes, a Magyar Honvédség 5. Bocskai István Lövészdandár Vezető szervek, Személyügyi Főnökség személyügyi főnöke[74]
- Takács Árpád polgári védelmi ezredes, a Békés Megyei Katasztrófavédelmi Igazgatóság igazgatója[67]

2011. október 23.
- Csonka Péter, az Európai Bizottság Igazságügyi Főigazgatóság tanácsadója
- Czombos Tamás, a Közigazgatási és Igazságügyi Minisztérium EU Jogi Főosztály vezetője
- Garai Borbála, a Magyar Köztársaság Európai Unió brüsszeli Állandó Képviselete igazságügyi szakdiplomatája
- Görömbei Sára Borbála, a Közigazgatási és Igazságügyi Minisztérium kormány-főtanácsadója
- Jeney Petra, a Közigazgatási és Igazságügyi Minisztérium Igazságügyi Együttműködési és Nemzetközi Magánjogi Főosztály vezetője
- Kertész Ágnes, a Magyar Köztársaság Európai Unió brüsszeli Állandó Képviselete I. titkárának, a Jogi Szolgálat vezetője
- Klebercz Nóra, a Közigazgatási és Igazságügyi Minisztérium Igazságügyi Együttműködési és Nemzetközi Magánjogi Főosztály jogi szakreferense
- Szirányi Pál, a Magyar Köztársaság Európai Unió brüsszeli Állandó Képviselete II. titkára, igazságügyi tanácsos
- Szőcs Tibor, a Közigazgatási és Igazságügyi Minisztérium Igazságügyi Együttműködési és Nemzetközi Magánjogi Főosztály jogi szakreferense, szakmai főtanácsadó[78]
- Tarpataki Tamás, a Magyar Köztársaság Európai Unió brüsszeli Állandó Képviselete mezőgazdasági szakdiplomatája

2011. augusztus 20.
- Bolvári-Takács Gábor, a Magyar Táncművészeti Főiskola főiskolai tanára
- Doór Ferenc festőművész
- Hambalkó Edit zongoraművész
- Homoki Nándorné Grozdits Zsuzsanna, a Zuglói Nevelési Tanácsadó gyermekpszichológusa
- Hullan Zsuzsa, a Vígszínház színművésze
- Jánky Miklós István, a Videoton volt utánpótlásedzője, nyugalmazott testnevelő tanár
- Kiss Lajos, az egri Agria Film Kft. nyugalmazott ügyvezető igazgatója
- Kopeczky Lajos okleveles építészmérnök, az MTV nyugalmazott főmunkatársa, az Orgonaszó Veresegyház Kiemelten Közhasznú Kulturális Alapítvány elnöke, Erdőkertes alpolgármestere
- Krisztiáni István, a Vígszínház szcenikusa
- Paor Lilla főszerkesztő, műsorvezető, előadóművész
- Péterné Ható Márta, a Nemzeti Erőforrás Minisztérium nyugalmazott kormánytisztviselője
- Sinka Brigitta sakkmester
- Szalai Imre, a tatabányai Kereskedelmi, Vendéglátó- és Idegenforgalmi Szakközép- és Szakiskola igazgatója
- Szikszay András edző
- Cs. Tóth János, a debreceni Főnix Rendezvényszervező Nonprofit Kft. ügyvezető igazgatója;

2011. március
- Kapronczai István, az Agrárgazdasági Kutató Intézet megbízott főigazgatója
- Deák László, a szolnoki Széchenyi István Gimnázium és Általános Iskola igazgatója
- Farkas Beáta, a Szegedi Tudományegyetem intézetvezető egyetemi docense
- Guttmann Miklós, a Nyugat-magyarországi Egyetem főiskolai tanára
- Horváth Miklós, a kaposvári Eötvös Loránd Műszaki Szakközépiskola, Szakiskola és Kollégium igazgatója, az Önálló Labdarúgó Utánpótlás-nevelő Egyesület társadalmi elnöke
- Karikó-Tóth Tibor, a szentesi Kiss Bálint Református Általános Iskola igazgatója
- Kétyi Iván, a Pécsi Tudományegyetem professor emeritusa
- Lángi József festő-restaurátor
- Le Xuan Giang műfordító, a Vietnámi Írószövetség főmunkatársa
- Szappanos Józsefné, a szolnoki Szent-Györgyi Albert Általános Iskola igazgatója
- Englert Dezső, a Veszprém Megyei Kormányhivatal Élelmiszerlánc-biztonsági és Állategészségügyi Igazgatósága megyei főmérnöke
- Györfi Sándor, Munkácsy Mihály-díjas szobrászművész
- Marjay Gyula, a Geodéziai és Térképészeti Zrt. gazdasági vezérigazgató-helyettese
- Marosfi Györgyné, az Univer Product Zrt. vezérigazgató-helyettese
- Pálffy Dezső mezőgazdasági szakmérnöknek, ny. c. egyetemi docens
- Spiegl János erdőmérnök, a Bács-Kiskun Megyei Kormányhivatal Erdészeti Igazgatóság igazgatója
- Szabó Tamás, a Győr-Moson-Sopron Megyei Kormányhivatal megyei igazgató főállatorvosa
- Urbán Gábor festőművész
- Váry József nyugalmazott közgazdász
- Zolnai Mária, a Vidékfejlesztési Minisztérium Környezetügyért Felelős Államtitkár Titkársága titkárságvezetője.
- Bordás Sándor, NAV Észak-magyarországi Regionális Adó Főigazgatóság főigazgató-helyettes

### 2010. október 23.
- Béres Györgyné, a II. kerületi Szabó Lőrinc Két Tannyelvű Általános Iskola és Gimnázium mentor tanára
- Brückner Huba, a Fulbright Magyar-Amerikai Oktatási Csereprogram Bizottság vezetője
- Egedy Gergely, a Budapesti Corvinus Egyetem tanszékvezető, egyetemi tanár
- Hadzsikosztova Gabriella, a Bolgár Művelődési és Kulturális Nonprofit Kft. színházművészeti vezetője
- Karikó Teréz, a Szegedi Nemzeti Színház Liszt Ferenc-díjas magánénekese, énekmester
- Laurencz László kézilabda-mesteredző
- Mády Ferenc, a Semmelweis Egyetem Ortopédiai Klinika ortopéd, traumatológus és kézsebész szakorvosa
- Mezey Béla, a Magyar Állami Operaház fotóművésze
- Nemes Zoltán, a Debreceni Egyetem egyetemi tanára
- Nemesné Antal Magdolna, a III. kerületi Szent Miklós Általános Iskola, Diákotthon és Gyermekotthon igazgatóhelyettese
- P. Tóth Béláné, a Szentendrei Református Gimnázium nyugalmazott igazgatója
- Rozgonyi Éva Liszt Ferenc-díjas karnagy, a Szegedi Tudományegyetem Vántus István Gyakorló Zeneművészeti Szakközépiskola tanára
- Simon László, az ELTE professor emeritus
- Szelényi Géza, a veszprémi Jendrassik-Venesz Középiskola és Szakiskola igazgatója

### 2010
- Bedő Ildikó, a letenyei Andrássy Gyula Általános Iskola igazgatója
- Benke József, a Pécsi Tudományegyetem Orvostörténeti Múzeum nyugalmazott igazgatója
- Besenyei János, a Tiszanána-Kömlő Általános Iskola és Óvoda Kömlő Tagiskolája igazgatója
- Békési Mihály, a békési Szegedi Kis István Református Gimnázium tagintézmény-vezetője
- Bertalan Péter, a Kaposvári Egyetem egyetemi docense
- Béres Károly, országos alapfokú művészetoktatási és tanügyigazgatási szakértő
- Bicsák Miklós, kézműves, könyvkötő mester
- Bierbauer Imre, a Bábolnai Általános Iskola címzetes igazgatója
- Bodor Sándorné, a kecskeméti Katona József Színház művészeti titkára
- Csabay Katalin, a Beszédvizsgáló Országos Szakértői Bizottság igazgatója
- Csík János, előadóművész, a Csík Zenekar vezetője
- Deák Zsuzsanna, grafikusművész
- Demeter Anna, az Oktatási Hivatal Dél-Alföldi Regionális Igazgatóság referense
- Dezső Marianna, a tatabányai Erkel Ferenc Művészetoktatási Intézmény igazgatója
- Döme István, a Magyar Állami Operaház főügyelője
- Farkas Róbert, hegedűművész, a Budapest Bár Zenekar vezetője
- Gúth Ferenc, a Szolnoki Műszaki Szakközép- és Szakiskola igazgatója
- Hajnal Mihály, festő- és grafikusművész
- Halász Károly, nagykanizsai lakatosmester, a Zalai Kézműves Kamara elnöke
- Hlatky Sándor, a Nemzeti Kulturális Örökség Védelmi Nonprofit Kft. ügyvezető igazgató-helyettese, őrségparancsnok
- Jakabné Muity Mária, zenetanár, a Magyar Zeneművészek és Táncművészek Szakszervezetének titkára, az Országos Zenepedagógus Tagozat elnöke
- Kajáry Ildikó, a VIII. ker.-i Bárczi Gusztáv Óvoda, Általános Iskola és Készségfejlesztő Speciális Szakiskola igazgatója
- Katona Márta, a tatai Eötvös József Gimnázium és Kollégium igazgatója
- Kerekes László, az Oktatási és Kulturális Minisztérium nyugalmazott főosztályvezető-helyettese
- Korsoveczkiné Balló Erzsébet, a dunaújvárosi Dózsa György Általános Iskola igazgatója
- Kovács József Attila, a Nyugat-magyarországi Egyetem főiskolai tanára
- Kovács Gyuláné, a somogyjádi Illyés Gyula Általános Iskola, Alapfokú Művészetoktatási Intézmény, Óvoda, Egységes Pedagógiai Szakszolgálat és Pedagógiai Szakmai Szolgáltató Intézmény főigazgatója
- Lángné Bakallár Imola, a Soroksár Önkormányzat sajtó- protokoll referense
- Lénárt Györgyné, a miskolci Martin János Szakképző Iskola igazgatója
- Lindenbergerné Kardos Erzsébet, a Szent István Egyetem főiskolai docense
- Magda Róbert, a gyöngyösi Károly Róbert Főiskola tanszékvezető egyetemi docense
- Márkus Tibor, jazz-zongoraművész, zeneszerző, a Liszt Ferenc Zeneművészeti Egyetem egyetemi adjunktusa, a Bartók Béla Zeneművészeti Szakközépiskola tanára, a Magyar Jazz Szövetség elnöke
- Márkusné Gábor Ildikó, a IX. ker.-i Szily Kálmán Kéttannyelvű Műszaki Középiskola igazgatója
- Molnár Ferenc, a Madách Színház táncművésze, koreográfus
- Nagy Gábor , Munkácsy-díjas festőművész, a Magyar Képzőművészeti Egyetem egyetemi docense
- Nádassy Lászlóné Karres Magdolna, a Miskolci Egyetem főiskolai docense
- Nógrádi Tóth István, előadóművész, a Magyarnótaszerzők és Énekesek Egyesülete elnöke
- Ócsai Erzsébet, a VII. kerületi Baross Imre Artistaképző Szakközépiskola és Szakiskola igazgató-helyettese
- Oporné Fodor Mária, az V. kerületi Veres Pálné Gimnázium igazgatója
- Papp István Ferencné, a nyíregyházi Vikár Sándor Zeneiskola igazgatója
- Petrovics Józsefné, a Dunaföldvár-Bölcske-Madocsa Mikrotérségi Bölcsőde, Óvoda, Általános Iskola, Művészetoktatási Intézmény, Gimnázium és Szakiskola főigazgatója
- Rády Ferenc, festőművész, restaurátor
- Reőthy Ferenc, a kaposvári Táncsics Mihály Gimnázium igazgatója
- Strauszné Könözsi Vera, a százhalombattai Szent István Egyházi Kórus karnagya
- Suba Ferenc, a mosonmagyaróvári Kossuth Lajos Gimnázium nyugalmazott tanára
- Szalai Zsolt János, a Ruttkai Éva Színház igazgatója
- Szűcsné Sziklai Éva, a mezőberényi Petőfi Sándor Művelődési Központ volt igazgatójának
- Tordai Tiborné, a nyírteleki Általános Művelődési Központ vezetője
- Tornavölgyi István, az ajkai Nagy László Városi Könyvtár és Szabadidő Központ igazgatója
- Tóthné Csorba Mária, a miskolci Avastetői Általános Magyar-Angol Két Tanítási Nyelvű Iskola és Alapfokú Művészetoktatási Intézmény igazgatója
- Vajda István, a Nógrád Megyei Múzeumszervezet Bányászati Kiállítóhely múzeumvezetője
- Varga Béla, a Veszprémi Megyei Könyvtár nyugalmazott igazgatója
- Varga Ferencné, a miskolci 10. számú Petőfi Sándor Általános és Magyar-Angol Két Tanítási Nyelvű Iskola igazgatója
- Vass Levente, urológus[82]
- Vaszilkó Tiborné, a sajószögedi Kölcsey Ferenc Körzeti Általános Iskola és Alapfokú Művészetoktatási Intézmény igazgatója
- Vizkeletei Józsefné, a mosonmagyaróvári Kossuth Lajos Gimnázium nyugalmazott tanára
- Vona Tibor, az Experidance – Román Sándor Tánctársulat ügyvezető igazgatója

### 2009
- Babosa Antal a Pataky István Fővárosi Gyakorló Híradásipari és Informatikai Szakközépiskola igazgatója
- Bakró Lászlóné a XX. kerületi Baross Gábor Általános Iskola és Szakiskola igazgatója
- Baloghné Ábrányi Hedvig, a Magyar Numizmatikai Társaság irodavezetője, könyvtárvezető
- Balogh József klarinétművész
- Békássyné Molnár Erika, a Budapesti Corvinus Egyetem egyetemi tanára
- Bokor János előadóművész
- Csörgöl Istvánné, a XIII. kerületi Szlovák Tanítási Nyelvű Óvoda, Általános Iskola, Gimnázium, Szakközépiskola és Diákotthon igazgatója
- Deák Erika, a siófoki Aranypart Középiskolai Kollégium és Nevelési Tanácsadó igazgatója
- Egri János dzsessz-előadóművész
- Hangay György muzeológus , író (Australian Quarantine and Information Service)
- Horti Andrásné, a budapesti Dobos C. József Vendéglátóipari SzKI igazgatója
- Jakab Gedeon, a soroksári Galambos János Alapfokú Művészetoktatási Intézmény igazgatója
- Kaiser Ottó fotóművész
- Kapy Jenő Ybl Miklós-díjas építészmérnök, a Szent István Egyetem főiskolai tanára
- Kokas Ferenc, a kaposvári Liszt Ferenc Zeneiskola igazgatója
- Mészáros András, a tatai Eötvös József Gimnázium címzetes igazgatója
- Moór Gyula, a Balaton-felvidéki Nemzeti Park Igazgatóság nyugalmazott igazgatóhelyettese
- Mucsi László, egyetemi docens, dékánhelyettes, Szegedi Tudományegyetem, Természettudományi és Informatikai Kar
- Nagy Márta keramikusművész, a Pécsi Tudományegyetem egyetemi tanára
- Ormossy Attila, XIII. kerületi rendőrkapitány, rendőrségi főtanácsos
- Pankotai Ferenc, a Mátészalkai Gépészeti Szakközépiskola nyugalmazott igazgatója
- Rácz Lajos, az ELTE tanszékvezető egyetemi docense
- Radics Ferenc hegedűművész, a Hagyományok Háza – Magyar Állami Népi Együttes zenekarvezető prímása
- Schenk Róbertné, az ösküi Tasner Antal Általános Iskola nyugalmazott igazgatója
- Sivaráma Svámi, a Magyarországi Krisna-tudatú Hívők Közössége vezető lelkésze
- Szabóné Gondos Piroska, a Kaposvári Egyetem tanszékvezető főiskolai docense
- Székely Kinga barlangkutató, geográfus, térképész
- Széman György a Magyar Üvegipari Szövetség főtitkára
- Törő István író, költő, újságíró, mezőgazdász
- Varga István Attila, a Varga-Márfy Kft. tulajdonosa, a VOSZ Fejér Megyei elnöke
- Vastag Sándor, a Pannon Egyetem egyetemi docense
- Zakar Ágnes, a Játékszín Kht. rendezőasszisztense

Augusztus 20-a alkalmából a Magyar Közlönyben megjelent kitüntetettek névsora:
- Alföldy Mari, műfordító
- Árgyelán György, a Magyar Köztársaság bukaresti nagykövetsége tanácsosa
- Dombi Károly, a CHN magyar nyelvű rádióműsor szerkesztője
- Immaculata Pannone, az Olasz Köztársaság Külügyminisztériuma tanácsosa
- Johannes A. Hoogeveen, a Karmel International Alapítvány elnöke
- Kay A. King, az Amerikai Egyesült Államok Képviselőháza Inter-Parlamentáris Kapcsolatok Hivatala igazgatója
- Ruppert József, a Piarista Rend generálisának asszisztense
- Szecsei Mihály, közgazdász
- Udvarhelyi Tivadar János, a hollandiai Szent István Alapítvány alapítója és elnöke
- Vörös Katalin, a kaliforniai Berkeley Egyetem Elektrotechnikai és Számítástechnikai Kutatóközpont vezető kutatója
- Csató Zsuzsanna, az ÁNTSZ Országos Tisztifőorvosi Hivatal esélyegyenlőségi szakreferense
- Sápiné Lovász Irén, az Országos Nyugdíjbiztosítási Főigazgatóság Szervezési és Nemzetközi Kapcsolatok Főosztálya főosztályvezetője
- Zsótér Antal, a Szegedi Kistérség Többcélú Társulás igazgatója
- Csajbók Ernő, a hódmezővásárhelyi Megyei Jogú Város Önkormányzat Erzsébet Kórház-Rendelőintézet osztályvezető-főorvosa
- Kovács András, a Szent János Kórház és Észak-Budai Egyesített Kórházai Urulógiai Osztály osztályvezető főorvosa
- Soós Kálmán, a Mezőgazdasági és Vidékfejlesztési Hivatal Veszprém megyei Kirendeltsége, kirendeltség-vezetője
- Nahalkó József alezredes, a Honvédelmi Minisztérium Fejlesztési és Logisztikai Ügynökség Anyag-technikai és Közlekedési Igazgatóság Harcvezetési Rendszerek Osztálya kiemelt főtisztje
- Hangya Kálmán, az Igazgatási és Rendészeti Minisztérium Rendészeti Szakállamtitkárság Rendészeti-igazgatási Főosztálya főosztályvezető-helyettese
- Mérey Gyuláné, a Jász-Nagykun-Szolnok Megyei Bíróság csoportvezetője
- Szép Lajosné, a Legfelsőbb Bíróság tisztviselője
- Vágó Ilona, a Szabolcs-Szatmár-Beregei Megyei Bíróság csoportvezetője
- Gáspár Kálmán, az Országos Polgárőr Szövetség elnökségi tagja
- Pataky Zsuzsanna, a Miniszterelnöki Hivatal állampolgári szakreferense

Augusztus 20-án az oktatási és kulturális miniszter adta át:
- Ács Katalin, a Budai Középiskola igazgatójának
- Balogh József klarinétművésznek
- Brazzorottó Jenőné, a XV. kerületi Száraznád Nevelési-Oktatási Központ elnök-igazgatójának
- Cravero Róbert, a Kolibri Gyermek- és Ifjúsági Színház gazdasági szaktanácsadójának
- Czupy Éva, a Katolikus Magyar Értelmiségi Mozgalom Pax Romana nyugati tagozata elnökségi tagjának
- Csige József, a hajdúdorogi Móra Ferenc Általános és Művészeti Iskola címzetes igazgatójának
- Debreczeni János szövőnek, népi iparművésznek
- Fekete János, a X. kerületi Magyar Gyula Kertészeti Szakközépiskola és Szakiskola igazgatójának
- Fincza Erika, a Pesti Magyar Színház koreográfusának
- Galó Miklós, a Nyíregyházi Főiskola tanszékvezető főiskolai tanárának, hallgatói adminisztrációs és képzésszervezési főosztályvezetőnek
- Hartung Sándor festőművésznek
- Herskovits Mária, az MTA Pszichológiai Intézete nyugalmazott tudományos kutatójának, a Magyar Tehetséggondozó Társaság alelnökének
- Horti Andrásné, a XIII. kerületi Dobos C. József Vendéglátóipari Szakképző Iskola igazgatójának
- Kardos József, a Sziget Kulturális Menedzseriroda volt programigazgatójának
- Káldi Gyula, a Kulturális Örökségvédelmi Hivatal szakreferensének
- Kiss Attila, az Eszterházy Károly Főiskola tanszékvezető főiskolai tanárának
- Kovács József, a Belvárosi Színház igazgatójának
- Kozák György, a Csepeli Vendéglátóipari Szakközépiskola és Szakiskola igazgatójának
- Mayer Miklósné Nádasi Mária, az ELTE egyetemi tanárának
- Mózes Tamás, a Budapesti Szolgáltató- és Kézművesipari Szakképző Iskola igazgatójának
- Mucsi László, a Szegedi Tudományegyetem dékán-helyettesének, egyetemi docensnek
- Pálné Horváth Mária, a celldömölki Kemenesaljai Művelődési Központ és Könyvtár igazgatójának
- Picard Vilmos nyugalmazott artistaművésznek
- Réti Gáborné, a balkányi Szabolcs Vezér Oktatási Központ igazgatójának
- Rogács László, a Budapesti Operettszínház koreográfusának, a Musical Együttes vezetőjének
- Sasvári Ákos, a X. kerületi Giorgio Perlasca Kereskedelmi, Vendéglátóipari Szakközépiskola és Szakiskola igazgatójának
- Somsák László, a Debreceni Egyetem egyetemi tanárának
- Szende István, a Budapesti Kamaraszínház Kht. orvosának
- Szolga István, a Szabad Tér Színház Kht. műszaki igazgatójának
- Torkos Kornél, az ELTE egyetemi docensének
- Tóth Péter, az MTA nyugalmazott épületberuházási osztályvezetőjének
- V. Kiss József, a Terézvárosi Középfokú Kollégium igazgatójának
- Zalainé Kovács Éva, a Budapesti Corvinus Egyetem Entz Ferenc Könyvtára és Levéltára nyugalmazott könyvtárigazgatójának
- Zőlde Józsefné, a XIV. kerületi Jókai Mór Általános Iskola igazgatójának.

### 2008
- Aszódi Attila, a Budapesti Műszaki és Gazdaságtudományi Egyetem intézetigazgató, tanszékvezető egyetemi docense
- Dallos Gyula, a szombathelyi Kereskedelmi és Vendéglátó Szakképző Iskola igazgatója
- Demus Iván pedagógus, politikus
- Dobos József, a mohácsi Schneider Lajos Alapfokú Művészeti Iskola igazgatója
- Engyel Gyula, a Pénzügyminisztérium Költségvetési és Pénzügypolitikai Főosztálya főosztályvezető-helyettese
- Farkas György, a Montessori Erzsébetvárosi Gimnázium alapító igazgatója
- Felföldi József, a Budapesti Corvinus Egyetem dékánhelyettes, tanszékvezető egyetemi docense
- Gubán Miklós, a Budapesti Gazdasági Főiskola Salgótarjáni Intézete intézetigazgató-helyettes, tanszéki osztályvezető főiskolai docense
- Gyuk Mihály, a szombathelyi Horváth Boldizsár Közgazdasági és Informatikai Szakközépiskola és Kollégium igazgatója
- Horváthné Kutasi Mária, a kőszegi Jurisich Miklós Gimnázium igazgatója
- Jedlicska Zsolt János, a pécsi Pollack Mihály Műszaki Szakközépiskola, Szakiskola és Kollégium tanára
- Kelecsényi István, a XVI. kerületi Csonka János Műszaki Szakközépiskola és Szakiskola igazgatója
- Kristóf Márta, a Tiszakécske Városi Könyvtár igazgatója
- Lantos Zoltán hegedűművész
- Lengyel Levente olimpiai ezüst- és bronzérmes sakkozó, sakknagymester, vezetőedző, az MTK Sakk Szakosztálya alapítója[85]
- Nanszákné Cserfalvi Ilona, a Kölcsey Ferenc Református Tanítóképző Főiskola főiskolai tanára, felnőttképzési tudományos szakmai tanácsadó
- Pallai Ivánné Varsányi Erzsébet a Pannon Egyetem nyugalmazott tudományos főmunkatársa
- Pálfalvi Zsolt az Oktatási Hivatal Dél-alföldi Regionális Igazgatósága igazgatója
- Pletser József a IX. kerületi Fáy András Közlekedésgépészeti Műszaki Szakközépiskola igazgatója
- Radovics Istvánné a Kesztölci Általános Iskola igazgatója
- Sóron László a Fővárosi Szabó Ervin Könyvtár főigazgató-helyettese
- Szabó Péter az egri Wigner Jenő Műszaki Informatikai Középiskola és Kollégium igazgatója
- Szécsényiné Fekete Irén a Magyar Táncművészeti Főiskola nyugalmazott táncpedagógusa
- Szommer Ildikó a Savaria Történelmi Karnevál Kht. Alapítvány titkára, karneváligazgató
- Szüts Tivadarné Fűrész Klára az ELTE dékán-helyettes egyetemi docense
- Tar Jánosné a Nyíregyházi Evangélikus Kossuth Lajos Gimnázium igazgatója
- Tari Julianna a Budapesti Vidám Park Zrt. nyugalmazott vezérigazgatója
- Vass László, a Pest Megyei Flór Ferenc Kórház pathológus főorvosa, az Egészség Hídja Összefogás Egyesület főtitkára
- Zsúdel Lászlóné a miskolci Ferenczi Sándor Egészségügyi Szakközépiskola igazgatója

Szabó Imre környezetvédelmi és vízügyi miniszter által augusztus 20. alkalmából a budapesti Hagyományok Házában átadott kitüntetések:
- Bánhidy Péter, a Heves Megyei Vízmű Zrt. vezérigazgatója
- Felbermann Tamás, az Észak-magyarországi Környezetvédelmi és Vízügyi Igazgatóság műszaki-igazgatóhelyettes főmérnöke
- Kumánovics György, a Közép-dunántúli Környezetvédelmi és Vízügyi Igazgatóság műszaki-igazgatóhelyettese
- Temesi Géza főosztályvezető-helyettes, a KvVM Nemzeti parki és tájvédelmi főosztálya munkatársa.

### 2007
- Aczél Istvánné, a budapesti XXI. kerületi Napsugár Napközi Otthonos Óvoda vezetője
- Árendás Péter, a budaörsi Illyés Gyula Gimnázium igazgatója
- Benkóné Dudás Piroska, a békéscsabai Zwack József Kereskedelmi és Vendéglátóipari Szakképző Iskola igazgatója
- Blum József előadóművész, a Kőbányai Zenei Stúdió Művészeti Szakképző Iskola igazgatóhelyettese, zenetanár
- Bódai Julianna Éva, a bakonyszombathelyi Benedek Elek Általános Iskola és Óvoda és Pedagógiai Szakszolgálat igazgatója
- Deák György, a nagykőrösi Petőfi Sándor Általános Iskola és Diákotthon igazgatójának, a Magyar Diáksport Szövetség elnöke
- Demeter Józsefné, a budapesti VIII. kerületi Szentágothai János Egészségügyi Szakképző Iskola igazgatója
- Elekházy Sarolta, a budapesti XIX. kerületi Móra Ferenc Óvoda, Általános Iskola igazgatója
- Ember Csaba, a balassagyarmati Rózsavölgyi Márk Művészeti Iskola igazgatója
- Érfalvyné Ludvig Borbála, a kaposvári Noszlopy Gáspár Közgazdasági Szakközépiskola igazgatója
- Farkas Istvánné, a budapesti III. kerületi Kossuth Zsuzsa Humán Szakközépiskola és Gimnázium igazgatója
- Gáspár Máté, a Krétakör Színház ügyvezetője
- Hartmann Iván, az ajkai Bródy Imre Gimnázium és Szakközépiskola igazgatója
- Horváth Lászlóné, az egri Szalaparti Speciális Oktatási-Nevelési Központ és Szakszolgálat nyugalmazott igazgatója
- Illés Pálné, a Kazincbarcikai Összevont Óvodák vezetője
- Kalmár Pálné, a Jász-Nagykun-Szolnok Megyei Mészáros Lőrinc Gimnázium, Szakközépiskola és Kollégium igazgatója
- Kalucza Lajos, a nyíregyházi Kölcsey Ferenc Gimnázium igazgatója
- Kamasz Lajos, a budapesti IX. kerületi Békés Glasz Imre Élelmiszerkereskedelmi Szakmunkásképző Iskola ny. igazgatója
- Kemény Gáborné, a budapesti XII. kerületi Kiss János Általános és Középiskola igazgatója
- Kincses Gyula az ESKI főigazgatója
- Kolics Gábor, a dunaújvárosi Hild József Szakközépiskola, Szakiskola és Kollégium igazgatója
- Kovácsné Fodor Katalin, Harangozó Gyula-díjas táncművész, a Közép-Európa Táncszínház tánckarvezetője
- Marton Tiborné, a budapesti III. kerületi Szent Miklós Általános Iskola, Diákotthon és Gyermekotthon igazgatója
- Mihalovics Jenő, a kaposvári Duráczky József Pedagógiai Fejlesztő és Módszertani Központ igazgatója
- Muszbek Johanna, tájépítész
- Müller-Hosszu György, a Rádió C szerkesztő-műsorvezetője
- Nagy László, az Ópusztaszeri Nemzeti Történeti Emlékpark Kht. tanácsadója, színigazgató, kultúrmenedzser
- Nagy Zsolt, a Krétakör Színház színművésze
- Ónodi Eszter, a budapesti Katona József Színház Jászai Mari-díjas színművésze
- Rákos Csabáné, a székesfehérvári Nemes Nagy Ágnes Kollégium igazgatója
- Rotter Oszkár, a Magyar Állami Operaház balettművésze
- Smiger András, az esztergomi Dobó Katalin Gimnázium igazgatója
- Suhajda Józsefné, a budapesti XIX. kerületi Eötvös József Általános Iskola igazgatója
- Stiasny Éva ny. vasdiplomás hitoktató pedagógus
- Stúr Dénesné, a budapesti II. kerületi Kalmár László Számítástechnikai Szakközépiskola igazgatója
- Szász Tibor, a Debreceni Egyetem Közgazdaságtudományi Kar stratégiai és fejlesztési dékánhelyettese, egyetemi docens
- Szíjártó Péter, a Budapesti Corvinus Egyetem Tájépítészeti Kar Szarvasi Arborétuma igazgatója
- Tihanyi Dominika építész, tájépítész
- Till Attila Tamás műsorvezető, médiaművész
- Timár Árpád, a Művészettörténeti Kutatóintézet tudományos főmunkatársa
- Tomasevics Zorka szinkronrendező
- Tyekvicska Árpád, a Nógrád Megyei Levéltár igazgatója
- Vajda Ferencné, kultúrszervező
- Varró Dániel, József Attila-díjas költő
- Vas Gábor, zeneszerző
- Vámos Veronika előadóművésznek, az Oktogon Tánc Centrum, Déli Mozgásstúdió, Goli Táncműhely táncművészének, koreográfusának, tánctanára
- Weisz Nándor, érdemes művész, Jászai Mari-díjas artistaművész
- Z. Tóth György, a karcagi Szentannai Sámuel Mezőgazdasági Szakközépiskola, Gimnázium és Kollégium igazgatója, címzetes főiskolai docense

### 2006
- Bárdos-Deák Ágnes előadóművész, dalszövegíró, író, irodalomszervező
- Bayer István gyógyszerész
- Fritz József, matematikus, akadémikus
- Hegedüs Tibor csillagász
- Mali István, klarinétművész, a Magyar Állami Operaház zenekari igazgatója
- Marton László Távolodó újságíró
- Modláné Görgényi Ildikó, mérnök, tanár a Nemzeti Szakképzési Intézet szolgáltatási és koordinációs főigazgató-helyettese
- Nagy Béla, hegedűművész, a Magyar Állami Operaház tagja, a Failoni Kamarazenekar megalapítója és koncertmestere
- Szűcs Márta operaénekes,
- Tillai Aurél karnagy, zeneszerző

### 2005
- Balázs György okleveles mesteredző
- Berencsi György orvos, virológus, egyetemi tanár – Országos Epidemiológiai Központ
- Császár Sándorné, a MeH címzetes főmunkatársa
- Delhusa Gjon énekes, zeneszerző, dalszövegíró[88]
- Eperjesi Imre kertészmérnök
- Fótiné Bárdos Zsuzsa a MeH főosztályvezetője
- Gombár Judit díszlet- és jelmeztervező
- Joó Jenő, nyugalmazott igazgató főállatorvos
- Karafiáth Orsolya költő, fordító, publicista, énekesnő
- Kóté László hegedűművész, a Liszt Ferenc Zeneművészeti Főiskola ny. egyetemi docense.

### 2004
- Cseh László úszó
- Faragó Tibor, a Környezetvédelmi Minisztérium EU és Nemzetközi Főcsoportjának vezetője
- Farkas Pál, szobrászművész
- Marketti Judit, igazgató (Pszichiátriai Betegek Otthona és Rehabilitációs Intézete, Bázakerettye)
- Mága Zoltán, hegedűművész
- Muray Róbert, grafikus-festőművész
- Nyári Gyula, fotóművész
- Varga János magyar állatorvos, mikrobiológus, járványügyi szakértő, egyetemi tanár, a Magyar Tudományos Akadémia rendes tagja
- Varga Levente, Ybl Miklós- és Kossuth-díjas magyar építész

Augusztus 20-án:
- Horváth Tibor, az Eszterházy Károly Főiskola Tanulmányi Információs Központja igazgatója
- Kovácsné Papp Mária, a budapesti Raoul Wallenberg Szakképző Iskola és Gimnázium igazgatója
- Köpeczi-Bócz Tamás, az Oktatási Minisztérium Alapkezelő Igazgatósága főigazgató-helyettese
- Menyhért Zoltán, a Szent István Egyetem egyetemi tanára
- Papp Zsigmond, a Budapesti Közgazdaság-tudományi és Államigazgatási Egyetem főiskolai docense
- Rathmann János, a Szent István Egyetem egyetemi tanára, a filozófiatudomány doktora
- Zelles Tivadar, a Semmelweis Egyetem egyetemi tanára, dékán

### 2003
- Balaton Gyula, az Oktatási Minisztérium nyugalmazott főmunkatársa
- Bálintné Szendrei Mária, matematikus, akadémikus
- Bencze Lajos, a Fővárosi Pedagógiai Intézet igazgatója
- Béres Jenő, a szolnoki Verseghy Ferenc Gimnázium igazgatója
- Bodor Ferencné, a budapesti Erzsébet Királyné Szolgáltató és Kereskedelmi Szakközépiskola és Szakiskola igazgatója
- Born Miklós, koreográfus
- Breuer Tiborné szociális munkás
- Czédli Gábor, matematikus, akadémikus
- Fejérváry Gézáné, a budapesti Dugonics András Általános Iskola és Gimnázium nyugalmazott tanára
- Kakuk György, a Debreceni Egyetem I. számú Belgyógyászati Klinikája igazgatója, egyetemi tanár, az orvostudomány kandidátusa
- Kováts Dániel tanár
- Kőhalmy Tamás erdőmérnök, egyetemi tanár
- Kőpatakiné Mészáros Mária, az Országos Közoktatási Intézet Promram és Tantervfejlesztési Központ igazgató-helyettese
- Lengyel Róbertné, a vámospércsi Általános Iskola igazgatója
- Mezei Lajosné, az egri Mlinkó István Óvoda, Általános Iskola és Diákotthon igazgatója
- Mészáros Judit, a Semmelweis Egyetem Egészségügyi Főiskolai Kara főigazgatója, főiskolai tanár
- Novák Mihály, a Szegedi Tudományegyetem egyetemi tanára, a kémiai tudomány doktora
- Reischl Gábor, a Szent István Egyetem Ybl Miklós Műszaki Főiskolai Kara tanszékvezető főiskolai tanára
- Sári Jánosné, a budapesti Török Béla Óvoda, Általános Iskola, Speciális Szakiskola, Diákotthon, Gyermekotthon és Pedagógiai Szakszolgálat igazgatója
- Somogyi István, a budapesti Magyar Hajózási Szakközépiskola igazgatója
- Szabó József, matematikus
- Szenes György, a budapesti Bolyai János Fővárosi Gyakorló Műszaki Szakközépiskola igazgatója
- Tamás Zoltánné, a nagyszentjánosi Hunyadi Mátyás Általános Iskola igazgatója
- Tóthné Fábián Eszter, a Szegedi Tudományegyetem egyetemi docense, az állam- és jogtudomány kandidátusa
- Váradi Júlia rádiós újságíró, műsorvezető
- Varga Csaba filmrendező

### 2002
- Csatári Bálint, magyar geográfus, egyetemi oktató, a Nagyalföld társadalmi földrajzának kutatója
- Csáki Zoltán, a CENTER.HU Kft. ügyvezető igazgatója, Terror Háza múzeum létrehozásában kiemelkedő részt vállalt (polgári tagozat)
- Deák Edit, a Duna Televízió osztályvezetője
- Heindl Péter,a Collegium Martineum Középiskolai Tehetséggondozó Kollégium igazgatója
- Hrubi Gábor, az oroszlányi Lengyel József Gimnázium igazgatója
- Parnó László, a Magyar Országgyűlés Főtitkári Hivatala címzetes főmunkatársa, a terembiztos szolgálat vezetője
- Sárvári Attila, Cötkény Térségfejlesztő Szövetség (Mezőcsát) vidékfejlesztési referensének[92][93]
- Bráda Tibor Munkácsy Mihály-díjas művész, a Képzőművészeti Egyetem docense, a hazai képzőművészeti életben betöltött sokszínű tevékenységéért
- Csincsek Réka, a Filharmónia Budapest Kht. műsorszerkesztője, a hangversenyszervezésben eltöltött 35 évi kiemelkedő, elkötelezett munkájáért
- Deák Sándor, a Fővárosi Szabó Ervin Könyvtár gazdasági igazgatója, a könyvtárbővítés és rekonstrukciós programban végzett tevékenységéért
- Erdélyi Tibor, nyugalmazott koreográfus, művészeti vezető, a Vadrózsák Táncegyüttesben végzett kiemelkedő művészi munkája elismeréséül, 70. születésnapja alkalmából
- Gáspár János, nyugalmazott közművelődési felügyelő, Ajka város kulturális életében több évtizeden át nyújtott kimagasló munkájáért
- Hadik Gyula, szobrászművész, kisplasztikái és portrésorozatok művészi megformálásáért, köztéri műalkotásaiért
- Hajdi Józsefné, hagyományőrző, Veresegyháza népi hagyományai ápolásáért
- Hertay Mária, festő- és grafikusművész, több évtizedes művészi munkája elismeréséül
- Huszár Klára, Erkel Ferenc-díjas Érdemes Művész, több évtizedes rendező-dramaturgi életútja elismeréseként
- Jezerniczky Sándor, Liszt Ferenc-díjas balettművész, a Magyar Állami Operaház magántáncosa kimagasló művészi tevékenysége elismeréséül
- Jónás Mátyás, a Rajkó Zenekar alapító prímásaként végzett érdemei elismeréseként
- Józsa Lajos szobrászművész, az életből merített szereplők hiteles, természetességet tükröző ábrázolásáért
- Kocsis Imre, Munkácsy Mihály- díjas művésztanár, a grafikaművészet továbbnemesítésében, az eljövendő művészgenerációk kinevelésében kifejtett kimagasló, példamutató tevékenysége elismeréseként
- Lendvai Csécsi Jenő, több évtizedes kiemelkedő prímási tevékenységéért
- Lantos Györgyi és Máthé István, szobrászművész házaspár, kiemelkedő művészi tevékenységük elismeréseként, 50. születésnapjuk alkalmából
- Magyar László, a Katona József Színház művészeti titkára, áldozatos munkája elismeréséül
- Mácsai István, kétszeres Munkácsy Mihály-díjas festőművész, gazdag művészi életútja elismeréséül, 80 születésnapja alkalmából
- Mező Márta, a Magyar Állami Operaház szólamvezető csellóművésze, több évtizedes munkája elismeréséül
- Molnár Gergely, „varázslatos,” élményt nyújtó bűvészi tevékenységéért, a bűvészgeneráció neveléséért
- Móna Ilona, nyugalmazott zenei könyvtáros, gazdag tudományos, pedagógiai és könyvtári tevékenysége elismeréséül
- Orlóczi Béla, az Artistaművészek Szakszervezete szakmai titkára, az artistaművészek szakmai képviseletéért
- Péterffy Attila, a székesfehérvári Vörösmarty Színház igazgatója, 30 éves színházi, színházalapítói tevékenysége elismeréséül
- Puka Károly, vezető prímás, a cigányzene nemzetközi megismertetéséért tett magasszíntű tevékenységéért
- Sáray László, a Borsod- Abaúj-Zemplén Megyei Levéltár könyvtárvezetője, 30 éven át tartó lelkiismeretes, következetes munkája elismeréséül
- Seres János, festőművész, művészi táblakép komponáló művészi tevékenységéért
- Schlier Lujza, a tápiószelei Blaskovich Múzeum tárlatvezetője, 50 éves példaértékű, szellemi és tárgyi örökséget őrző múzeumi szolgálatáért
- Semmelweis Tibor, a Budapesti Kereskedelmi és Iparkamara Kézműves Tagozat elnöke, rézfúvós mester-hangszerész, a magyar-olasz zenei kapcsolatokban végzett kiemelkedő munkájáért, valamint a fiatal hangszerész-generáció neveléséért
- Szilágyi Péter, a berettyóújfalui Városi Zeneiskola igazgató-karnagya, a hazai és nemzetközi hírnevű Ifjúsági Fúvószenekar karmestereként 25 éve tartó kimagasló, művészi és tanári munkájáért
- Szekeres István grafikusművész, kiemelkedő tervező grafikusi szakmai életművéért
- Sziki Károly, az egri Harlekin Bábszínház igazgatója, a felnőtt és gyermek bábszínház létrehozásában nyújtott áldozatos, kiemelkedő tevékenységéért
- Szilárd Klára festő- és szobrászművésznő, rangos magyar és egyetemes jelentőségű művészi munkássága és emberi értékei elismeréséül
- Türányi Zsuzsa, a Szabad Tér Színház művészeti főtitkára, kimagasló művészeti-szervező munkája elismeréséül
- Varjasi Tamás képzőművész, a kortárs képzőművészetben elért hazai- és külföldi sikereiért
- Zempléniné Csánky Emília, a Magyar Állami Operaház oboaművész-szólamvezetője, kiemelkedő művészi munkájáért.

### 2001
- Bajza Józsefné Szinyei Merse Anna, a Magyar Nemzeti Galéria XIX-XX. Századi Gyűjteménye főmuzeológus-főtanácsosa
- Bak Jolán, a Fertődi Esterházy Kastélymúzeum címzetes igazgatója
- Búza Barna szobrászművész
- Gavlik István, a Kossuth Szövetség elnöke
- Géczy Dorottya Jászai Mari-díjas színművész
- Horváth Imre, a Somogy Megyei Tudományos Ismeretterjesztő Társulat irodavezetője
- Koltay Gergely zeneszerző
- Laczus Gézáné, a szobi Börzsöny Múzeum vezetője
- Madarász Katalin előadóművész, népdal- és nótaénekes
- Mohai Gábor, a Magyar Televízió bemondója
- Nemes Lajos budapesti nyugalmazott pedagógus
- Ökrös Oszkár, cimbalomművész, a 100 Tagú Cigányzenekar szólistája
- Palócz László Liszt Ferenc-díjas operaénekes, érdemes művész
- Pap Pál, a varsói Magyar Kulturális Intézet nyugalmazott igazgatója
- Scher Tiborné Sík Olga, a kőbányai Művészeti Szakiskola művésztanára
- Tóthpál József, a Veszprémi Egyetem művelődéskutatója, tudományos főmunkatársa
- Valcz Gyuláné, a Magyar Táncművészeti Főiskola Nádasy Ferenc Gimnázium igazgatója
- Varasdy Emmi, a Liszt Ferenc Zeneművészeti Egyetem tanszékvezető egyetemi tanára, zongoraművész-korrepetitor
- Vasadi Péter József Attila-díjas költő, esszéíró
- Virágos Mihály Liszt Ferenc-díjas operaénekes, a Debreceni Csokonai Színház örökös tagja
- Windisch István könyvkiadó, iskolaalapító

### 2000
- Ádám Veronika Széchenyi-díjas magyar orvos, biokémikus, egyetemi tanár, a Magyar Tudományos Akadémia rendes tagja
- Becsey János paralimpiai bajnok úszó
- Buffó Rigó Sándor cigányprímás, a 100 Tagú Cigányzenekar vezetője
- Leslie Kaciban Jr. First FBI/ILEA Academy Director
- Köntös László református lelkész
- Mocsai Lajos kézilabdaedző, volt válogatott kézilabdázó

### 1999
- Pék Pál magyar költő, irodalomkritikus, tanár

### 1998
- Béres László Ádám geológusmérnök
- Bujáky Miklós matematika-fizika szakos tanár, a Pápai Református Gimnázium újjáalapító igazgatója
- Farkas Béláné matematika-fizika szakos tanár
- Farkas Péterné a Központi Nyilvántartó és Választási Hivatal főosztályvezetője
- Félegyházy – Megyesy Ágoston, Villamosmérnök és tanár a Corvin Mátyás Szki igazgató
- Fogarasi József, főiskolai docens (Budapesti Corvinus Egyetem Közigazgatás-tudományi Kar, Alkotmányjogi Tanszék)
- Földi Péter festő, főiskolai tanár
- Kaán Zsuzsa magyar tánctörténész, kritikus, koreográfus
- Nagyszentpéteri Miklós balettművész
- Zana József színész
- Poór Péter előadóművész

### 1997
- Bencsik János néprajzkutató
- Beregi Péter, színész
- Jánosházy György, költő, műfordító
- Kemény László, riport-, dokumentum-, népszerű tudományos film- és televíziós rendező;[forrás?]
- Koren Tamás balettművész
- Kurdi Gyula, tanár[95]
- Németh Ferenc olimpiai bajnok öttusázó
- Vértes Árpád, polgármester

### 1996
- Boros Mátyás, a 100 Roma Virtuóz Országos Kulturális Egyesület Cigányzenekarának főprímása
- Csollány Szilveszter, magyar olimpiai bajnok tornász
- Dávid Ferenc[96]
- Bakos László, okleveles közgazda
- Galántai Zsolt balettmester
- Navarrete József vívó
- Szatmári Liza színésznő
- Tótfalusi István, író, nyelvész, műfordító

### 1995
- Mikulás Ferenc, magyar animátor, a magyar animációs kultúra egyik legjelentősebb alakja
- Pintér Lajos költő

### 1994
Polgári tagozat
- Árvai Pál, a Vajda Péter Gimnázium, Szakközépiskola és Kollégium igazgatója[97]
- Balogh László, festőművész[98]
- Bandi István, a Rejlő Sándor Textilipari Szakközépiskola igazgatója[97]
- Bánffy Miklós, Leányvár polgármestere[97]
- Bangó Margit, magyar roma előadóművész[99]
- Bárány László, nemzeti ellenálló (1945–1956)[100]
- Barcs Aladár, a Gyöngyösi Polgármesteri Hivatal irodavezetője[101]
- Bartl József, festőművész[98]
- Becze Gábor, a Kaláka Együttes tagja[97]
- Benedeki Erzsébet, a Prágai Magyar Kulturális Központ munkatársa[99]
- Berecz Andrásné, a gyöngyösi Berze Nagy János Gimnázium és Szakiskola nyugalmazott igazgatója[97]
- Bereczki András, Mindszent polgármestere[101]
- Bereznai Katalin, a Békéscsabai Arany János Középiskola Kollégium gazdasági vezetője[97]
- Berki Erzsébet, a Mozgásjavító Általános Iskola tanára[98]
- Breuer Ottó, a Nemzeti Színház főügyelője[98]
- Buda Ernő, nyugdíjas[98]
- Cseh Béla, az Eötvös József Tanítóképző Főiskola Bezerédj Utcai Gyakorló Általános Iskolájának igazgatója[97]
- Csehi Ferenc, a Sárospataki Zeneiskola igazgatója[97]
- Csipka Lászlóné, a Művelődési és Közoktatási Minisztérium nyugalmazott. köztisztviselője[97]
- Csobán Péterné, a debreceni Kézműves Iskola és Diákotthon igazgatója[102]
- Csóti Jenő, Letenye Polgármesteri Hivatal jegyzője[97]
- Demeter László, Szarvas polgármestere[98]
- Dénes Anna Szeréna, szerzetes nővér[100]
- Dobó Attila, a 12. Számú Ipari és Kereskedelmi Szakmunkásképző és Szakközépiskola igazgatóhelyettese[99]
- Dörögdy Miklós, a Budapest Bábszínház színművésze[97]
- Ekk Valéria, a Magyar Országos Levéltár pénzügyi osztályvezetője[101]
- Esterházy Mátyás, műfordító, nyugalmazott olvasószerkesztő[101]
- Fekete József[97]
- Feketű József, a szegedi Magyar Cserkészszövetség főtitkára[99]
- Ferencz Miklós, Kozármisleny polgármestere[97]
- Gábor Imre, nemzeti ellenálló (1945–1956)[100]
- Gaizler Gyula, a Keresztény Ökumenikus Baráti Társaság elnöke[101]
- Galambos Jenőné, Feketeerdő polgármestere[97]
- Gáll Imréné, Bicske Polgármesteri Hivatal jegyzője[97]
- Gáspár István[97]
- Görbedi Miklós, a tiszalöki Általános Iskola nyugalmazott tanára[102]
- Görömbei Andrásné, a debreceni Kossuth Lajos Tudományegyetem Gyakorló Gimnáziuma igazgatóhelyettese[102]
- Gryllus Dániel, a Kaláka Együttes tagja[97]
- Haász István, festőművész[98]
- Hajdú Mária, Pestszenterzsébet-Soroksár Polgármesteri Hivatal törvényességi főtanácsosa[98]
- Harmath Istvánné, nyugalmazott tanár[99]
- Hegedűs Gyula, a baktalórántházi Vári Emil Általános Iskola igazgatója [99]
- Hernusz Kálmán, a Bakonyi Bauxitbánya Kft. főaknásza[97]
- Holl Ferenc, az 56-os Szövetség titkára[97]
- Horváth László, a Diósgyőr-Vasgyári Ipari Szakmunkásképző és Szakközépiskola tanára[99]
- Horváth Sándor, Rum körjegyzője[98]
- Horváthné Kőmíves Ágota, a nagysimonyi Általános Iskola tanára[99]
- Höfler Lajosné, a Bonyhádi 2. Sz. Általános Iskola nyugalmazott tanára[98]
- Huzella Péter, a Kaláka Együttes tagja[97]
- Ivánfi Jenő, Kazincbarcika alpolgármestere[98]
- Iványi Tiborné, budapesti általános iskolai tanár[102]
- Ivasivka Mátyás, a pécsi Nagy Lajos Ciszterci Gimnázium tanára[99]
- Jablonkay István, a solymári Helytörténeti Gyűjtemény vezetője[98]
- Kalmár Sándor, a Tatabányai Energetikai Kft. vájár-bányamentője[97]
- Kaprinayné Rádi Gizella, a Köztársasági Megbízotti Hivatal Csongrád Megyei Területi Hivatal hivatalvezetője[98]
- Kelemen László mérnök alezredes Győr, Rába Légvédelmi rakétaezred
- Kenedi Tiborné, a nagyatádi Állami Zeneiskola hegedű tanszakos tanára[102]
- Kiss Mária, Budapest XI. kerület alpolgármestere[97]
- Kolta László, nyugalmazott középiskolai szakfelügyelő[99]
- Kondás Sándorné, Vadna–Sajógalgóc–Sajóivánka Körjegyzőség körjegyzője[97]
- Korompay Bertalan, néprajzkutató, a budapesti Kölcsey Ferenc Gimnázium nyugaémazott tanára[101]
- Koronka Lajos, a Kozma Lajos Faipari Szakközépiskola igazgatója[99]
- Kovács Györgyné, a Magyar Táncművészeti Főiskola művészeti titkára[98]
- Kovács János, a miskolci Gépipari Műszaki Középiskola igazgatóhelyettese[99]
- Kovács László[97]
- Kovács Péter, Bonyhád jegyzője[98]
- Körmendi Géza, a tatai Eötvös József Gimnázium nyugalmazott tanára, igazgató[102]
- Kösztler Zoltán, a POFOSZ Jogügyi Bizottsága vezetője[97]
- Kun József, nyugalmazott középiskolai tanár[99]
- Lajos Lászlóné, a Pécsi Köztársasági Megbízott Hivatala osztályvezetője[97]
- Sz. Lukács Imre, író, újságíró[97]
- Lukács Tibor[97]
- Major Attila[97]
- Maksa Ferenc, a Tápióbicskei Általános Iskola tanára[102]
- Mandákné Rabóczki Erika, az egri Móra Ferenc Általános Iskola tanára[99]
- Márton László[97]
- Máthé Gábor, az Államigazgatási Főiskola általános főigazgató-helyettese[98]
- Melegh Tibor, nyugalmazott tanár[98]
- Mladonyiczky Béla szobrász- és éremművész[103]
- Mohos Endre[97]
- Móra László, nyugalmazott könyvtáros[101]
- Mózes Ervin, a KMB Szegedi Hivatal főosztályvezetője, titkárságvezető[97]
- Nádasi László, nyugalmazott tanár[98]
- Nagy Ferenc, fafaragó szobrászművész[98]
- Nagy Imre, Sajóbábony polgármestere[101]
- Nagy Lajos, a Bűnügyi Szakértői és Kutatóintézet laborvezetője[98]
- Nagyné Csapó Margit, Győri Köztársasági Megbízott Hivatala munkatársa[98]
- Németh József, a zalaegerszegi Göcseji Múzeum főtanácsosa[101]
- Németh Rozália, ideg-elme szakápoló nővér[104]
- Ozsváth Sándor, a Kölcsey Ferenc Református Tanítóképző Főiskola főiskolai adjunktusa, megbízott tanszékvezető[99]
- Pap János, a Csongrád Megyei Múzeumok Igazgatósága gazdasági igazgatója[101]
- Pápa János, a csurgói Rákóczi Ferenc Általános Iskola tanára[99]
- Papp László grafikus, festőművész
- Pásztor György[97]
- Pathó László, az Almásfüzitői Általános Iskola igazgatója[97]
- Pék József címzetes főtanácsos[98]
- Pernecker János, a Sárvári Koncz János Zeneiskola igazgatója[97]
- Péter Imre, Földes polgármestere[97]
- Pethő Attila István, a Köztársasági Megbízotti Hivatal Békés Megyei Területi Hivatal hivatalvezetője[98]
- Pintér Lajosné Asbóth Éva, a Köztársasági Megbízott Fejér Megyei Területi Hivatala osztályvezetője[98]
- Rabek Mihályné[97]
- Radics Kálmán, a Pécsi Erőmű Rt. vájára[97]
- Radicsné Drágár Magdolna, Hajdú-Bihar és Szabolcs-Szatmár-Bereg Megye Köztársasági Megbízott Területi Hivatala munkatársa[98]
- Radványi Balázs, a Kaláka Együttes tagja[97]
- Rákóczi Péter, a Tarnaleleszi Általános Iskola tanára[97]
- Rátkay Endre, festőművész[98]
- Regős Pál, táncművész[97]
- Rékási József, a pannonhalmi Bencés Gimnázium tanára[99]
- Rényi Katalin, tervező grafikusművész[98]
- Ritterné Vajta Mária, a Balassa János Egészségügyi Gimnázium igazgatóhelyettese[99]
- Rónai Józsefné, a bonyhádi Vörösmarty Mihály Általános Iskola tanára[98]
- Roszkosné Török Mária Ágnes, Mezőcsát jegyzője[98]
- Sallay-Kubowska Etelka, a Varsói Magyar Kulturális Intézet titkárságvezetője[97]
- Sárközy Zoltán, a debreceni Csokonai Színház színművésze[97]
- Strenner József, Veszprém város főkertésze[104]
- Szabadi Edit, a Magyar Állami Operaház magántáncosa[97]
- Szabó Ajtonyné, a gyöngyösi 7. Sz. Általános Iskola tanára[99]
- Szakács Zoltánné, a bonyhádi Zeneiskola tanára[98]
- Szappanos M. Ilona, nyugalmazott szerzetes nővér[98]
- Szarka Balázs, a kecskeméti UNIVER Szövetkezet elnöke[98]
- Szászy Sándor, nemzeti ellenálló (1945–1956)[100]
- Szeghalmi Elemér, újságíró[105]
- Szekendy Ferenc, a városmajori Jézus Szíve Plébánia káplánja[98]
- Szemerei Zoltán, a Magyarországi Evangélikus Egyház főtitkárhelyettese, gazdasági főosztályvezető[97]
- ifj. Szénási Sándor, hegedűművész, roma közéleti személy[99]
- Szeniczey Aurél, a Borsod-Abaúj-Zemplén és Heves Megye Köztársasági Megbízott Hivatal osztályvezetője[98]
- Szikulai Lóránt, a Bács-Kiskun Megyei Önkormányzati Hivatal főtanácsosa[97]
- Szilágyiné Szentpál Mária, tánckutató[101]
- Szöllőssy Enikő, szobrász- és éremművész[97]
- Takács Győző grafikus- és kerámiaművész[103]
- Tar Ferenc[97]
- Terebesi Sándor, a Széna Téri Bajtársi Társaság tagja[97]
- Tihanyi Miklósné Menus Katalin, a Gyöngyöstarjáni Önkormányzati Hivatal hivatalvezető-helyettese[101]
- Tóbiás Ernőné Takács Mária, Gölle körjegyzője[98]
- Tombor Tibor, nyugalmazott könyvtáros[101]
- Tóth József, a Mozgásjavító Általános Iskola és Diákotthon tanára, karnagy[98]
- Új Imre, a debreceni Kölcsey Ferenc Megyei-Városi Művelődési Központ vezető népművelője, tanácsos[97]
- Vajda Zoltán, a Magyar Rádió főosztályvezető-helyettese[99]
- Valent Györgyné, a Hajós Alfréd Általános Iskola igazgatója[97]
- Vállai Béla, a Líra és Lant Kereskedelmi Rt. nyugalmazott tanácsadója[98]
- Vargacz Mária Krisztina, a szegedi Karolina Elemi Iskola és Gimnázium igazgatója[99]
- Várhalmi András, a CSILI Művelődési Központ igazgatója[101]
- Vásárhelyi Gyöngyi, a Mozgásjavító Általános Iskola tanára[98]
- Végh Andrásné, a Terézvárosi Kéttannyelvű Általános Iskola és Gimnázium tanára[97]
- Végh Zoltán, általános iskolai tanár[98]
- Vér Piroska, a HM Központi Honvéd Kórház főorvosa[97]
- Vermes Győző, Jász-Nagykun-Szolnok–Pest–Nógrád Megye Köztársasági Megbízott Hivatala főtanácsosa[97]
- Vojtó Ferencné, a TIB Elhurcoltak Bizottságának vezetője[97]
- Wagner László, a pécsi Hunyadi Mátyás Fiúkollégium igazgatója[99]
- Zilahi Sándor, egyéni vállalkozó[98]
- Barabás Béla, Bán István, Bányász Mihály, Császár László, Dégi András, Detre István, Géczi István, Gorka Pál, Gömöri László, Haragh László, Horváth Ferenc, Horváth Károly, Horváth Károly, Jecsmenik Andor, Karácsonyi Mihály, Komjáti János, Kondor Zoltán, Margaritovics Vazul, Molnár János Imre, Nyári Sándor, Pap László, Pék József, Plecskó Mihály, Rajna Tibor, Sándor László, Sárosi István, Schmidt János, Szabó Zoltán, Szigetvári István, Szödényi István, Tálas Géza, Walper Ferenc és Zakar Mihály a Magyar Köztársaság demokratikus átalakulásában végzett kiemelkedő munkássága elismeréséül[106]

Katonai tagozat
- Bánfi György, tűzoltó alezredes[104]
- Baracsi Károly, határőr főhadnagy[97]
- Barátki János, rendőr főhadnagy[103]
- Basa Mihály, rendőr törzszászlós[103]
- Belcsik Pál, tűzoltó törzszászlós[97]
- Bozzai István, büntetés-végrehajtási százados[98]
- Czoller Ernő, mérnök alezredes[107]
- Csányi Sándor, tűzoltó százados[97]
- Császár Benjamin, rendőr százados[103]
- Dián József, határőr ezredes[97]
- Fáber Gyula, alezredes[101]
- Gruber Nándorné, alezredes[101]
- Hubert István, alezredes[101]
- Kékesi Sándor, t. őrnagy[101]
- Kelemen László, alezredes[101]
- Kiss István, határőr alezredes[97]
- Kovács Lajos, rendőr alezredes[97]
- Kovács Lajos, rendőr zászlós[103]
- Kozári László, határőr alezredes[97]
- Lentulay Antal, alezredes[101]
- Lukács Pál, határőr alezredes[97]
- Máday András, határőr ezredes[97]
- Makai Ferenc, rendőr ezredes[97]
- Nagy B. András, t. százados[101]
- Palotás József, t. százados[101]
- Prohászka Imre, tűzoltó ezredes[104]
- Rekvényi László, rendőr százados[97]
- Sárkány István, rendőr ezredes[97]
- Sasvári Tibor, tűzoltó őrnagy[104]
- Serbán Béla, nyugalmazott alezredes[101]
- Szemerei László, alezredes[107]
- Szűcs János, alezredes[101]
- Tóth Gábor, rendőr főtörzsőrmester[103]
- Török János, tűzoltó zászlós[104]
- Ányok Károly, Harmath Lajos, Kakasi Gyula, Kovácsy Zoltán, Ódor Zoltán, Rátz Antal, Romhányi Ferenc honvéd hagyományőrzők[98]
- Czitán Mátyás, Garamvölgyi Sándor, Izinger Gyula, Kanizsay József László, Kovács János, Molnár János, Rácz Sándor István, Rutay István, Selem Ernő, Stift Róbert, Szebeni Zoltán, Thurányi Ferenc, Vancsura Béla a Magyar Köztársaság demokratikus átalakulásában végzett kiemelkedő munkássága elismeréséül[106]

### 1993
- Berecz András ének- és mesemondó
- Bihari Klára író, költő
- Gellért György műfordító
- Gémesi György politikus, polgármester
- Illés Sándor újságíró, költő, műfordító
- Könözsy László, Esztergom polgármestere[108]

### 1992
- Bánffy György színművész
- Bujdosó Imre olimpiai bajnok vívó
- Csipes Ferenc olimpiai bajnok magyar kajakozó
- Fehér Tibor író
- Galambosi László magyar költő, író, gyógypedagógus, tanár
- Kovács Tamás vívó

### 1991
- Domokos Pál Péter Széchenyi-díjas magyar tanár, történész, néprajzkutató, a csángók történetének, kultúrájának kutatója
- Környei Attila történész-muzeológus